# Presidenza di John Fitzgerald Kennedy
La presidenza di John Fitzgerald Kennedy ebbe inizio il 20 gennaio del 1961 quando il presidente eletto degli Stati Uniti d'America partecipò alla cerimonia d'inaugurazione e insediamento del presidente degli Stati Uniti d'America, per terminare bruscamente e in maniera tragica il 22 novembre del 1963 dopo il suo assassinio. Il 35º presidente degli Stati Uniti d'America rimase in carica per un periodo di 1.036 giorni, esattamente un secolo dopo la presidenza di Abraham Lincoln.
Esponente di punta del Partito Democratico subentrò alla presidenza di Dwight D. Eisenhower, eroe della seconda guerra mondiale, a seguito delle elezioni presidenziali nel 1960 in cui riuscì a sconfiggere, seppur di strettissima misura, il concorrente del Partito Repubblicano Richard Nixon, Vicepresidente degli Stati Uniti d'America uscente. Gli succederà il vicepresidente Lyndon B. Johnson il quale assumerà l'ufficio immediatamente dopo l'attentato mortale dando così avvio alla Presidenza Lyndon Baines Johnson.
Kennedy fu la prima persona nata nel XX secolo (1917) a diventare presidente - lo seguiranno Lyndon Baines Johnson (1908); Ronald Reagan (1911); Richard Nixon (1913) e Gerald Ford (1913) - e, all'età di 43 anni, il presidente eletto più giovane ad assumere la carica nell'intera storia degli Stati Uniti d'America (Theodore Roosevelt era di 9 mesi più giovane quando dovette assumere l'ufficio a seguito dell'assassinio di William McKinley il 14 settembre 1901, ma non conquistò i voti popolari fino alle elezioni presidenziali del 1904 quando aveva già 46 anni).
Fu anche il primo presidente eletto affiliato alla Chiesa cattolica negli Stati Uniti d'America. Svolse un ruolo di primo piano nel portare la politica americana nell'era moderna dei mezzi di comunicazione di massa in quanto la sua capacità di usare la televisione fornì un modello di Campagna elettorale che parlava direttamente agli elettori; la sua presidenza mediatica indebolì notevolmente il potere del clientelismo all'interno degli organismi partitici.
L'epoca Kennedyana fu segnata dalle tensioni sempre ben presenti della guerra fredda con l'Unione delle Repubbliche Socialiste Sovietiche e in special modo con Cuba. Un fallito tentativo d'invasione della baia dei Porci a Sud dell'isola venne effettuato nell'aprile del 1961 con l'intento dichiarato di rovesciare il governo comunista di Fidel Castro che aveva preso il potere nel 1959 grazie alla rivoluzione cubana. L'amministrazione in seguito respingerà i piani congiunti dei Capi di stato maggiore volti a orchestrare atti terroristici fasulli sul suolo americano sotto copertura con lo scopo d'indurre all'approvazione da parte dell'opinione pubblica di un'eventuale guerra contro il regime cubano (vedi Operazione Northwoods).
Nell'ottobre del 1962 venne scoperto che i missili balistici sovietici stavano per essere dispiegati in forza a Cuba; il periodo di estrema tensione internazionale che ne risultò - denominato crisi dei missili di Cuba - viene visto da un gran numero di storici e analisti politici come il più vicino alla deflagrazione di una guerra nucleare globale che la specie umana abbia mai avuto nel corso della storia, con belligeranti armati di ordigni atomici da entrambe le parti.
Per contenere l'espansione comunista nel Sud-est asiatico Kennedy diede il via all'aumento del numero dei consiglieri militari americani nel Vietnam del Sud di un fattore di 18 volte superiore rispetto al suo immediato predecessore; un'ulteriore escalation del ruolo americano nel fronte della guerra del Vietnam avrà luogo e si verificherà sempre più speditamente solo dopo la morte del presidente.

Firma autografa del presidente Kennedy

Nel campo della politica interna formulò proposte audaci nella sua agenda della "Nuova Frontiera", ma ben poche di esse risultarono alla fine approvate dal Congresso degli Stati Uniti d'America. Istituì i Peace Corps e accelerò la corsa allo spazio. Kennedy intraprese inoltre iniziative a sostegno del movimento per i diritti civili degli afroamericani, ma solamente dopo la sua scomparsa la proposta di un disegno di legge sui diritti civili verrà approvata e fatta promulgare come Civil Rights Act (1964).

## Elezioni presidenziali del 1960
(JFK.)
Kennedy entrò ufficialmente in gara per la Nomination presidenziale Democratica il 2 di gennaio; inizialmente il suo principale sfidante nelle Primarie Democratiche del 1960 si rivelò essere il membro del Senato per il Minnesota Hubert Humphrey. Dopo essere riuscito a ottenere su di lui una vittoria decisiva nella Virginia Occidentale, uno Stato fortemente radicato nel protestantesimo, Humphrey si ritirerà dalla corsa.
Dovette affrontare anche la sfida lanciatagli dal senatore per il Texas Lyndon B. Johnson il quale però non parteciperà alle primarie; superato questo scoglio formale, così come gli avversari informali Adlai Stevenson II (il candidato ufficiale Democratico sia nelle elezioni presidenziali del 1952 che nelle elezioni presidenziali del 1956) e Stuart Symington alla Convention nazionale di luglio conquisterà la Nomination già al primo scrutinio.
Kennedy sceglierà personalmente proprio Johnson come proprio compagno di corsa, nonostante l'opposizione espressa di delegati maggiormente liberal e da molti del suo stesso staff, incluso il fratello Robert Kennedy.

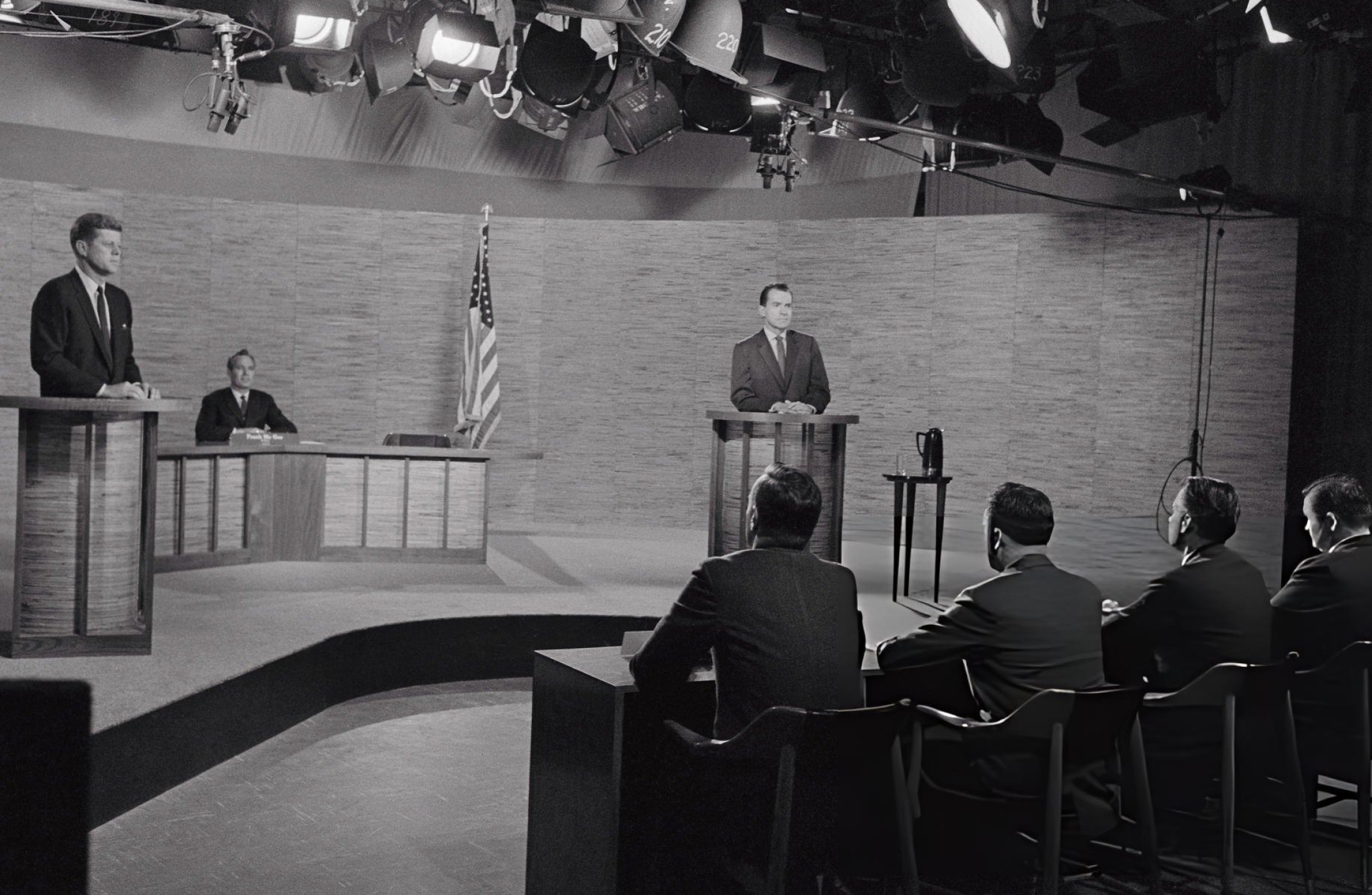
JFK. e Richard Nixon partecipano al secondo dibattito presidenziale tenutosi il 7 di ottobre negli studi della NBC a Washington e moderato da Frank McGee

Dall'altra parte Nixon non dovrà affrontare nessuna seria opposizione per far valere la propria nomination alla convention Repubblicana; vinse facilmente le primarie del partito e ricevette quasi all'unanimità le preferenze dei delegati. Come proprio compagno di corsa scelse Henry Cabot Lodge Jr., uno dei capi dei Rappresentanti permanenti per gli Stati Uniti d'America alle Nazioni Unite.
Entrambi i candidati viaggiarono molto nel corso della campagna elettorale; non volendo concedere allo sfidante alcuno Stato come "non conquistabile" Nixon intraprese una strategia rivolta a tutti e 50 gli Stati federati; Kennedy invece focalizzò l'attenzione sugli Stati con a disposizione il massimo numero di Grandi elettori nel Collegio elettorale. Fece molto affidamento inoltre sulla forza di Johnson negli Stati Uniti meridionali, per cercare di vincere quella che veniva considerata la tornata elettorale più statisticamente incerta dai tempi delle elezioni presidenziali del 1916.
Le principali questioni affrontate riguardarono come far ripartire l'economia nazionale, l'appartenenza di Kennedy alla Chiesa cattolica negli Stati Uniti d'America, il problema di Cuba dopo la rivoluzione cubana comunista e infine se i programmi spaziali e missilistici intrapresi dall'Unione Sovietica avessero o meno superato quelli degli Stati Uniti d'America. Kennedy s'interrogò retoricamente se un quarto degli americani fosse retrocesso a una cittadinanza di seconda classe solamente per il fatto di essere cattolici e gli capitò di dichiarare: "nessuno mi ha mai chiesto a quale religione appartenessi quando prestavo servizio per la United States Navy durante la guerra del Pacifico (1941-1945)".

I risultati delle elezioni presidenziali del 1960 (in blu gli Stati vinti da Kennedy e Johnson)

L'8 di novembre Kennedy risulterà eletto in una delle elezioni presidenziali dai margini più ristretti dell'intero XX secolo; otterrà una maggioranza nel voto popolare pari a 120.000 preferenze su un totale di 68,8 milioni di votanti. Si aggiudicò altresì il voto del Collegio elettorale con un margine più ampio, ricevendo 303 grandi elettori contro i 219 di Nixon.
Inoltre 14 grandi elettori non schierati provenienti dagli Stati dell'Alabama (6) e del Mississippi (8) scelsero invece al suo posto il senatore della Virginia Harry Flood Byrd, anche se questi non era stato candidato alla presidenza così come fece anche un elettore che alla fine cambiò schieramento nell'Oklahoma (Henry D. Irwin, che era stato impegnato a votare per Nixon ma si rifiutò di farlo).
In diversi Stati sudisti i Democratici che erano contrari al sostegno dato dal Partito nazionale ai diritti civili e al diritto di voto per gli afroamericani che vivevano nel Sud tentarono di bloccare l'elezione di Kennedy negandogli il numero necessario di grandi elettori (269 su 537) per poter conseguire la vittoria.

## Inaugurazione
(JFK.)
Kennedy celebrò la cerimonia d'inaugurazione il 20 gennaio del 1961 al "Portico Est" del Campidoglio a Washington. Il Presidente della Corte Suprema Earl Warren gestì e presiedette al giuramento d'ufficio del presidente eletto degli Stati Uniti d'America.

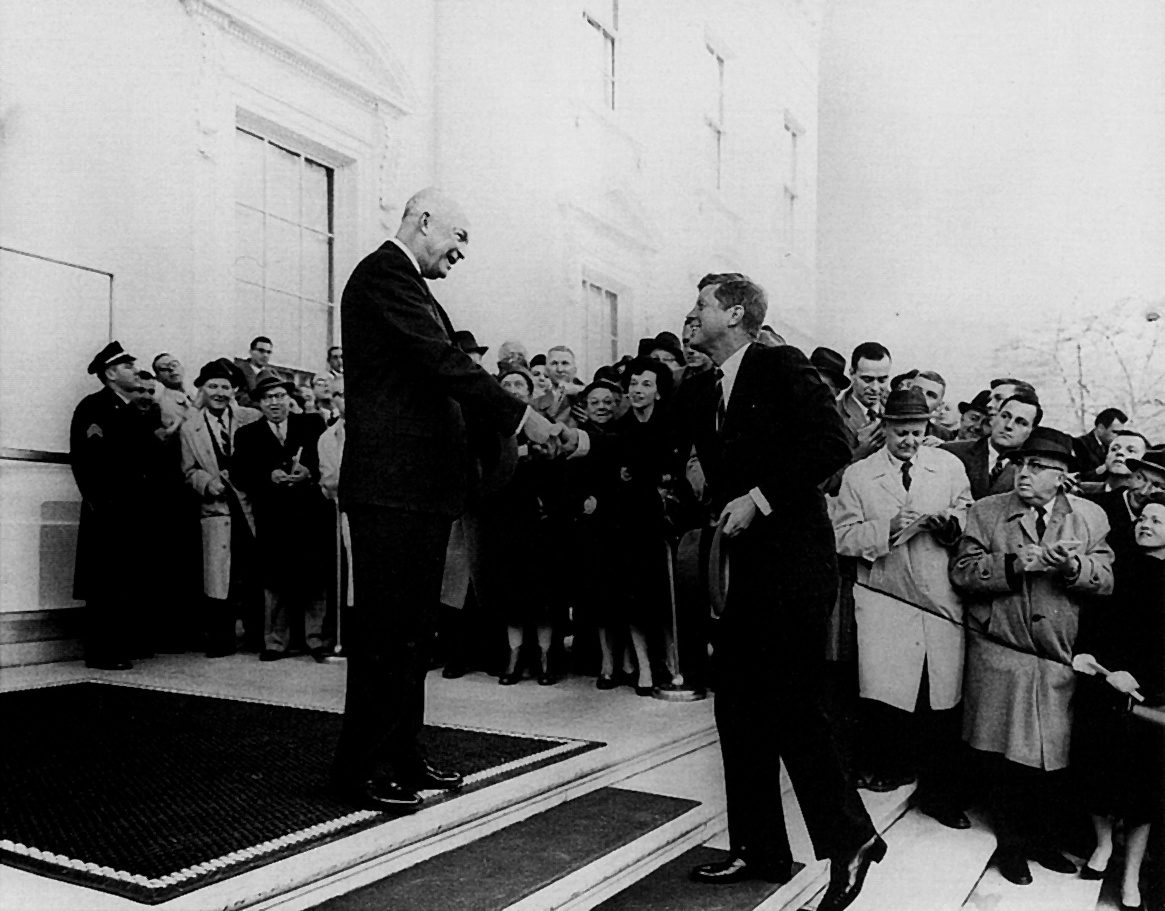
Stretta di mano e passaggio di consegne tra Dwight D. Eisenhower e il nuovo presidente

Nel suo discorso d'insediamento il neo-presidente parlò della necessità per tutti gli americani di essere cittadini attivi e pronunziò la frase rimasta celebre: "Pertanto, cittadini, non chiedetevi che cosa potrà fare per voi il vostro paese, ma piuttosto che cosa potete fare voi per il vostro paese".

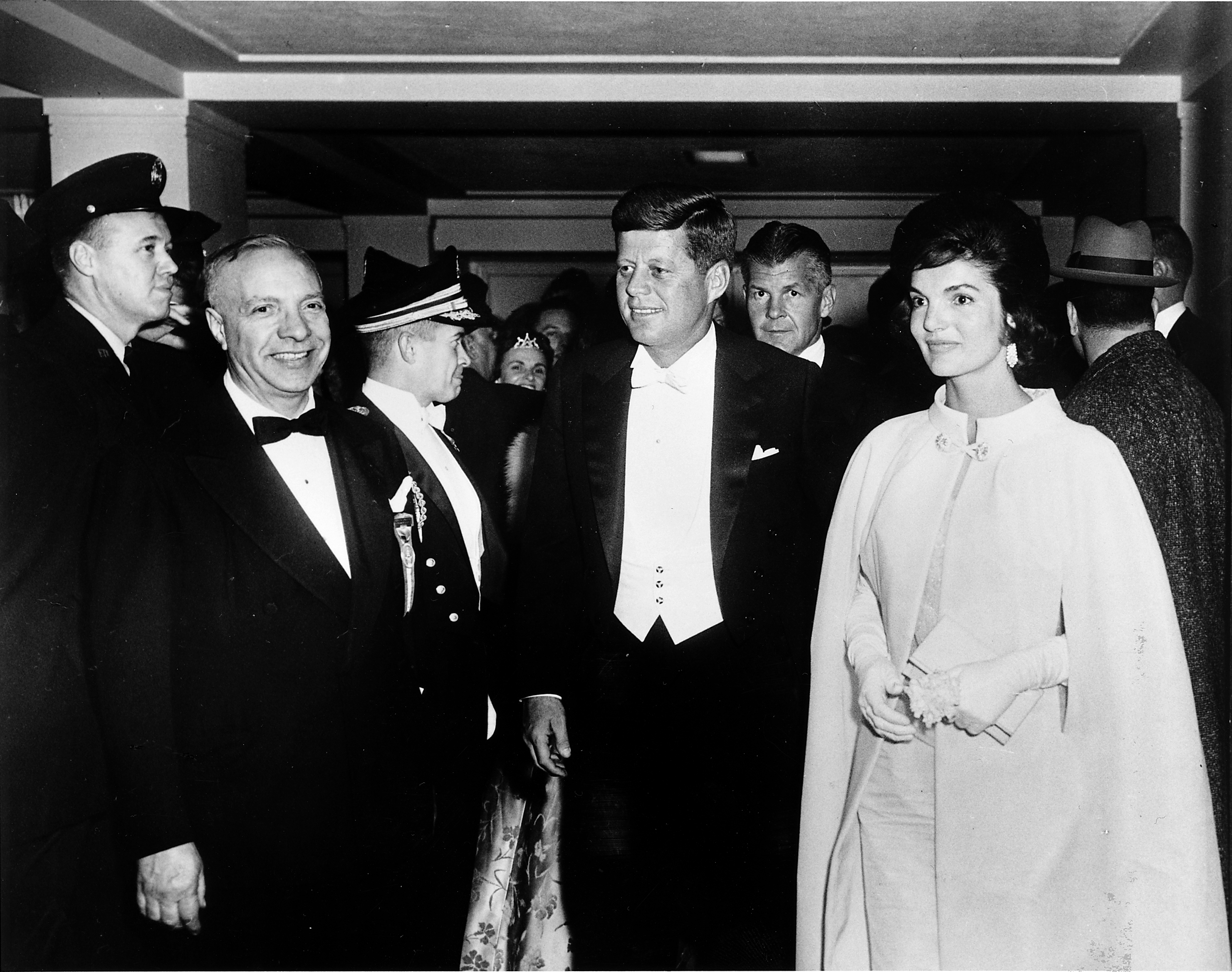
Ballo d'inaugurazione della presidenza

Invitò anche le nazioni del mondo a unirsi: "Ora l'appello risuona di nuovo. Non ci chiama alle armi, ma a sopportare il peso di una lunga e oscura lotta che può durare anni; una lotta contro i comuni nemici dell'uomo: la tirannide, la povertà, la malattia e la guerra stessa"..
A queste ammonizioni aggiunse, in chiusura, allargandosi sul suo desiderio di un maggiore internazionalismo: "Infine, che tu sia cittadino d'America o cittadino del mondo, chiedi a noi qui gli stessi alti standard di forza e sacrificio che ti chiediamo noi". Il discorso rifletté la fiducia del nuovo presidente sul fatto che la propria amministrazione avrebbe tracciato un corso storicamente significativo sia nella politica interna che nella politica estera.
Il contrasto tra questa visione largamente ottimista e le pressioni della gestione delle realtà politiche in patria e all'estero si sarebbe rivelata nel corso del tempo una delle principali fonti di tensione che attraverseranno i primi anni della sua amministrazione. Testo completo del discorso d'inaugurazione su Wikisource

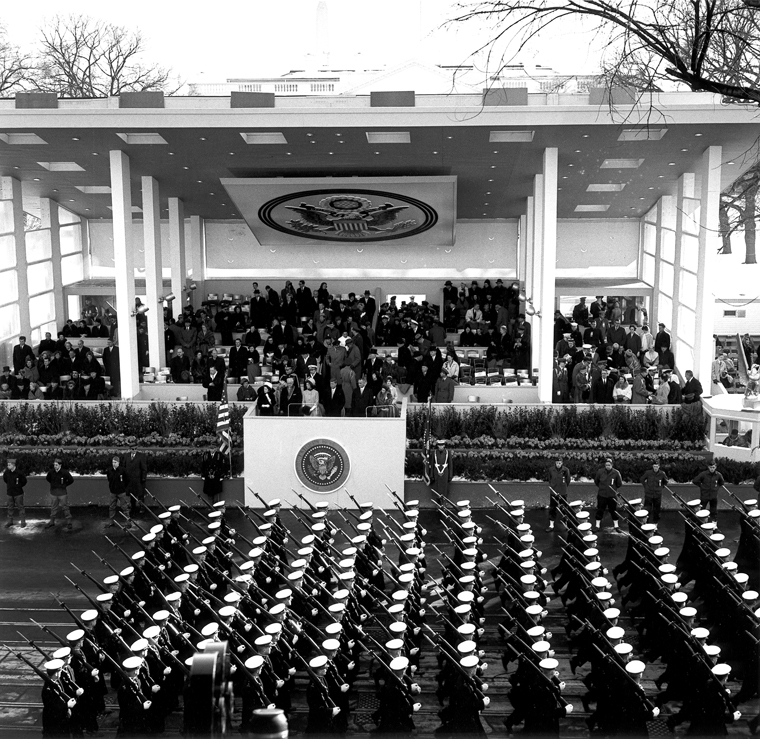
Parata militare passata in rassegna dal neopresidente

Questa fu la prima cerimonia d'inaugurazione alla quale venne consegnato un vero e proprio "poema inaugurale d'insediamento"; il poeta Robert Frost declamò a memoria la propria composizione The Gift Outright del 1941. Egli aveva anche programmato di leggere una nuova poesia che aveva appena scritto per l'occasione e intitolata Dedication (in seguito rinominata For John F. Kennedy His Inauguration e inserita nella raccolta del 1962 In the Clearing), ma non fu in grado di recitarla per colpa del sole abbagliante che gli colpì il volto.

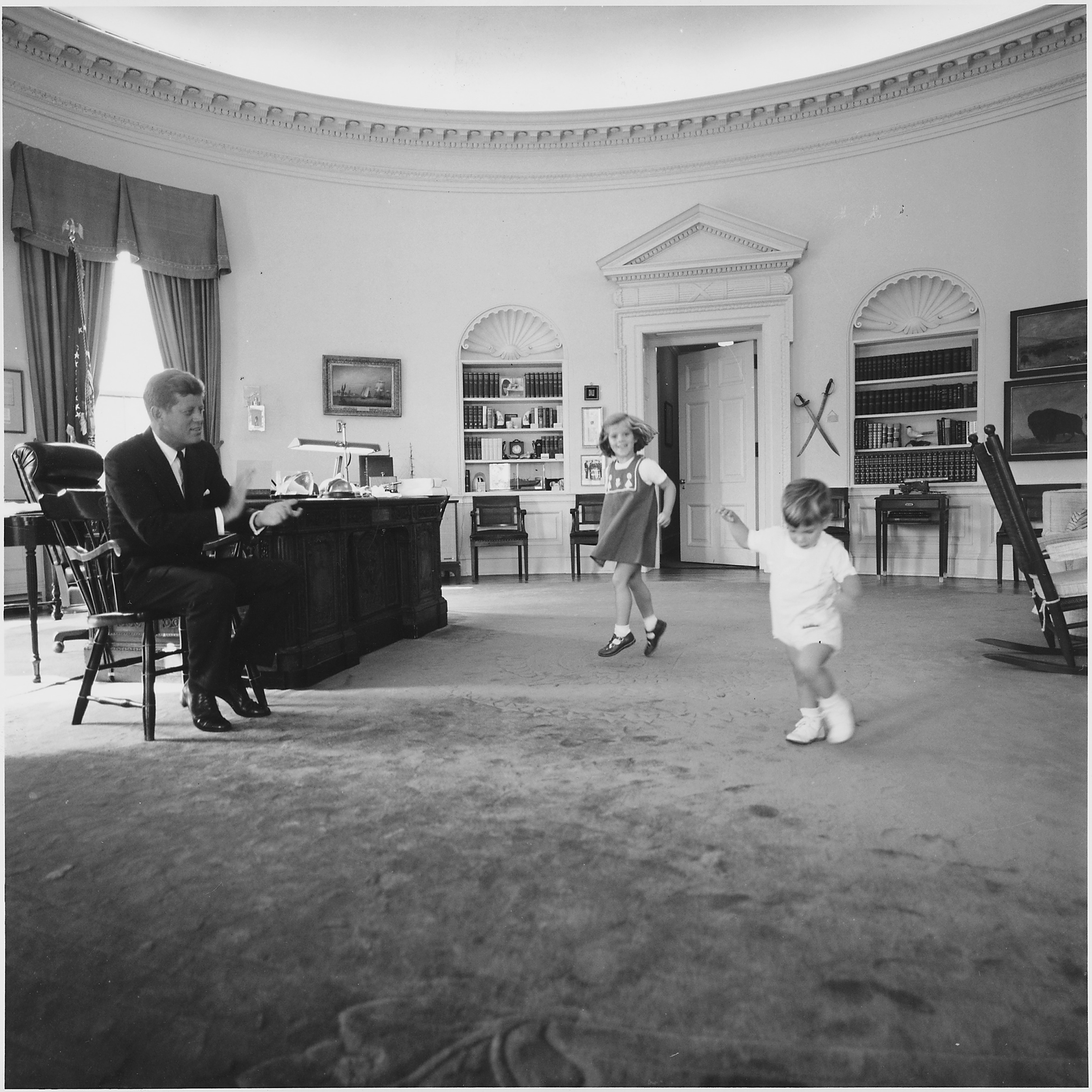
Il presidente nello Studio Ovale mentre gioca con i figli Caroline Kennedy e John Fitzgerald Kennedy Jr.

## Amministrazione

### Gabinetto ministeriale

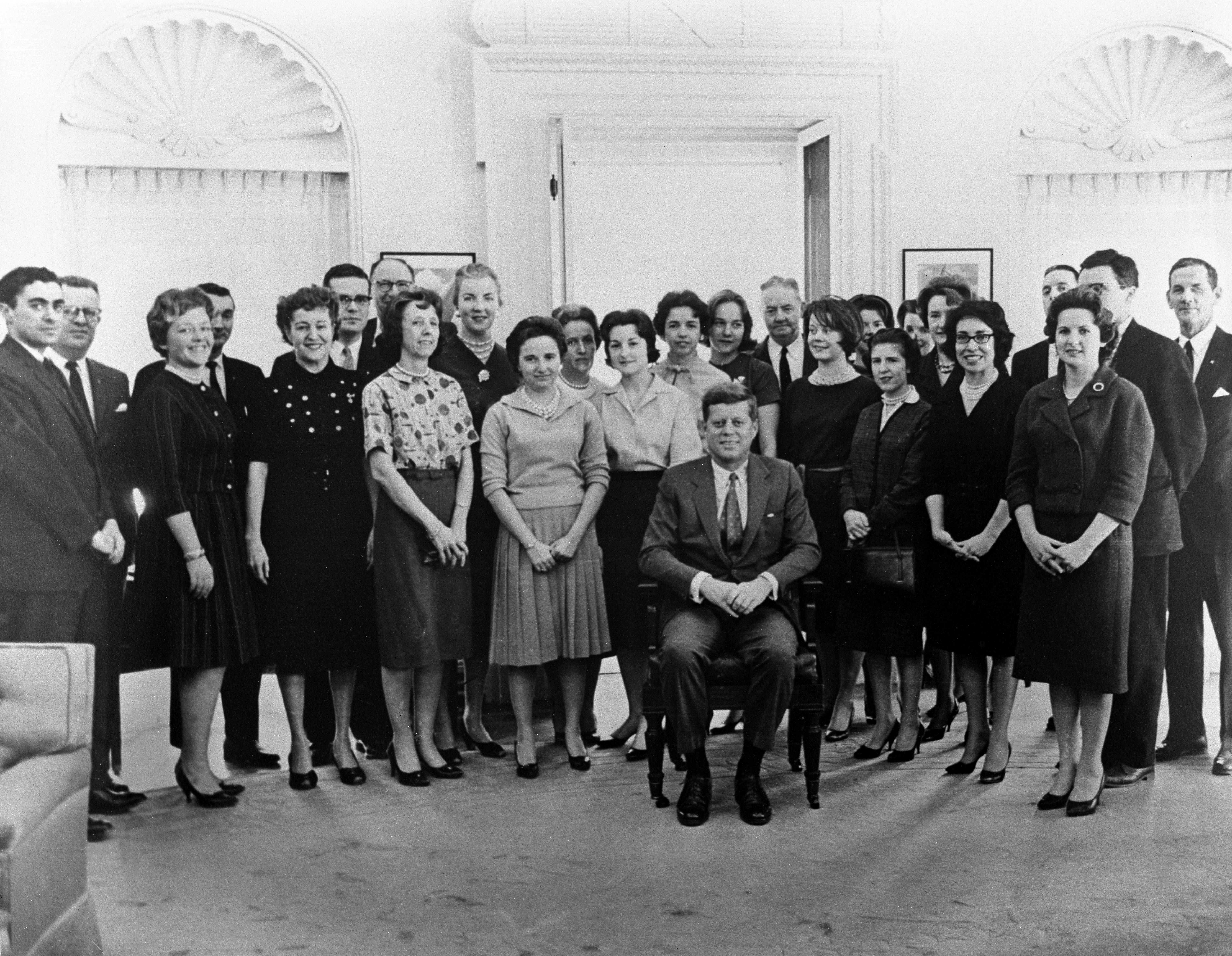
Il presidente con i membri del suo staff alla Casa Bianca

Partiti politici: 

  Democratico
  Democratico-Contadino-Laburista del Minnesota
  Repubblicano
  Indipendente
| Dipartimento | Incarico                                                 | Ritratto | Ritratto              | Nome                    | Mandato          | Mandato           |
| Dipartimento | Incarico                                                 | Ritratto | Ritratto              | Nome                    | Inizio           | Termine           |
| ------------ | -------------------------------------------------------- | -------- | --------------------- | ----------------------- | ---------------- | ----------------- |
|              | Presidente                                               |          |                       | John Fitzgerald Kennedy | 20 gennaio 1961  | 22 novembre 1963  |
|              | Vicepresidente                                           |          |                       | Lyndon B. Johnson       | 20 gennaio 1961  | 22 novembre 1963  |
|              |                                                          |          |                       |                         |                  |                   |
|              | Segretario di Stato                                      |          |                       | Dean Rusk               | 21 gennaio 1961  | 22 novembre 1963  |
|              | Segretario al tesoro                                     |          |                       | C. Douglas Dillon       | 21 gennaio 1961  | 22 novembre 1963  |
|              | Segretario della Difesa                                  |          |                       | Robert McNamara         | 21 gennaio 1961  | 22 novembre 1963  |
|              | Procuratore generale                                     |          |                       | Robert Kennedy          | 20 gennaio 1961  | 22 novembre 1963  |
|              | Direttore generale delle Poste                           |          |                       | James Edward Day        | 21 gennaio 1961  | 30 agosto 1963    |
|              | Direttore generale delle Poste                           |          | John Austin Gronouski | 30 settembre 1963       | 22 novembre 1963 |                   |
|              | Segretario degli Interni                                 |          |                       | Stewart Udall           | 21 gennaio 1961  | 22 novembre 1963  |
|              | Segretario dell'Agricoltura                              |          |                       | Orville Freeman         | 20 gennaio 1961  | 22 novembre 1963  |
|              | Segretario al Commercio                                  |          |                       | Luther H. Hodges        | 21 gennaio 1961  | 22 novembre 1963  |
|              | Segretario del Lavoro                                    |          |                       | Arthur Goldberg         | 21 gennaio 1961  | 20 settembre 1962 |
|              | Segretario del Lavoro                                    |          | W. Willard Wirtz      | 25 settembre 1962       | 22 novembre 1963 |                   |
|              | Segretario della Salute, dell'Istruzione e del Benessere |          |                       | Abraham Ribicoff        | 21 gennaio 1961  | 13 luglio 1962    |
|              | Segretario della Salute, dell'Istruzione e del Benessere |          | Anthony Celebrezze    | 31 luglio 1962          | 22 novembre 1963 |                   |
|              |                                                          |          |                       |                         |                  |                   |
|              | Capo di gabinetto                                        |          |                       | Kenneth O'Donnell       | 20 gennaio 1961  | 22 novembre 1963  |
|              | Amministratore dell'OMB                                  |          |                       | David E. Bell           | 22 gennaio 1961  | 20 dicembre 1962  |
|              | Amministratore dell'OMB                                  |          | Kermit Gordon         | 28 dicembre 1962        | 22 novembre 1963 |                   |
|              | Rappresentante per il Commercio                          |          |                       | Christian Herter        | 10 dicembre 1962 | 22 novembre 1963  |
|              | Ambasciatore presso le Nazioni Unite                     |          |                       | Adlai Stevenson II      | Gennaio 1961     | 22 novembre 1963  |

### Personale consultivo
Lo staff consultivo presidenziale ha incluso:
- Consigliere speciale: Ted Sorensen.
- Vice Consigliere speciale: Myer Feldman.
- Assistenti speciali consiglieri: Richard N. Goodwin e Lee C. White.
- Consigliere per la sicurezza nazionale: McGeorge Bundy.
- Assistenti speciali: Frederick G. Dutton, Ralph A. Dungan, James M. Landis, Lawrence (Larry) F. O'Brien, P. Kenneth O'Donnell, Frank D. Reeves, Arthur M. Schlesinger Jr., Jerome B. Wiesner e Harris L. Wofford, Jr.
- Vice Assistente speciale: Walt Whitman Rostow.
- Assistente del personale: Dan H. Fenn, Jr.
- Assistenti amministrativi: Mike. N. Manatos, Timothy J. "Ted" Reardon, Henry Hall Wilson Jr.
- Segretario dell'Ufficio Stampa (portavoce presidenziale): Pierre Salinger.

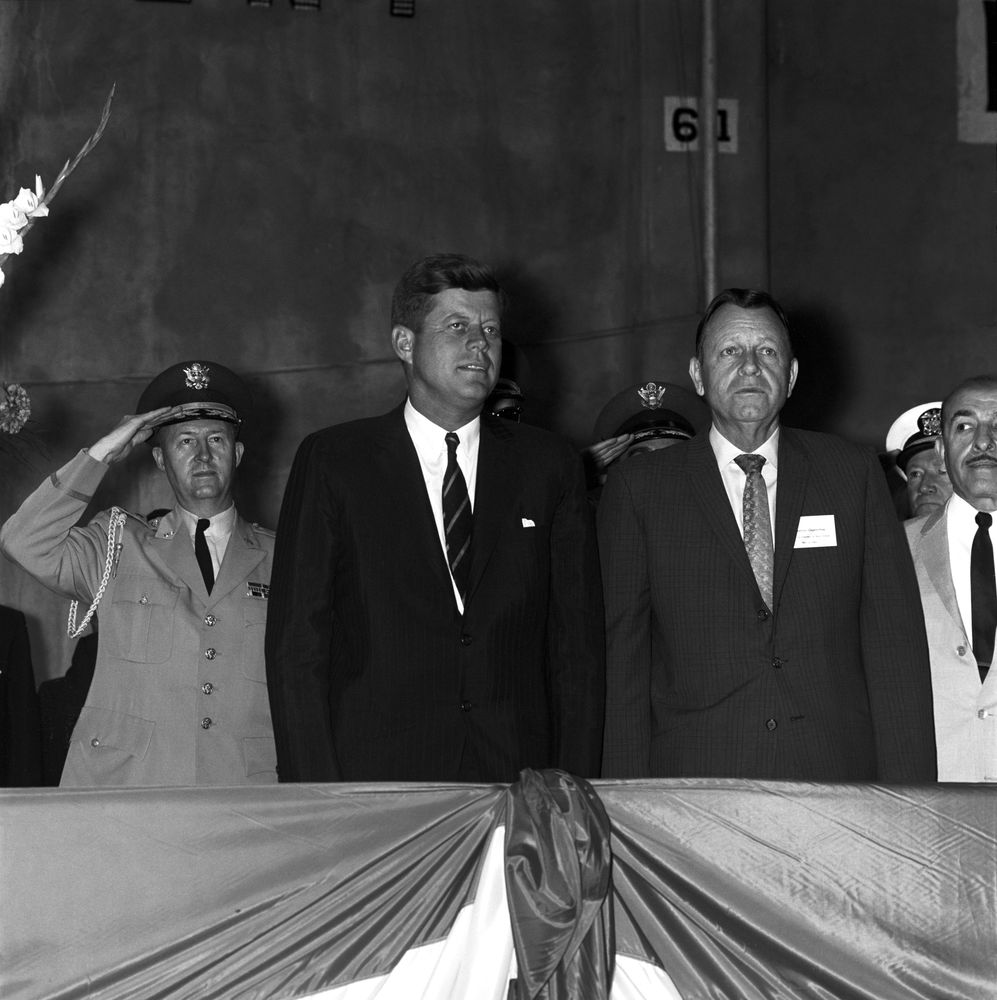
Clifton saluta a sinistra, con il presidente Kennedy, il governatore della Louisiana Jimmie Davis e il sindaco di New Orleans Victor Hugo Schiro (4 maggio del 1962)

- Assistenti militari: Brigadiere generale Chester Victor Clifton Jr. (United States Army), Colonnello Godfrey T. McHugh (United States Air Force), Commodoro Tazewell Taylor Shepard (United States Navy).
- Segretari del presidente Kennedy: Evelyn Lincoln, Richard Bissell, Edwin Martin.

Kennedy portò con sé alla Casa Bianca uno staff organizzativo in netto contrasto rispetto alla struttura decisionale dell'ex generale Eisenhower e non perse tempo a rottamare i metodi della precedente amministrazione. Preferì di gran lunga la struttura organizzativa di "una ruota con tutti i raggi che portavano al presidente"; fu quindi pronto e disposto a dare il maggior numero di decisioni rapide richieste in un tale ambiente. Scelse una miscela di persone esperte e inesperte per servire nel proprio gabinetto. "Possiamo imparare insieme il nostro lavoro" affermò.
Il fratello più giovane del presidente Robert F. diventò il procuratore generale ed è stato spesso definito il reale "Vicepresidente" in riferimento alla sua vasta gamma di influenza di cui poteva disporre. Il consigliere per la sicurezza nazionale McGeorge Bundy emergerà come uno degli assistenti più importanti per quanto riguarda la politica estera, mentre Ted Sorensen rimase un consulente chiave per le questioni relative alla politica interna, scrivendo anche molti dei discorsi di Kennedy. Il Vicepresidente Lyndon B. Johnson verrà in gran parte lasciato ai margini durante l'amministrazione.

### Nomine giuridiche
Kennedy fece due nomine per la Corte suprema degli Stati Uniti d'America:
- Byron White – giudice associato (in sostituzione di Charles Evans Whittaker), scelto il 3 aprile del 1962 e confermato dal Senato l'11 aprile successivo; ritiratosi nel 1993. White servirà per più di un trentennio e viene generalmente considerato un esponente di centro o quantomeno di centro-destra[30]
- Arthur Goldberg – giudice associato (in sostituzione di Felix Frankfurter), scelto il 31 agosto del 1962 e confermato dal Senato il 25 settembre successivo; dimessosi nel 1965 per diventare uno dei Rappresentanti permanenti per gli Stati Uniti d'America alle Nazioni Unite.

Oltre a questi il presidente nominerà altri 21 giudici per la Corte d'appello e 102 magistrati distrettuali.

## Affari interni

### Nuova frontiera
Kennedy battezzò il proprio programma di politica interna con il termine di "Nuova Frontiera"; esso includeva iniziative come l'assistenza medica per le persone anziane e sole, aiuti federali al sistema educativo e dell'istruzione pubblica e la creazione di un dipartimento per l'edilizia abitativa e lo sviluppo urbano. Il presidente chiederà anche un ampio taglio della tassazione come misura tesa a favorire uno stimolo allo sviluppo dell'economia nazionale.
Tuttavia molti dei suoi progetti risulteranno di fatto bloccati dalla cosiddetta "Coalizione conservatrice" costituita da Repubblicani e Democratici del Sud sia durante l'87º Congresso che al principio del 88°. In parte a causa di questa ferrea opposizione sul fronte interno Kennedy si concentrerà maggiormente sugli affari internazionali piuttosto che cercare di perseguire le proprie ambiziose politiche interne.

### Economia
Il presidente pose fine a un periodo di rigide politiche fiscali, allentando la politica monetaria per mantenere bassi il tasso d'interesse e incoraggiare la crescita complessiva dell'economia nazionale; presiederà nel 1962 al ° bilancio governativo che superò i 199 miliardi di dollari e il suo primo bilancio l'anno precedente portò al 1° budget che non si trovasse in recessione o grave disavanzo pubblico dopo la fine della seconda guerra mondiale.
Il sistema finanziario, che aveva attraversato 2 fasi recessioniste in 3 anni - una delle quali proprio nel momento in cui Kennedy assunse l'ufficio - accelerò notevolmente nel corso temporale della sua amministrazione. Nonostante la bassa inflazione e i tassi d'interesse contenuti il PIL crescerà in media del 2,2% annuo durante la presidenza di Dwight D. Eisenhower (poco più della crescita demografica dell'epoca) ed era diminuito dell'1% negli ultimi dodici mesi del 1960-1961.
L'economia si trovò a prosperare durante la sua presidenza, con il PIL in crescita del 5,5% in media dall'inizio del 1961 alla fine del 1963, mentre d'altro canto l'inflazione rimarrà stabile attorno all'1% e la disoccupazione diminuì. La produzione industriale aumentò del 15% e le solo vendite di autovetture di un buon 40%. Questo tasso sostenuto di crescita del PIL e dell'industria continuerà allo stesso ritmo fino al 1969 circa.
Nel 1962, mentre l'economia continuava a crescere Kennedy cominciò a preoccuparsi del problema inflazionistico. Richiese alle aziende e al sindacato di lavorare assieme per far mantenere bassi i prezzi, riuscendo a raggiungere almeno un parziale iniziale successo. Robert Kennedy assunse la posizione che i dirigenti e l'amministratore delegato Roger M. Blough del comparto della siderurgia si erano accordati illegalmente per fissare i prezzi a loro vantaggio. Le azioni intraprese influenzarono l'United States Steel fino al punto da far annullare l'aumento dei prezzi.
The Wall Street Journal scriverà che l'amministrazione aveva agito "utilizzando il nudo potere, con le minacce provenienti dagli agenti statali di pubblica sicurezza". Il professore di giurisprudenza dell'università Yale Charles A Reich avrà modo di commentare su The New Republic che l'amministrazione aveva violato le libertà civili predisponendo un Grand jury per incriminare con sospetta rapidità la "Steel" di collusione.
Un editoriale del New York Times invece elogerà le azioni messe in atto dal presidente asserendo che l'ingiustificato aumento dei prezzi nell'industria siderurgica "mette a repentaglio il benessere economico del paese invitando a una nuova ondata inflazionistica". Pur tuttavia l'ufficio di bilancio dell'amministrazione dichiarerà che l'aumento sarebbe risultato in un guadagno netto per il PIL e un altrettanto netto avanzo di bilancio. Il mercato azionario, che diminuì costantemente subito dopo l'elezione di Kennedy, crollò di oltre il 10% poco dopo l'azione intrapresa contro l'industria siderurgica.

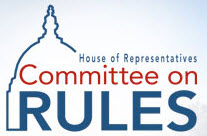
Il logo dell'"United States House Committee on Rules"

### Misure fiscali
Con grande dispiacere dei suoi più stretti consiglieri economici i quali avrebbero voluto che il presidente s'impegnasse a ridurre le tasse Kennedy accettò - seppur a malincuore - un impegno di bilancio volto alla parità subito dopo essere entrato in carica. Ciò si rese necessario in cambio dei voti necessari per far aumentare i membri dell'"United States House Committee on Rules" al fine di conferire ai Democratici un potere maggiore nella definizione dell'agenda legislativa. Dopo un crollo economico nel 1962 il presidente si troverà però costretto a riproporre una diminuzione della tassazione con l'intento di stimolare l'economia dell'intero paese.
Nel suo discorso sullo stato dell'Unione del 1963 proporrà una riforma fiscale sostanziale e la riduzione delle aliquote d'imposta sul reddito dal 20-90% al 14-65%; ebbe inoltre a proporre una riduzione delle aliquote d'imposta sulle aziende dal 52 al 47%. Aggiunse inoltre che il tasso massimo avrebbe dovuto essere fissato al 70% se solo alcune detrazioni fossero state eliminate per i redditi più alti.
Nello stesso anno in un incontro all'"Economic Club of New York" ne parlò in questi termini: "la verità paradossale è che le aliquote fiscali sono troppo alte e le entrate troppo basse, e il modo più sicuro per aumentare le entrate a lungo termine è quello di abbassare le nuove aliquote".
Il 26 febbraio del 1964, 3 mesi dopo la morte di Kennedy, il Congresso degli Stati Uniti d'America approverà la Revenue Act of 1964, che abbassò il tasso individuale più alto al 70% e il tasso massimo sulle società al 48%.

### Pena di morte nel diritto penale civile e militare
Nella sua qualità di presidente supervisionò l'ultima esecuzione federale prima della sentenza Furman contro Georgia, un caso del 1972 che condurrà a una moratoria sulle condanne a morte federali. Victor Feguer (28 anni) subì la pena di morte da un tribunale federale in Iowa; verrà giustiziato il 15 marzo del 1963.
Kennedy commuterà una condanna capitale imposta da un tribunale militare contro il marinaio Jimmie Henderson il 12 febbraio del 1962, mutando la pena nell'ergastolo. Il 22 marzo seguente firmerà la legge HR5143 (PL87-423) abolendo così la sentenza capitale obbligatoria per l'omicidio di primo grado nel distretto di Washington, l'unica giurisdizione rimasta negli Stati Uniti con tale pena; già a partire dal 1957 però non veniva più fatta applicare.

Eleanor Roosevelt assieme al presidente (1º marzo del 1961)

### Condizione femminile
Il 14 dicembre del 1961 il presidente firmò un ordine esecutivo che istituiva la "Presidential Commission on the Status of Women" per porgergli consigli sulle questioni riguardanti la condizione femminile e i diritti delle donne.
L'ex First lady degli Stati Uniti d'America Eleanor Roosevelt guiderà la Commissione fino alla sua morte avvenuta nel 1962. Il suo rapporto finale intitolato American Women verrà pubblicato nell'ottobre del 1963. Esso documentava approfonditamente la forte discriminazione legale e culturale contro le donne esistente in America e formulava diverse raccomandazioni politiche che potessero favorire un rapido cambiamento in questo stato di cose.

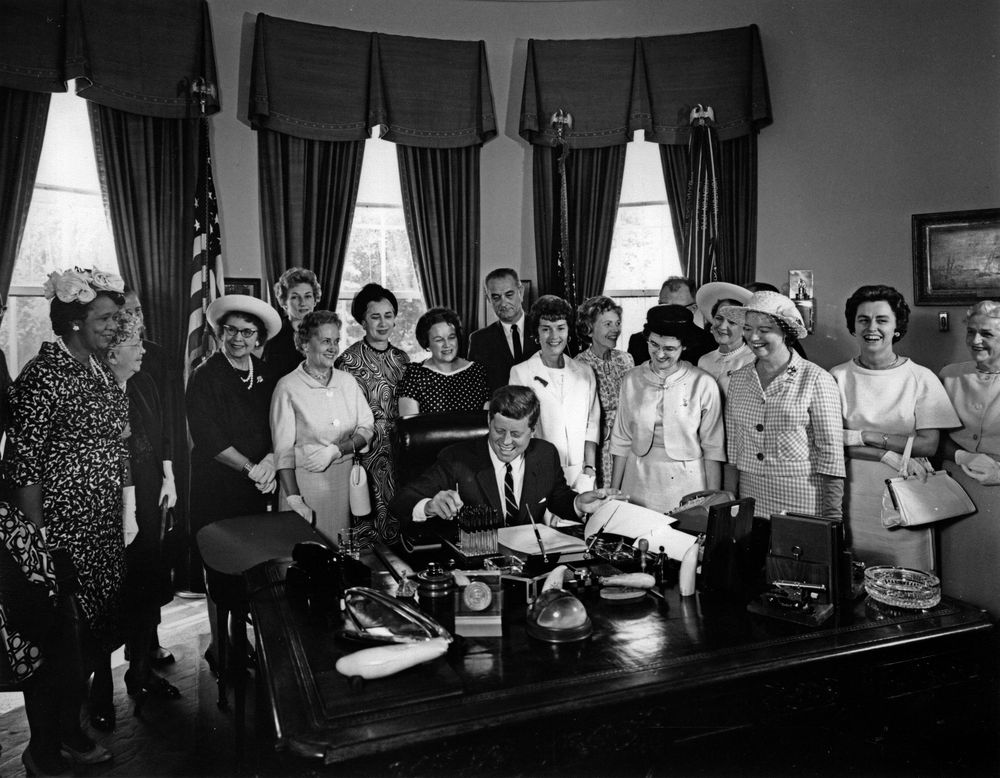
Il presidente firma la Legge sulla parità di retribuzione tra uomini e donne attorniato da un gruppo di membri delle associazioni per i diritti delle donne

La Creazione della commissione, assieme al profilo pubblico assunto fin dal principio, spingerà l'assemblea congressuale a incominciare a prendere in considerazione vari atti legislativi in relazione allo status delle donne. Tra questi vi sarà la Legge sulla parità di retribuzione tra uomini e donne, la promulgazione di un emendamento alla Fair Labor Standards Act of 1938 volto a abolire la disparità salariale basata sul sesso. Kennedy firmerà la nuova legge il 10 giugno del 1963.

### Diritti civili
(JFK.)
La fine turbolenta della discriminazione razziale sanzionata dallo Stato sarà una delle questioni interne più pressanti degli anni 1960; la segregazione razziale negli Stati Uniti d'America realizzata tramite le cosiddette Leggi Jim Crow stabilite in tutto il profondo Sud. La Corte Suprema aveva deciso nel 1954 con la sentenza Brown contro Board of Education che la segregazione educativa nelle scuole pubbliche era incostituzionale.
Molti istituti d'istruzione, specialmente negli Stati Uniti meridionali però non accolsero positivamente la decisione e non le obbedirono. La Corte proibì anche la segregazione razziale nelle altre strutture pubbliche (come autobus, ristoranti, teatri, aule di tribunali, bagni e spiagge), ma questa forma di razzismo negli Stati Uniti d'America proseguì comunque ancora a livello locale e regionale.

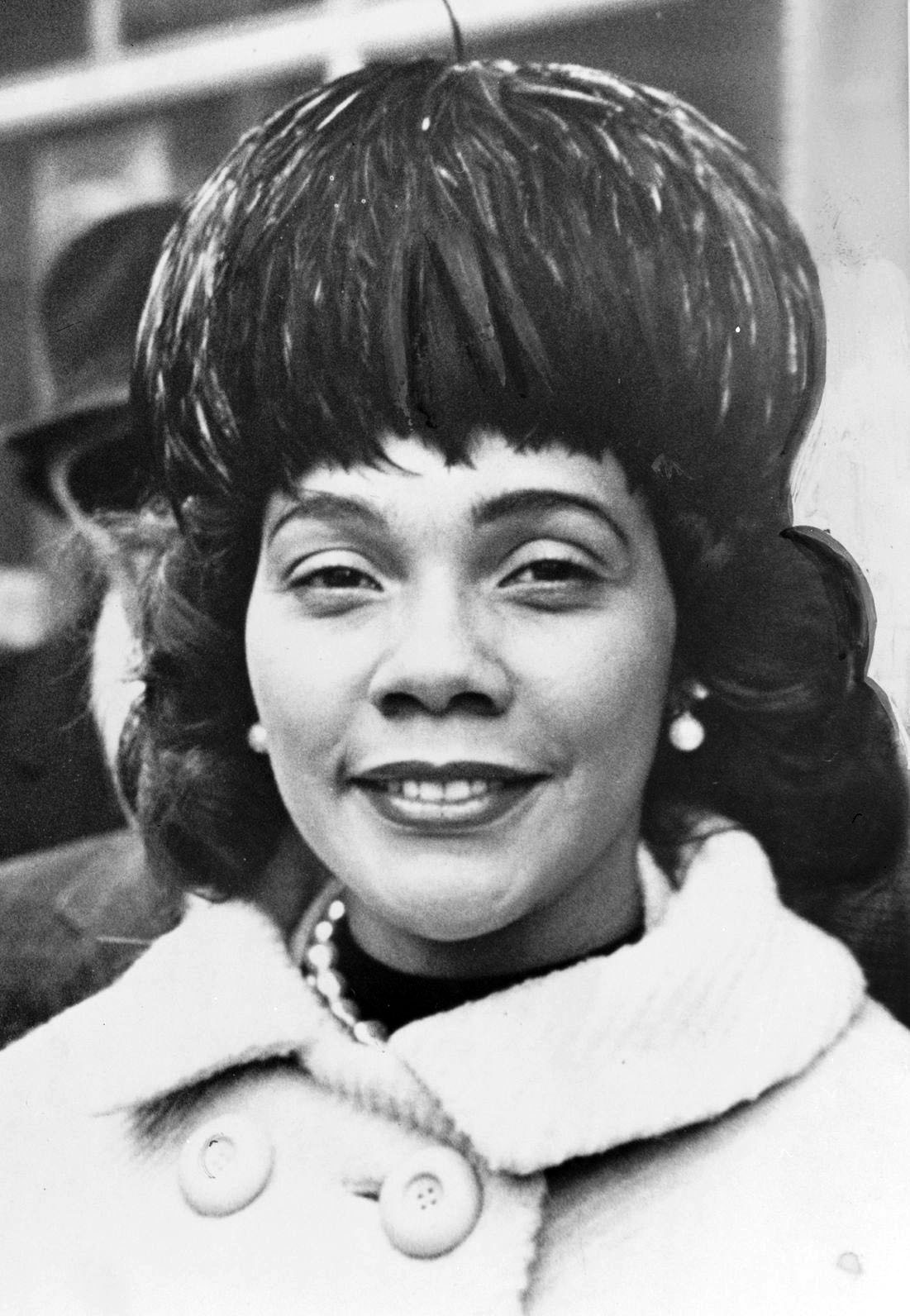
Coretta Scott King, moglie del reverendo del Battismo Martin Luther King, il leader del movimento per i diritti civili degli afroamericani

Kennedy sostenne verbalmente l'integrazione razziale e i diritti civili; nel corso della campagna elettorale per le elezioni presidenziali del 1960 telefonò a Coretta Scott King, moglie del reverendo del Battismo Martin Luther King, che era stato incarcerato mentre cercava di pranzare in un ristorante segregato all'interno di un reparto dei grandi magazzini. Robert Kennedy chiamò il governatore della Georgia Ernest Vandiver e riuscì a ottenere la liberazione di King; questo fatto attirerà ulteriormente il sostegno degli afroamericani alla candidatura del fratello.
Appena entrato in carica il presidente rinvierà la promessa fatta nei riguardi della promulgazione di una legislazione sui diritti civili, riconoscendo il fatto che i conservatori sudisti controllavano di fatto l'assemblea congressuale. Lo storico Carl M. Brauer ha concluso il suo studio con la riflessione che proporre una qualsiasi legge sui diritti civili nel 1961 sarebbe stato del tutto inutile, risolvendosi con un sicuro fallimento.

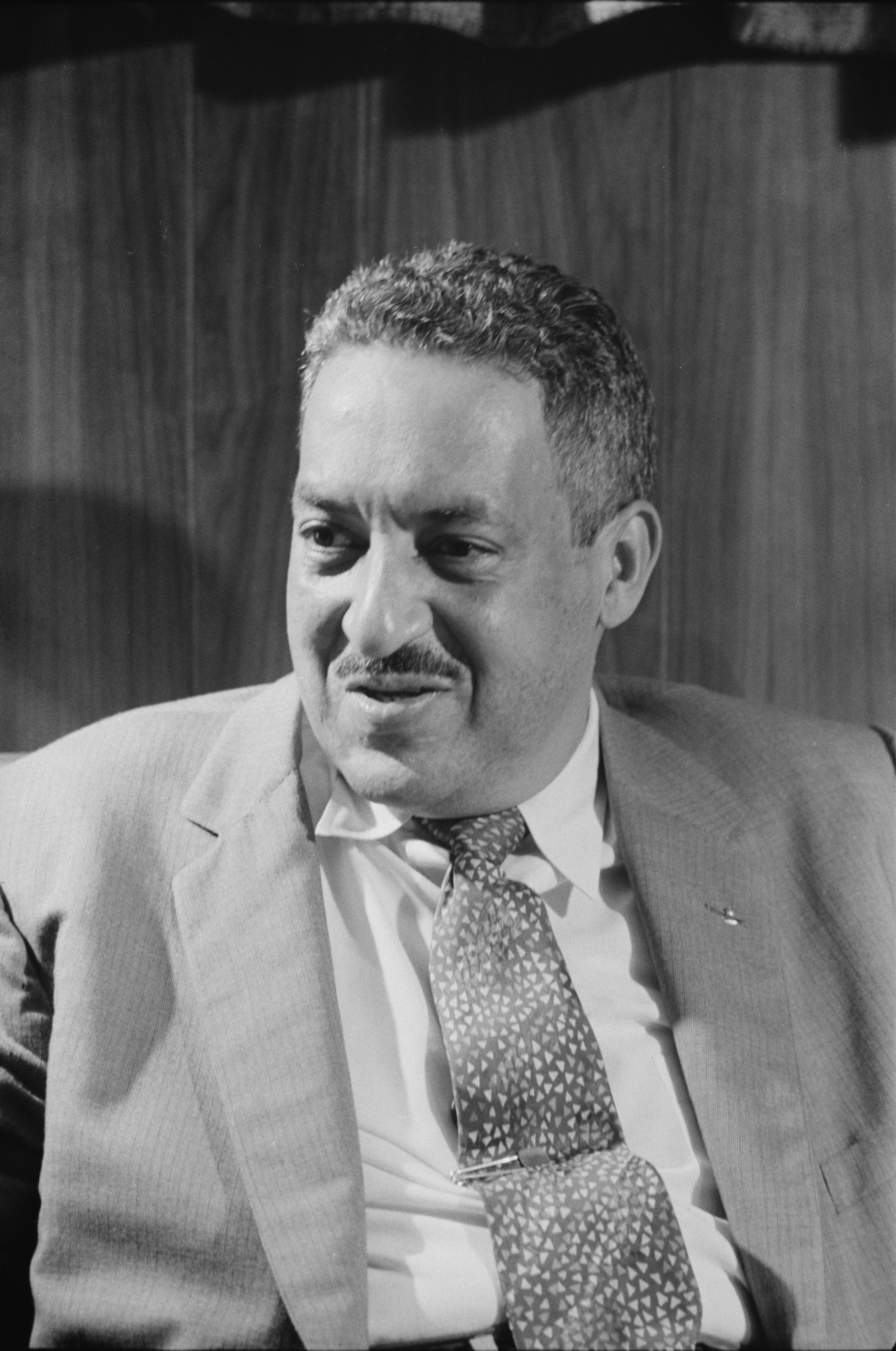
Nel maggio del 1961 il presidente nominerà Thurgood Marshall alla Corte d'appello federale

Nel corso del suo primo anno d'amministrazione Kennedy nominerà molti neri in svariati uffici governativi, compreso il suo incaricato come "avvocato per diritti civili" Thurgood Marshall in qualità di giudice federale. Egli sarebbe stato successivamente scelto come uno dei giudici associati della Corte suprema degli Stati Uniti d'America nel 1967.
Nel suo primo Discorso sullo stato dell'Unione il presidente affermò che "la negazione dei diritti costituzionali ad alcuni dei nostri concittadini americani a causa della razza - alle urne e altrove - disturba la coscienza nazionale e ci sottopone alla critica dell'opinione pubblica mondiale secondo cui la nostra democrazia non è all'altezza delle alte promesse rappresentate dalla nostra eredità".
Kennedy credette che le basi ideologiche del movimento per i diritti civili avrebbero inevitabilmente fatto arrabbiare molti bianchi del Sud e pertanto reso ancora più difficoltoso l'eventuale passaggio di una legislazione in tal senso al Congresso, inclusa la legge anti-povertà; prenderà così le distanze da esse.
Era preoccupato e si trovava a dover affrontare altre questioni di primo piano all'inizio della sua presidenza, come il conflitto sempre presente della guerra fredda, l'invasione della baia dei Porci e la situazione critica nel Sud-est asiatico. Così come articolato dal fratello Robert la priorità iniziale dell'amministrazione avrebbe dovuto essere quella di "tenere il presidente ben lontano da questo pasticcio dei diritti civili". I partecipanti del movimento, principalmente quelli che si trovavano in prima linea nel Sud, consideravano Kennedy - per così dire - "troppo tiepido"
In particolare lo rimproverarono di non sostenere nel modo dovuto i Freedom Riders quando questi organizzarono uno sforzo congiunto per il trasporto pubblico integrato nel Sud e che ripetutamente ebbero la spiacevole esperienza di scontrarsi contro la violenza della folla bianca, comprese le forze dell'ordine sia nazionali che statali. Il presidente dovrà assegnare degli agenti della United States Marshals Service a protezione dei volontari, piuttosto che utilizzare truppe o agenti non-cooperativi dell'FBI.
Robert, parlando a nome del presidente, li esortò a "scendere dagli autobus e lasciare la questione alla sua pacifica soluzione nelle aule dei tribunali". Kennedy temeva che l'invio ufficiale di truppe federali non avrebbe fatto altro che resuscitare i più odiosi ricordi dell'Era della Ricostruzione - avvenuta subito dopo la fine della guerra di secessione americana - tra i bianchi meridionali maggiormente conservatori.

Il logo del Comitato presidenziale per le pari opportunità in ambito lavorativo

Il 6 marzo del 1961 il presidente firmerà l"Ordine esecutivo 10915" che chiedeva agli appaltatori governativi di "prendere iniziative positive per garantire che i candidati fossero assunti e che i dipendenti fossero trattati durante l'impiego senza riguardo per la loro razza, credo religioso, colore della pelle umana o origine nazionale". Istituirà la "Equal Employment Opportunity Commission".
Scontenti dei passi compiuti da Kennedy nell'affrontare il problema della segregazione in quanto considerati troppo timidi ed esitanti King e i suoi associati produssero un documento nel 1962, chiedendo al presidente di seguire le orme di Abraham Lincoln e utilizzare un ordine esecutivo per sferrare un duro colpo contro i negatori dei diritti civili in qualità di 2° proclama di emancipazione. Kennedy però non emetterà mai quell'ordine.

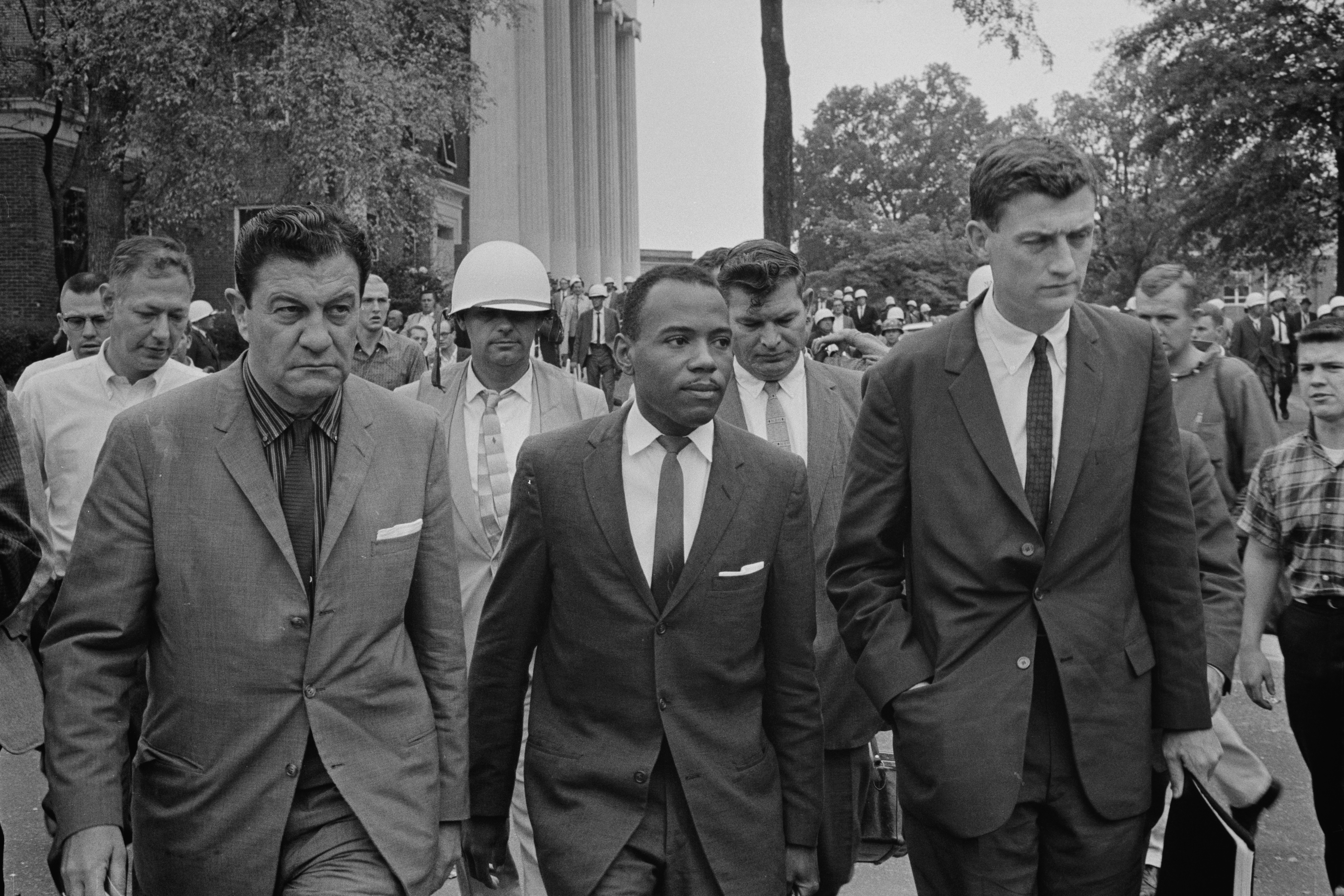
Il Capo del United States Marshals Service James McShane (a sinistra) e l'Assistente Procuratore generale per il "United States Department of Justice Civil Rights Division" John Doar (a destra) del Dipartimento di Giustizia, scortano James Howard Meredith in classe durante la Sommossa all'Università del Mississippi del 1962

Nel settembre del 1962 l'afroamericano James Howard Meredith si iscrisse all'università del Mississippi, ma gli venne impedito con la forza di entrare. Il Procuratore generale Robert Kennedy rispose inviando 400 marescialli federali, mentre il presidente - seppur con riluttanza - mandò 3.000 soldati dopo che la situazione nel campus cominciò a farsi sempre più esplosiva.
La Sommossa all'Università del Mississippi del 1962 lasciò a terra due morti e dozzine di feriti, ma Meredith poté iscriversi finalmente alla sua prima lezione.

Kennedy avrà modo di pentirsi di non aver fatto inviare prima le truppe e incomincerà a dubitare seriamente degli effettivi "mali della Ricostruzione" degli anni 1860 e 1870, così come gli era stato insegnato a credere come verità incontrovertibili. La sottocultura istigatrice nella sommossa universitaria oltre che in molti altri eventi innescati da motivazioni razziali fu il Ku Klux Klan. Il 20 di novembre il presidente firmerà l'"Ordine esecutivo 11063", proibendo la discriminazione razziale nell'assegnazione degli alloggi sostenuti da fondi federali o da strutture correlate.
Nella primavera del 1963, con gli scontri di piazza a sfondo razziale in aumento, Robert e il giurista Ted Sorenson fecero pressione su Kennedy per indurlo a fargli prendere un'iniziativa più forte sul fronte legislativo.

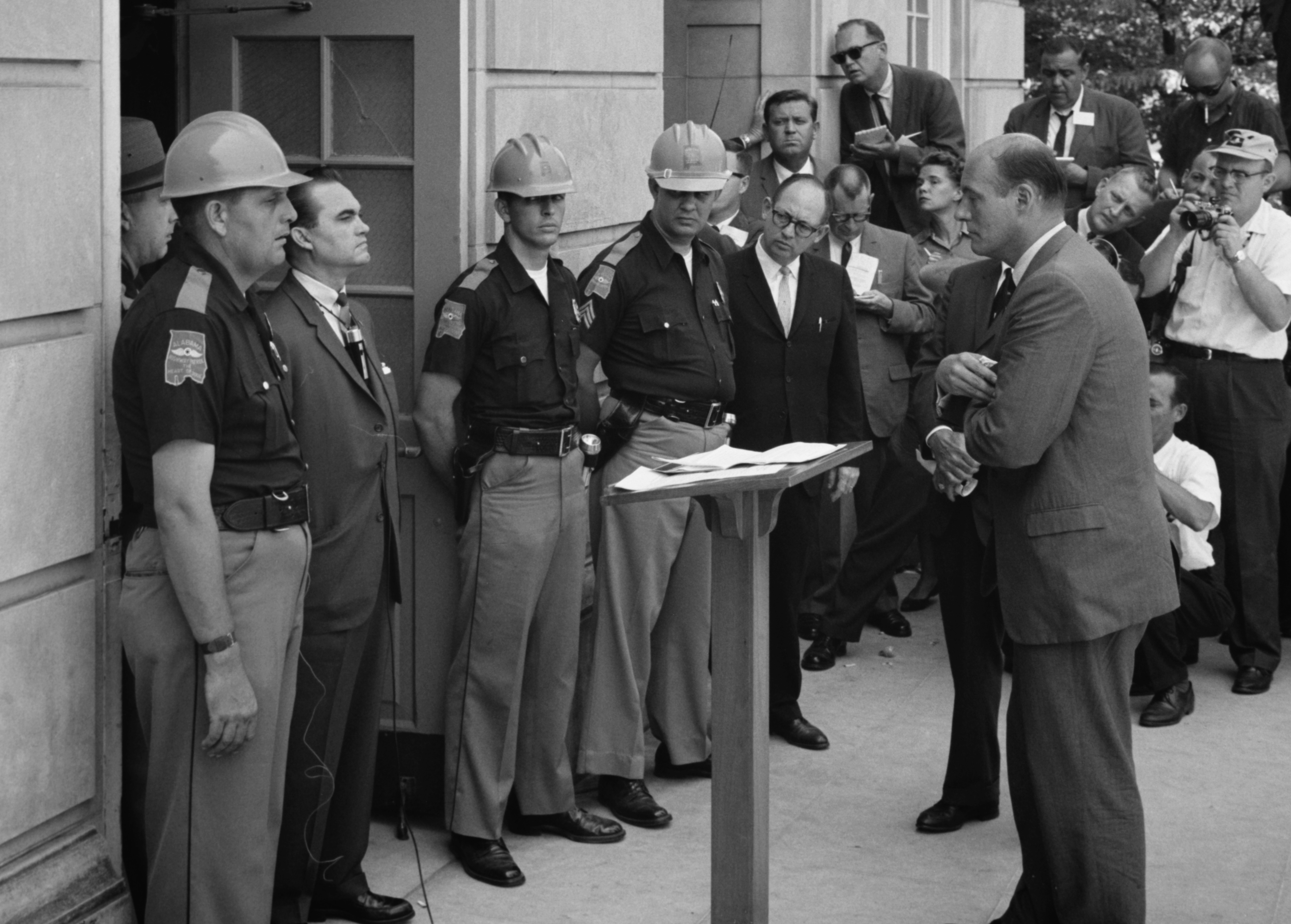
Nel tentativo di bloccare l'integrazione nell'Università dell'Alabama, il governatore dell'Alabama George Wallace rimane provocatoriamente fermo sulla porta del "Foster Auditorium" mentre viene affrontato dal Viceprocuratore generale Nicholas deBelleville Katzenbach

L'11 di giugno il presidente fu costretto a intervenire quando il governatore dell'Alabama George Wallace fece serrare la porta d'ingresso dell'università dell'Alabama originando l'iniziativa Stand in the Schoolhouse Door; questo per impedire a due studenti afroamericani, Vivian Malone Jones e James Alexander Hood, di poter frequentare.
Wallace si dovrà fare da parte solo dopo essere stato affrontato dal Viceprocuratore Nicholas deBelleville Katzenbach e dalla Guardia nazionale dello Stato, che era appena stata federata per ordine del presidente.

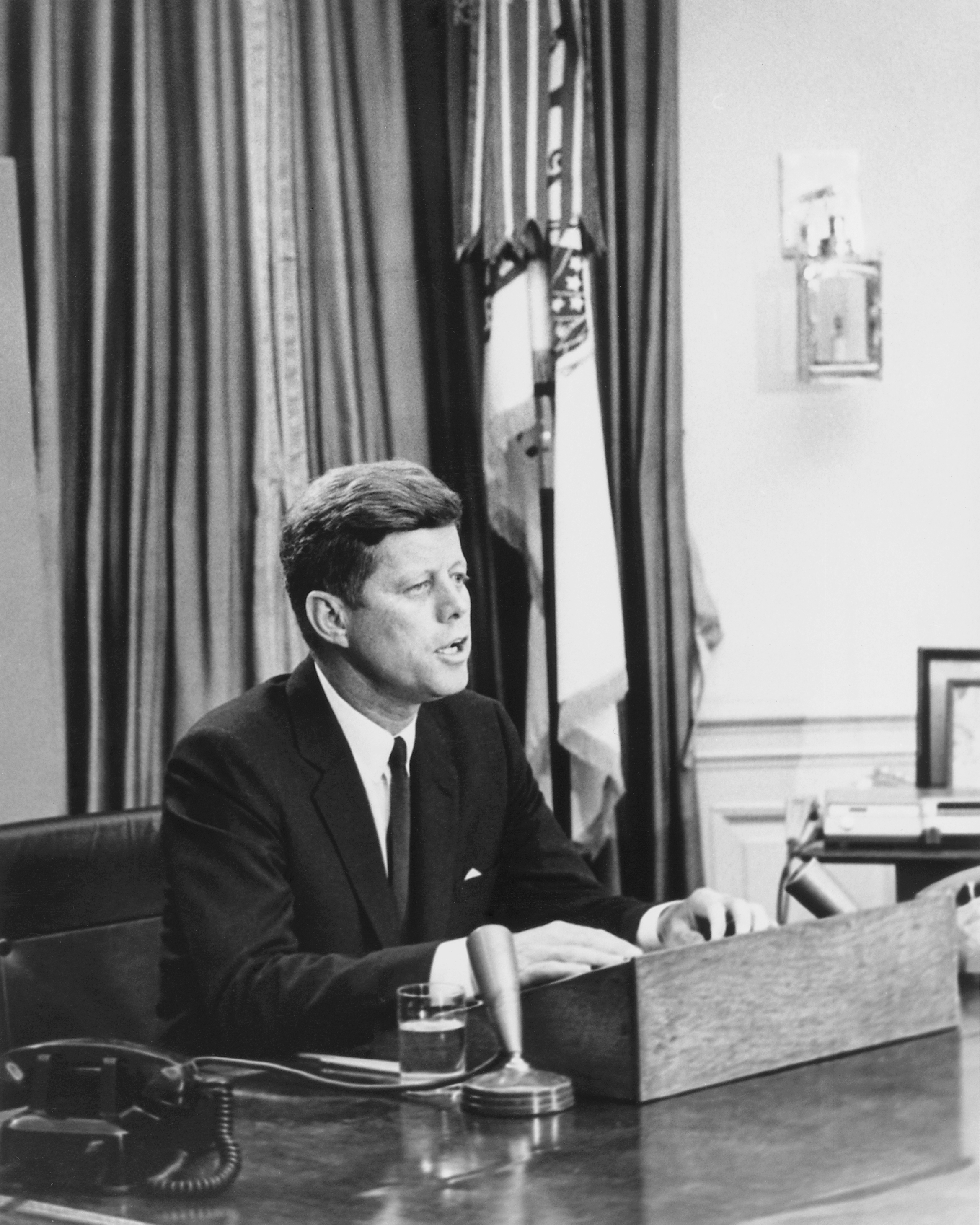
Discorso del presidente alla nazione dell'11 giugno del 1963

Quella sera stessa Kennedy pronunciò un importante discorso alla nazione sui diritti civili, trasmesso in contemporanea alla televisione e alla radio nazionali. In esso lanciò la propria iniziativa di una legislazione sui diritti civili la quale avrebbe dovuto garantire un accesso paritario alle scuole pubbliche e ad altre strutture, una più equa amministrazione della giustizia (equo processo e accesso ai Grand jury) e infine una maggior protezione del diritto di voto (il "Report to the American People on Civil Rights").
La giornata si concluderà con l'omicidio di uno dei leader della NAACP, Medgar Evers, di fronte alla sua abitazione nel Mississippi. Come il presidente stesso non aveva mancato di prevedere, il giorno dopo la sua apparizione in TV - e in reazione a essa - il leader della maggioranza della Camera dei rappresentanti Carl Albert lo chiamò per informarlo che il suo impegno biennale all'assemblea congressuale nel tentativo di combattere la povertà nell'area culturale dell'Appalachia ("Area Development Administration") era stato sconfitto principalmente dai voti sia del Partito Democratico che del Partito Repubblicano Sudisti.

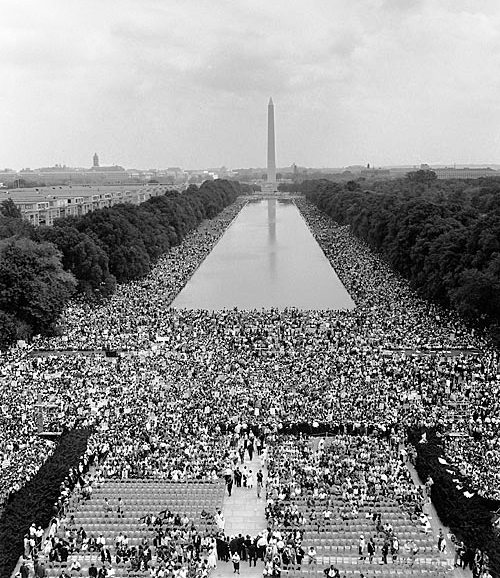
La folla della Marcia su Washington per il lavoro e la libertà raccolta al Lincoln Memorial davanti al monumento a Washington

Più di 100.000 persone, in prevalenza afroamericani, si riuniranno a Washington per manifestare a favore dei diritti civili, la Marcia su Washington per il lavoro e la libertà, il 28 agosto del 1963.
Kennedy inizialmente si oppose alla manifestazione temendo che essa avrebbe potuto avere un effetto negativo sulle prospettive di accoglimento delle leggi sui diritti civili rimaste in sospeso; tali timori s'intensificarono poco prima dell'inizio della marcia quando il direttore dell'FBI John Edgar Hoover presentò all'amministrazione le accuse secondo cui alcuni tra i più stretti consiglieri di King, in particolare Jack O'Dell e Stanley David Levison, erano dei comunisti.
Il presidente e il fratello Robert s'incontreranno con King il 22 di giugno intimandogli con forza di tagliare ogni legame e interrompere qualsiasi rapporto con i suoi due collaboratori. Dopo che King ebbe ignorato l'avvertimento Robert pubblicò una direttiva scritta che autorizzava l'FBI a intercettare King e gli altri dirigenti della Southern Christian Leadership Conference; questo nell'ottobre seguente.
Sebbene Robert avesse dato la propria approvazione scritta solamente per eseguire intercettazioni telefoniche limitate "su una base di prova per circa un mese", Hoover la estenderà in modo tale che i suoi uomini si ritrovarono del tutto liberi di cercare prove compromettenti in qualsiasi area della vita privata di King si fosse reputata degna d'investigazione. Le intercettazioni continueranno fino al giugno del 1966 e saranno rivelate al pubblico solo nel 1968.
Il compito di coordinare il coinvolgimento del governo federale nella marcia del 28 agosto fu dato al Dipartimento di Giustizia, che incanalò diverse centinaia di migliaia di dollari in direzione dei 6 sponsor ufficiali, tra cui la NAACP e la Southern Christian Leadership Conference. Per assicurare una dimostrazione pacifica gli organizzatori e il presidente curarono personalmente che i discorsi non fossero troppo incendiari e collaborarono strettamente su tutti gli aspetti relativi ai tempi e ai luoghi.
Migliaia di truppe furono messe in stato di allerta. Kennedy guardò il discorso di King (il celebre I have a dream) in TV e ne rimase molto colpito. La marcia venne considerata come un "trionfo della protesta gestita" e non si verificò alcun arresto in relazione alla manifestazione. Successivamente i loro leader accolsero un invito alla Casa Bianca per incontrarsi con il presidente. Kennedy ritenne che la marcia fosse stata anche una sua personale vittoria e ciò sembrò rafforzare le possibilità di far passare la propria proposta di legge sui diritti civili.

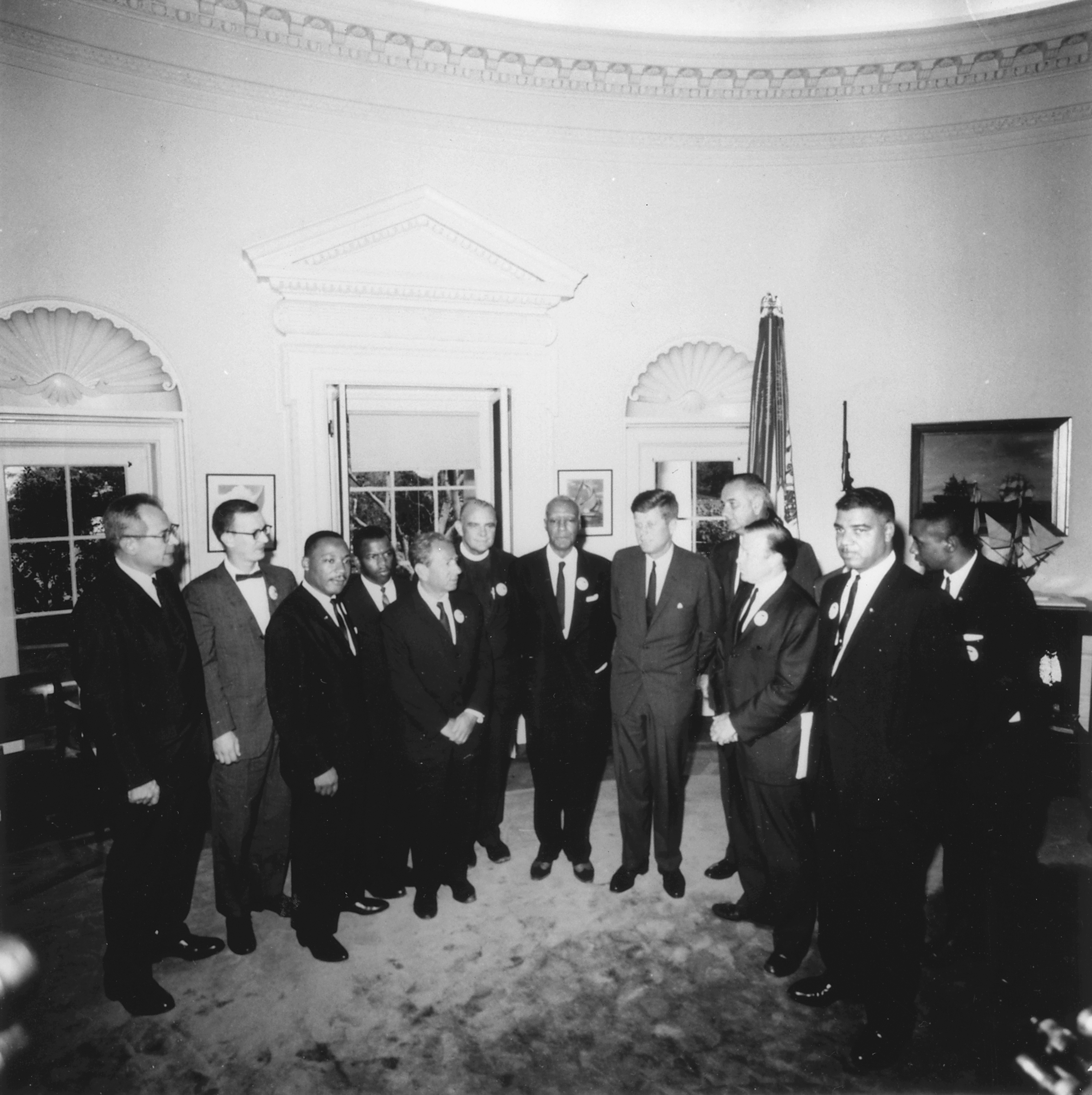
Il presidente incontra i leader della Marcia su Washington per il lavoro e la libertà nello Studio ovale il 28 agosto del 1963

Nonostante il successo così ottenuto la maggior parte della battaglia non era ancora finita. Nella domenica del 15 settembre esploderà una bomba a Birmingham (Alabama), l'attentato alla chiesa battista della 16ª strada; al termine di quella giornata 4 bambini afroamericani erano morti nell'esplosione e altri due periranno in seguito a causa delle gravi ferite riportate.
A seguito di questo preoccupante aumento di atti violenti a matrice razzista il disegno di legge sui diritti civili si troverà a dover sottostare ad alcuni drastici emendamenti i quali misero in serio pericolo le prospettive per una veloce approvazione. Un presidente indignato chiamerà i dirigenti congressuali alla Casa Bianca e il giorno seguente la legge originale, senza alcuna aggiunta che la stravolgesse, riuscì a ottenere abbastanza voti per farla uscire dal comitato giustizia della Camera dei rappresentanti.
Incamerando il sostegno Repubblicano il senatore Everett Dirksen promise che la legislazione sarebbe stata sottoposta a un voto che avrebbe impedito ogni tentativo di ostruzionismo da parte del Senato. L'estate seguente, il 2 di luglio del 1964, le garanzie che Kennedy aveva proposto nel suo discorso del giugno precedente divennero una legge federale; ma sarà dato al suo successore Lyndon B. Johnson il compito di controfirmare la Civil Rights Act (1964).

### Abrogazione della tassa elettorale
Poll tax, tassa di registrazione elettorale
     Poll tax cumulativa (somma delle poll tax degli anni precedenti anche per poter votare)
     Nessuna tassa di partecipazione

Poll tax, tassa di registrazione elettorale
Poll tax cumulativa (somma delle poll tax degli anni precedenti anche per poter votare)
Nessuna tassa di partecipazione
Storia della poll tax per Stato dal 1868 al 1966.

Sensibile alle critiche nei confronti dell'impegno assunto indirizzato a proteggere i diritti costituzionali delle minoranze alle urne il Procuratore generale Robert Kennedy fin dall'inizio del 1962 incominciò a esortare il presidente perché premesse sull'assemblea congressuale affinché agisse in tal senso. Kennedy, invece di proporre una legislazione completa, appoggiò la proposta di vietare agli Stati - attraverso un emendamento costituzionale - di condizionare il diritto di voto alle elezioni presidenziali tramite l'obbligo del pagamento di una poll tax o di altri tipi di balzelli.
Considerò l'ipotesi dell'emendamento come il modo migliore per evitare l'ostruzionismo poiché l'affermazione che l'abolizione a livello federale della tassa sul voto potesse risultare incostituzionale sarebbe stata non più discutibile. Nonostante ciò alcuni Liberal si opposero alla sua azione ritenendo che un emendamento si sarebbe alfine rivelato troppo lento rispetto a una chiara disposizione legislativa.
Diversi gruppi per i diritti umani e civili (l'"American Jewish Congress", l'"American Veterans Committee", l'"Americans for Democratic Action", l'Anti-Defamation League del B'nai B'rith, l'"International Brotherhood of Electrical Workers" (AFL-CIO), la NAACP e la United Automobile Workers AFL-CIO) si opposero anche all'emendamento proposto affermando in una dichiarazione del 21 di marzo che esso "costituirebbe un precedente immutabile per deviare tutta la nuova legislazione sui diritti civili in quella stessa procedura di modifica".
La cosiddetta "poll tax" era una delle numerose leggi fatte emanare dagli Stati Uniti meridionali e pensate appositamente per rafforzare la segregazione razziale negli Stati Uniti d'America subito dopo la fine dell'Era della Ricostruzione, per privare del diritto di voto ed emarginare i cittadini afroamericani dall'ambito politico nella misura del possibile, senza violare il divieto imposto dal XV emendamento di negare il diritto di voto sulla base della "razza, sul colore della pelle umana o sulla precedente condizione di schiavitù".
A tutti gli elettori era richiesto il pagamento della "tassa di voto", cosicché anche gli elettori bianchi poveri ne risultavano colpiti. Entro il 1903 tutti gli 11 ex Stati Confederati d'America avevano emanato una tale tassazione, molti all'interno di nuove costituzioni contenenti anche altre disposizioni atte a ridurre la registrazione alle liste elettorali come ad esempio i test di alfabetizzazione o di "comprensione generale".
La tassa sarà quindi utilizzata assieme alle clausole di retaggio familiare e alle "primarie bianche" oltre alle minacce di violenza. I potenziali elettori avrebbero inoltre dovuto essere "valutati" e i neri ne risultarono essere completamente ignorati.
Mentre alcuni Stati del Nord-Ovest aboliranno la valutazione già nel corso della prima metà del XIX secolo, l'imposta elettorale sopravviverà anche davanti a una sfida legale nei suoi confronti posta nel 1937, quando la Corte suprema stabilirà all'unanimità nel caso Breedlove contro Suttles che "il voto è un privilegio derivante non dal governo federale, bensì dai singoli Stati i quali possono imporre le condizioni che ritengono maggiormente opportune, rimanendo soggette solo ai limiti del XV e del successivo XIX emendamento e di altre disposizioni della Costituzione federale.
Una proposta di emendamento costituzionale che sbarrava la via all'imposizione di una tassa di voto nelle elezioni presidenziali, verrà inizialmente introdotta dal senatore Spessard Lindsey Holland della Florida; avrà l'approvazione di entrambe le camere congressuali nell'agosto del 1962 e inviata agli Stati per la ratifica. Il 23 gennaio del 1964 riuscirà a raggiungere la controfirma del numero necessario richiesto di Stati, divenendo così il XXIV emendamento della Costituzione degli Stati Uniti d'America.

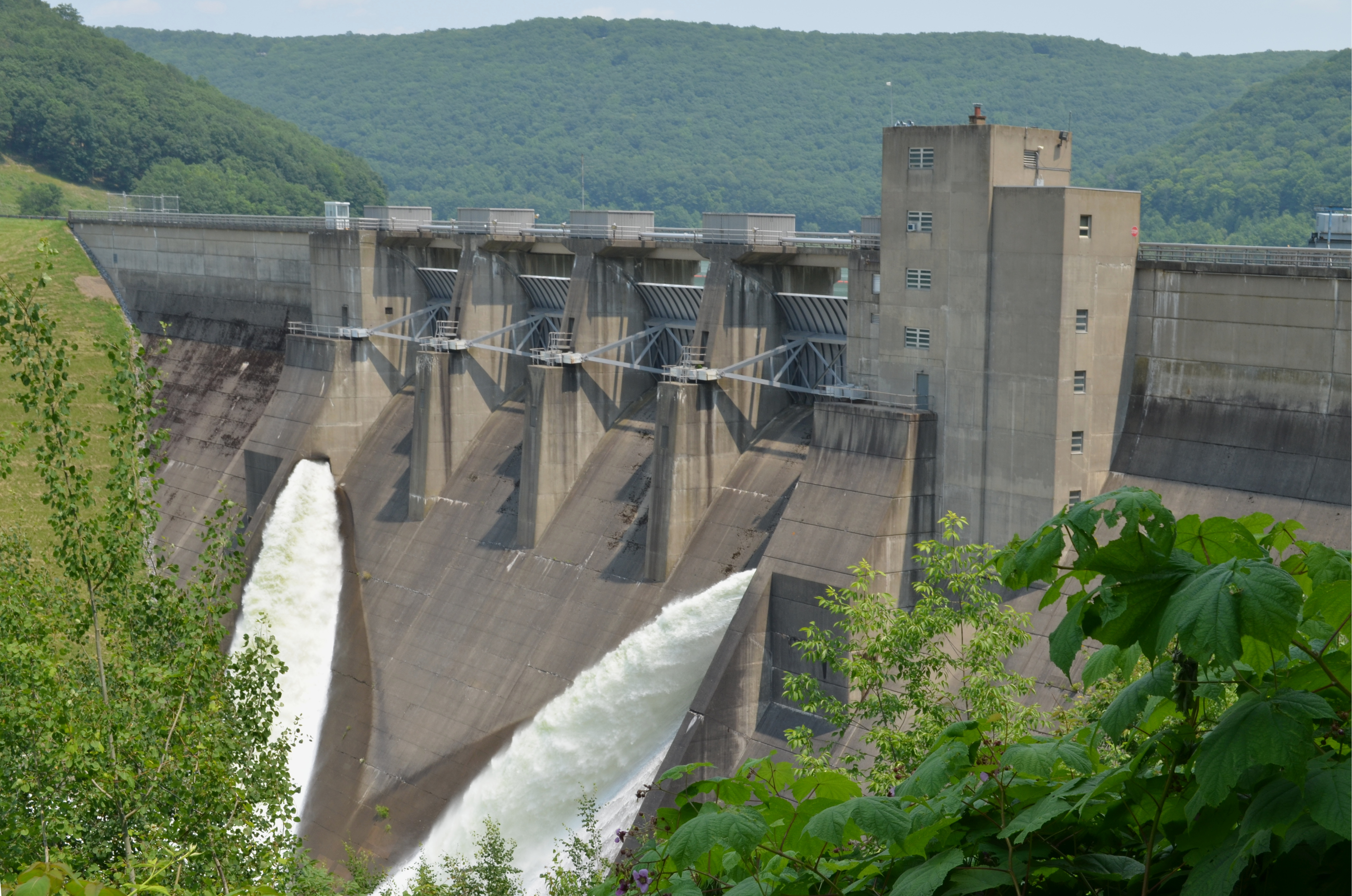
La diga Kinzua

### Relazioni con i nativi
La costruzione della diga di Kinzua nella contea di Warren (Pennsylvania) invase più di 4.000 ettari di terra appartenenti alla nazione Seneca, che avevano occupato dopo il trattato di Canandaigua del 1794; ciò costrinse 600 di loro a trasferirsi fino a Salamanca (New York). L'organizzazione no profit American Civil Liberties Union fece inviare una richiesta al presidente perché intervenisse per fermare il progetto, ma egli rifiuterà citando una necessità critica di controllo delle alluvioni.
Espresse però al contempo anche tutta la propria preoccuupazione per la difficile situazione in cui si erano venuti a trovare i Seneca e diresse le agenzie governative per cercare di aiutarli a ottenere altra terra, il risarcimento dei danni subiti e l'assistenza attiva verso un'attenuazione del loro spostamento coatto.

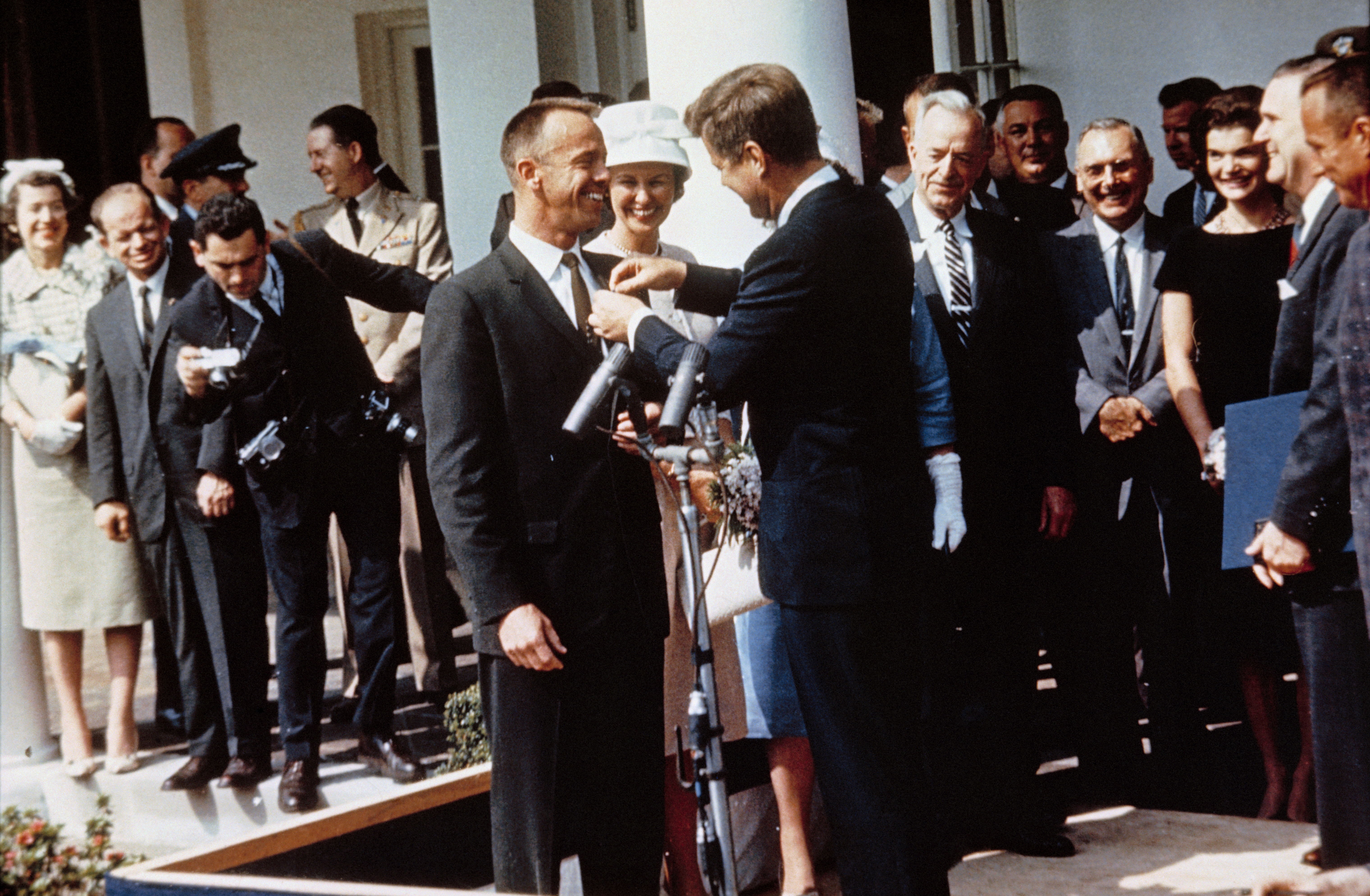
L'astronauta Alan Shepard, il primo statunitense a volare nello spazio, mentre gli viene appuntata la medaglia ricevuta direttamente dal presidente sul prato della Casa Bianca (8 maggio del 1961)

### Corsa allo spazio
Il programma Apollo era stato concepito nel 1960 durante le ultime fasi amministrative della presidenza di Dwight D. Eisenhower come azione supplementare del programma Mercury, per essere utilizzato come navetta per una stazione spaziale orbitale terrestre e con l'intenzione di compiere voli intorno al satellite della Luna o anche addirittura un eventuale atterraggio su di essa.
Mentre la NASA proseguiva la pianificazione di "Apollo" i finanziamenti al programma erano tutt'altro che certi, poiché l'atteggiamento altamente ambivalente di Dwight D. Eisenhower nei riguardi dei voli spaziali con equipaggio umano a bordo condusse al fatto che venne relegato in basso nell'elenco delle priorità della spesa pubblica. Come senatore del Massachusetts Kennedy aveva espresso la propria contrarietà al programma spaziale e aveva anzi richiesto espressamente la sua definitiva chiusura.
Nel costruire la propria amministrazione il neo-presidente scelse di mantenere in carica l'ultimo consigliere scientifico di Eisenhower Jerome Wiesner come capo del Comitato scientifico consultivo presidenziale (President's Science Advisory Committee); Weisner era fortemente contrario all'esplorazione spaziale con equipaggio avendo fatto pubblicare in merito un rapporto molto critico nei riguardi del progetto Mercurio.
Kennedy sarà respinto da ben 17 candidati per l'amministrazione della NASA prima che il ruolo fosse accettato da James E. Webb, un membro esperto del governo federale che servì durante la presidenza di Harry S. Truman come direttore del Bilancio e sottosegretario di Stato. Webb si dimostrerà capace di ottenere il consenso congressuale, ma anche quello del Presidente stesso e della maggioranza dell'opinione pubblica americana.
Kennedy convincerà anche l'assemblea a modificare la National Aeronautics and Space Act del 1958 per consentirgli di delegare la sua presidenza del "National Aeronautics and Space Council" al Vicepresidente Johnson.
Egli aveva difatti acquisito una certa conoscenza del programma spaziale quando militava al Senato e si stava lavorando alla creazione della NASA; il presidente lo fece anche per continuare a mantenere occupata e attiva la politica di Johnson. Nel corso del suo Discorso sullo stato dell'Unione del gennaio del 1961 Kennedy aveva suggerito la cooperazione internazionale nello spazio, ma il segretario generale del PCUS Nikita Sergeevič Chruščёv declinerà l'invito poiché i sovietici non intendevano rivelare lo stato della loro missilistica e relative capacità spaziali.
All'inizio della sua presidenza Kennedy era pronto a smantellare il programma spaziale con equipaggio, ma posticipò qualsiasi ulteriore decisione come segno di deferenza nei confronti di Johnson, che si era sempre rivelato un forte sostenitore del programma quando si trovava nell'aula senatoriale. I consiglieri più stretti del presidente incominciarono però immediatamente a ipotizzare che un volo fino alla luna sarebbe stato assolutamente proibitivo, perciò stava prendendo in seria considerazione il piano di azzerare il "programma Apollo" a causa dei suoi costi.

Traduzione del telegramma inviato da Nikita Sergeevič Chruščёv al presidente con i ringraziamenti per le congratulazioni ottenute dopo il successo del volo di Jurij Gagarin, il primo uomo inviato nello spazio. La conclusione esprime la speranza che gli Stati Uniti e l'Unione Sovietica possano lavorare insieme per dominare l'universo (30 aprile 1961).

Tuttavia la situazione cambiò molto rapidamente nella giornata del 12 aprile 1961, quando il cosmonauta sovietico Jurij Gagarin diventerà il primo essere umano a volare nello spazio; ciò non fece altro che rafforzare i timori americani di essere lasciati irrimediabilmente indietro in una competizione tecnologica con i russi.
Il presidente si mostrò all'improvviso assai desideroso che gli Stati Uniti prendessero il comando nella corsa allo spazio, sia per ragioni di strategia che di prestigio internazionale; il 20 di aprile invierà un memorandum a Johnson chiedendogli di esaminare lo stato del programma spaziale americano oltre che di stilare i progetti che avrebbero potuto fornire alla NASA l'opportunità di recuperare.
Dopo aver consultato l'esperto di ingegneria aerospaziale di origini tedesche Wernher von Braun Johnson stilò la propria risposta all'incirca una settimana dopo, concludendo che "non stiamo facendo il massimo sforzo né ottenendo i risultati necessari se questo paese vuole raggiungere una posizione di leadership". Il suo memoriale affermò che un atterraggio di uomini sulla luna era un'idea abbastanza lontana nel futuro - oltreché assai difficoltosa da realizzare - ma che c'erano buone probabilità che gli Stati Uniti l'avrebbero portata a compimento per primi se solo si fossero impegnati abbastanza.

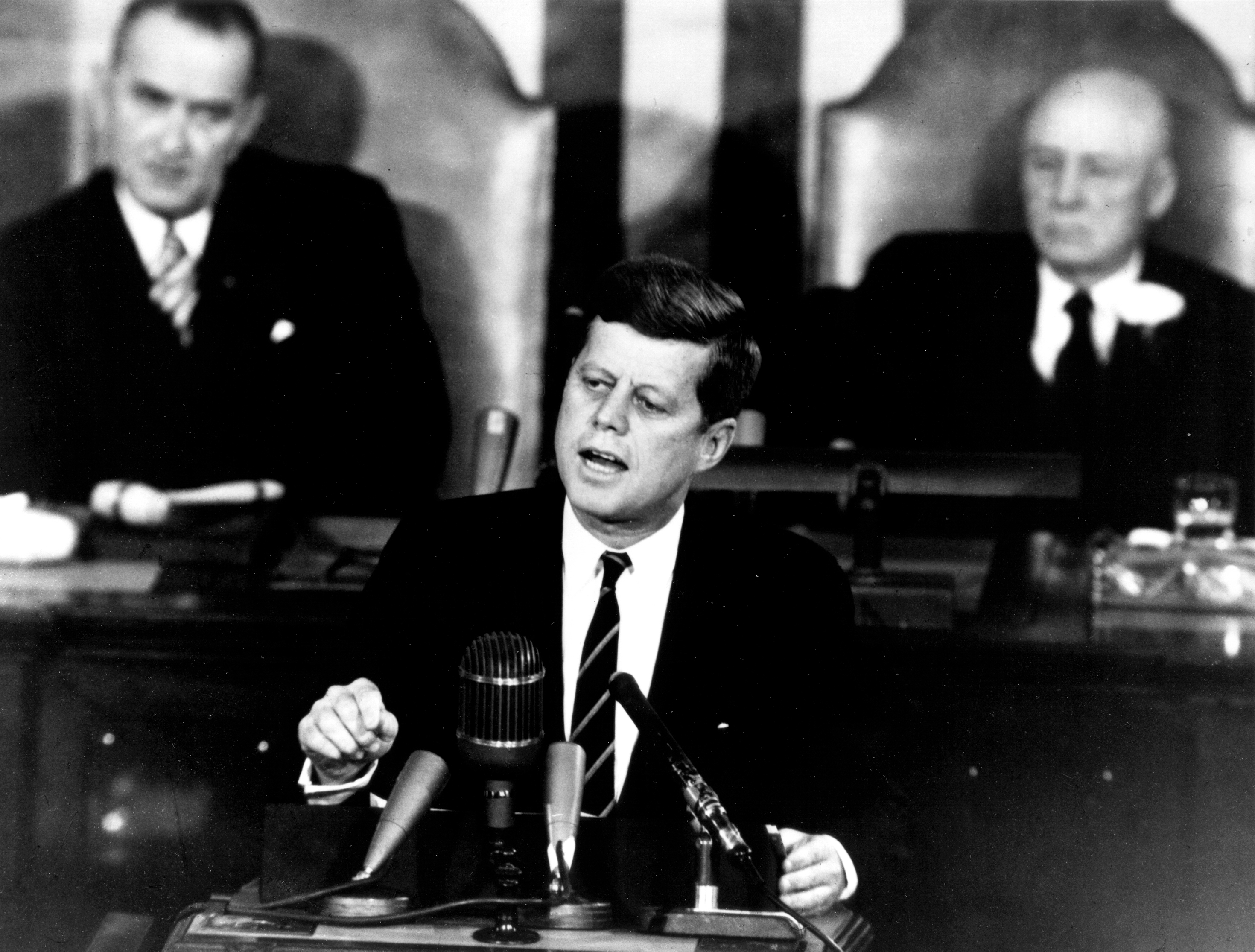
Il presidente mentre dà l'annuncio all'assemblea congressuale dell'obiettivo di raggiungere la luna. Alle sue spalle Johnson e Sam Rayburn

Il consigliere di Kennedy Ted Sorensen lo indurrà fortemente a sostenere lo sbarco sulla luna tanto che il 25 di maggio il presidente annunzierà il nuovo obiettivo nel corso di un messaggio speciale inviato all'assemblea congressuale:
Dopo che il finanziamento sarà autorizzato Webb incominciò a riorganizzare la NASA aumentandone il personale e facendo costruire due suoi nuovi centri; un centro operativo di lancio (il John F. Kennedy Space Center) per il grande razzo lunare (il futuro Saturn V) a Nord della Cape Canaveral Air Force Station e un centro spaziale con equipaggio su terra (il Lyndon B. Johnson Space Center) installato grazie alla preziosa collaborazione messa a disposizione dall'Università Rice a Houston.
Kennedy colse quest'ultima occasione per tenere un discorso atto alla promozione dello sforzo intrapreso nell'impresa spaziale. Il 12 settembre del 1962 dichiarerà:
Il 21 di novembre, in una riunione di gabinetto congiunta con l'amministrazione della NASA, Webb e altri funzionari il presidente ebbe modo di spiegare che il lancio in direzione della Luna era importante per ragioni di prestigio internazionale e che la spesa era così giustificata. Johnson gli assicurò che anche le lezioni apprese dal programma spaziale avevano un loro valore militare. I costi per realizzare il programma Apollo avrebbero raggiunto una somma totale di 40 miliardi di dollari.
In un altro suo discorso del settembre 1963 presso l'Organizzazione delle Nazioni Unite Kennedy sollecitò ancora una volta lo spirito di collaborazione tra sovietici e americani nella corsa allo spazio, raccomandandosi specificamente che l'"Apollo" venisse convertito in "una spedizione congiunta sulla luna". (Testo completo) Chruščёv declinerà però l'invito e i sovietici non s'impegnarono in una missione lunare con equipaggio fino al 1964.
Il 20 luglio del 1969, quasi 6 anni dopo la morte del presidente, l'Apollo 11 sbarcherà il primo veicolo spaziale con equipaggio sul suolo lunare.

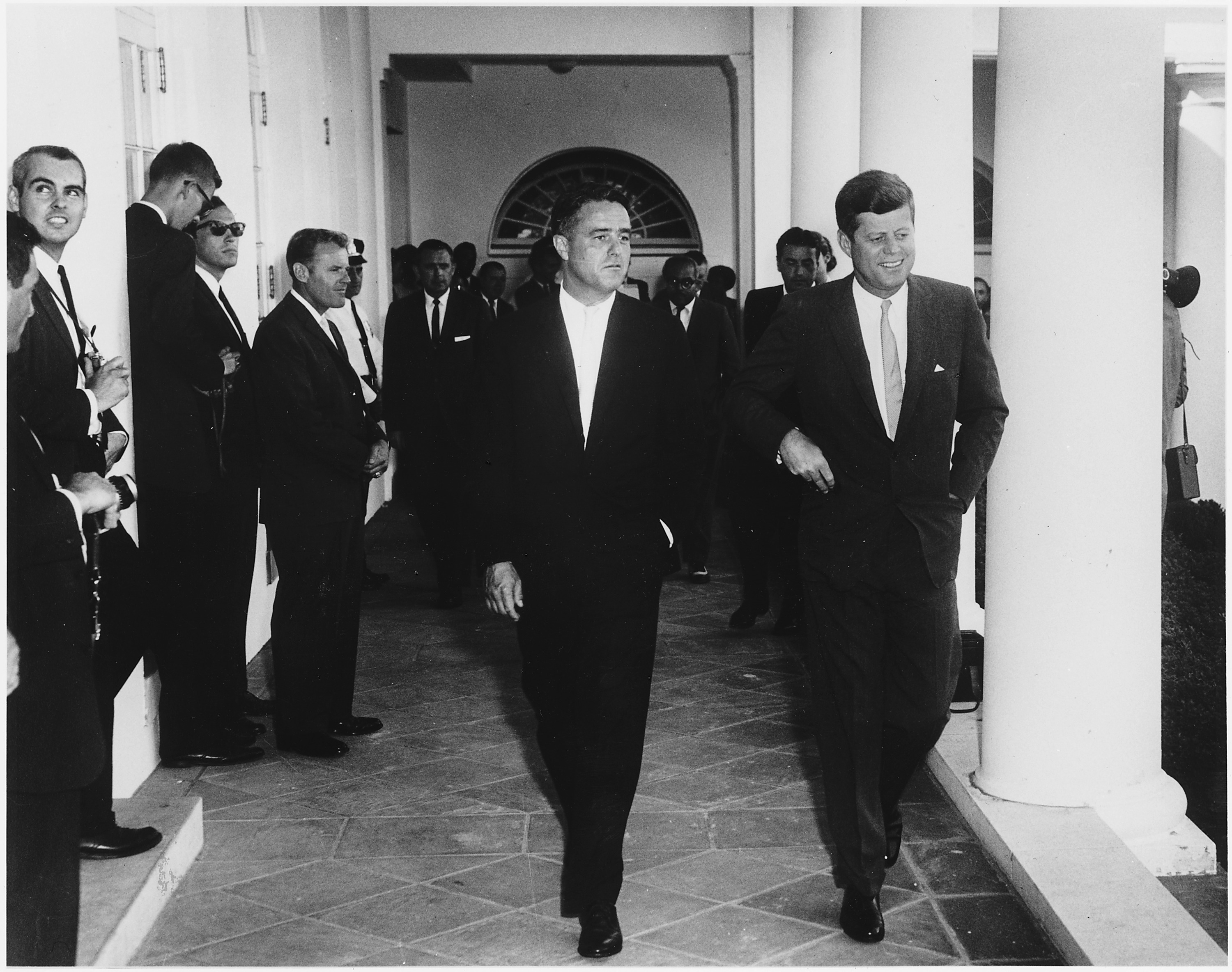
Il presidente con i primi volontari dei Peace Corps diretti in Ghana e Tanganica

## Politica estera
(Walt Whitman Rostow.)

### Peace Corps
(JFK.)
Come uno dei suoi primi atti presidenziali Kennedy chiese al Congresso di creare un apposito "Corpo di pace"; il cognato Sargent Shriver ne sarà il 1° direttore. Attraverso questo programma gli americani potevano offrirsi come volontari per portare aiuto alle nazioni sottosviluppate del Terzo mondo in settori come l'istruzione pubblica, l'agricoltura, l'assistenza sanitaria e l'edilizia; l'organizzazione crebbe fino a 5.000 membri nel marzo del 1963 e a più di 10.000 l'anno successivo. A partire dal 1961 oltre 200.000 americani si sono uniti al Peace Corps per servire in 139 diversi paesi.

### Guerra fredda e risposta flessibile
La politica estera presidenziale rimase largamente dominata dagli scontri con i sovietici, già manifestatisi a partire dalla fine della seconda guerra mondiale attraverso "guerre per procura" per tutta la prima fase della guerra fredda (la più importante delle quali era stata la guerra di Corea dal 1950 al 1953).
La precedente presidenza di Dwight D. Eisenhower aveva adottato la politica di "New Look" la quale enfatizzava l'utilizzo delle armi nucleari con l'intento di scoraggiare - tramite la teoria della deterrenza - qualsivoglia minaccia da parte sovietica. Eisenhower ritenne che una tale politica potesse risultare sia nell'immediato che a medio termine efficace, ma gli piacque anche perché gli permetteva di evitare un costoso ed eccessivo accumulo di armi convenzionali.
Temendo la possibilità quantomai rischiosa di una guerra nucleare globale Kennedy implementò una nuova strategia nota come "Risposta flessibile"; questa si sarebbe dovuta basare su forze convenzionali per raggiungere obiettivi limitati. Come parte integrante di questa politica il presidente ampliò le forze operative speciali ("United States special operations forces", SOF le quali diverranno parte a loro volta delle future United States Special Operations Command), un corpo d'élite che avrebbe potuto combattere una guerra non convenzionale entro le zone operative di vari conflitti.
Kennedy sperò che questa strategia avrebbe potuto permettere di contrastare l'influenza sovietica senza il bisogno di dover per forza di cose ricorrere alla guerra aperta tra i due campi contrapposti.

### Sbarco alla baia dei Porci
Il dittatore cubano Fulgencio Batista, in rapporti amichevoli con gli Stati Uniti, era stato costretto ad abbandonare la carica nel 1959 a seguito della rivoluzione cubana la quale aveva portato al potere Fidel Castro, affiliato al comunismo e molto vicino alle posizioni dell'Unione Sovietica; questo stato di cose creò un potenziale avversario posizionato a meno di 100 miglia dalle coste della Florida. Ma la presidenza di Dwight D. Eisenhower nelle sue ultime fasi aveva già predisposto un piano operativo volto a rovesciare il nuovo regime.
L'operazione, guidata dalla CIA con l'aiuto delle United States Armed Forces, prevedeva l'invasione di Cuba da parte di un folto gruppo di controrivoluzionari insurrezionalisti (Cuban Democratic Revolutionary Front) composto da esuli cubani anti-castristi addestrati negli USA dagli agenti paramilitari della CIA. L'intenzione sarebbe stata quella di penetrare nell'isola con l'intenzione d'istigare una rivolta tra la popolazione con la speranza di riuscire a scalzare Castro dal governo appena conquistato.

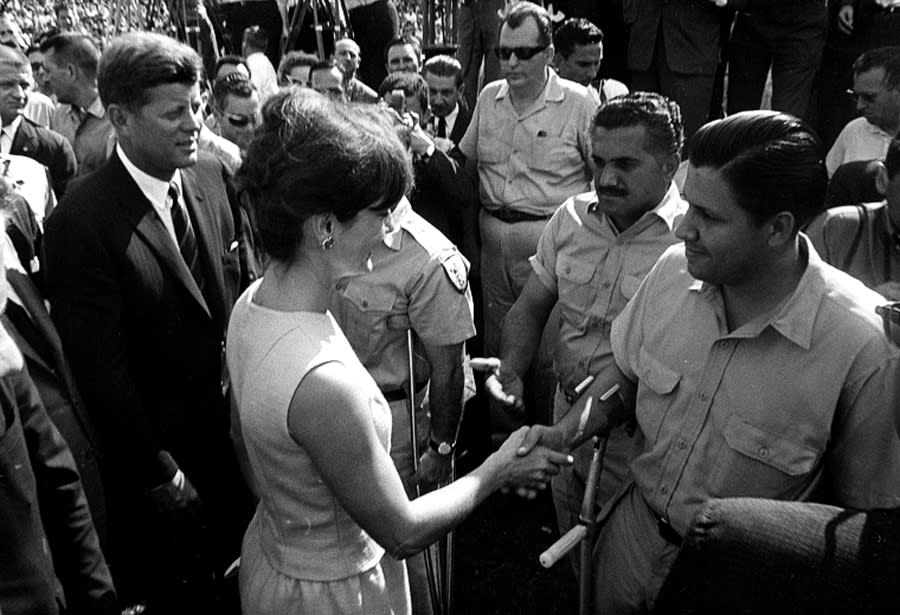
Il presidente assieme a Jacqueline Kennedy Onassis mentre stringe le mani ai volontari del movimento dissidente cubano "Brigata 2526"

Kennedy realizzò la propria campagna elettorale ponendosi su un piano di duro confronto con Castro e sembrò pertanto appoggiare la linea dura; quando gli venne presentato il piano che era stato sviluppato dalla precedente amministrazione accettò di appoggiarlo, nonostante le riserve espresse sul rischio di attizzare in tal maniera la tensione già alta con i sovietici. Il 17 aprile 1961 ordinò il via libera a quella che diventerà nota come "invasione della baia dei Porci"; 1.500 cubani denominati "Brigata 2526" iniziarono così a sbarcare nottetempo sull'isola.

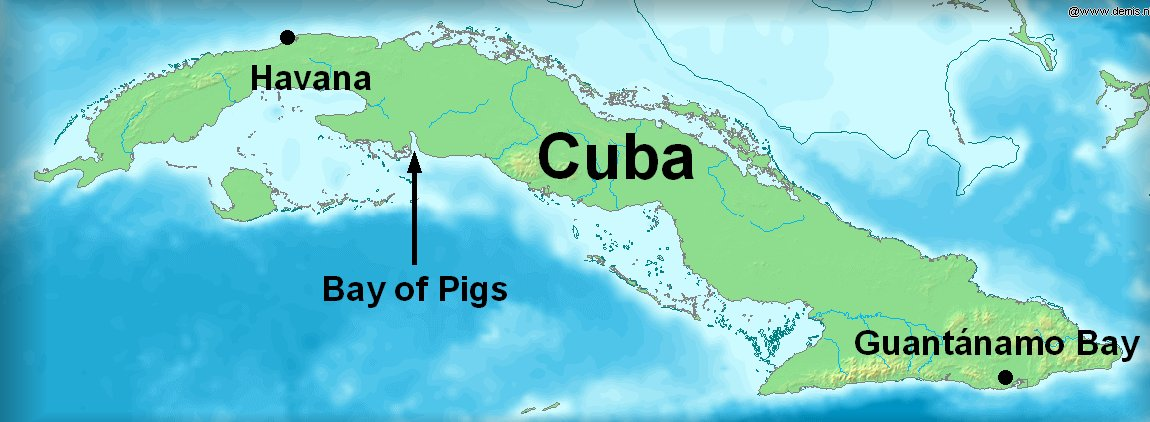
Localizzazione della baia dei Porci a sud-ovest di Cuba

Non venne fornito alcun supporto dall'alto da parte dell'United States Air Force. Il direttore della CIA Allen Welsh Dulles ebbe modo di dichiarare in seguito che si pensava il presidente avrebbe autorizzato qualsiasi azione si fosse resa necessaria per arrivare al pieno successo dell'operazione una volta che le truppe si trovassero sul terreno.
L'amministrazione sperò che lo sbarco avrebbe contribuito a scatenare una rivolta contro Castro, ma tutto ciò non si verificò affatto e l'approdo si rivelerà anzi molto rapidamente un completo fallimento.
Il 19 aprile il governo cubano era già riuscito a catturare o uccidere gl esuli invasori e Kennedy si trovò nelle condizioni di dover negoziare per il rilascio dei 1.189 sopravvissuti; dopo 20 mesi di serrate trattative il governo rivoluzionario farà rilasciare i prigionieri in cambio di 53 milioni di dollari in cibo e medicine. L'incidente rese Castro ancor più diffidente di quanto già non fosse nei confronti degli Stati Uniti e ciò lo portò a credere che si sarebbe verificato quanto prima un altro tentativo d'invasione: chiese aiuto ai russi.
Secondo il biografo Richard Reeves, Kennedy si concentrò principalmente sulle ripercussioni politiche del piano messo in atto piuttosto che sulle considerazioni militari della situazione sul campo; quando esso fallì si convinse che fosse stato allestito solamente per farlo apparire in una cattiva luce. Si prenderà in ogni caso senza alcuna esitazione tutta la responsabilità dell'insuccesso dichiarando: "abbiamo ricevuto un grosso calcio sugli stinchi e ce lo siamo meritati, ma forse impareremo qualcosa da esso".
(Comunicato ufficiale della Casa Bianca.)
Molti in patria apprezzarono la volontà del presidente di volersi addossare tutte le colpe, tanto che gli indici a favore nei suoi confronti all'indomani della tentata invasione salirono vistosamente. Tuttavia l'esito contrario dell'operazione ne danneggiò la reputazione all'estero e sollevò una scura nube di tensione con i sovietici.
(Richard Nixon.)
Alla fine di quello stesso anno fu creata e cominciò a essere messa in atto l'Operazione Mongoose, diretta da Robert Kennedy e comprendente Edward Lansdale dell'Office of Strategic Services, il Segretario della Difesa Robert McNamara e altri; l'obiettivo primo ed essenziale di questo "Special Group" avrebbe dovuto essere quello di portare alla caduta di Castro attraverso lo spionaggio, il sabotaggio e altre tattiche coperte da segreto: l'operazione, tuttavia, non venne portata a termine né mai resa pienamente operativa sotto l'amministrazione Kennedy.

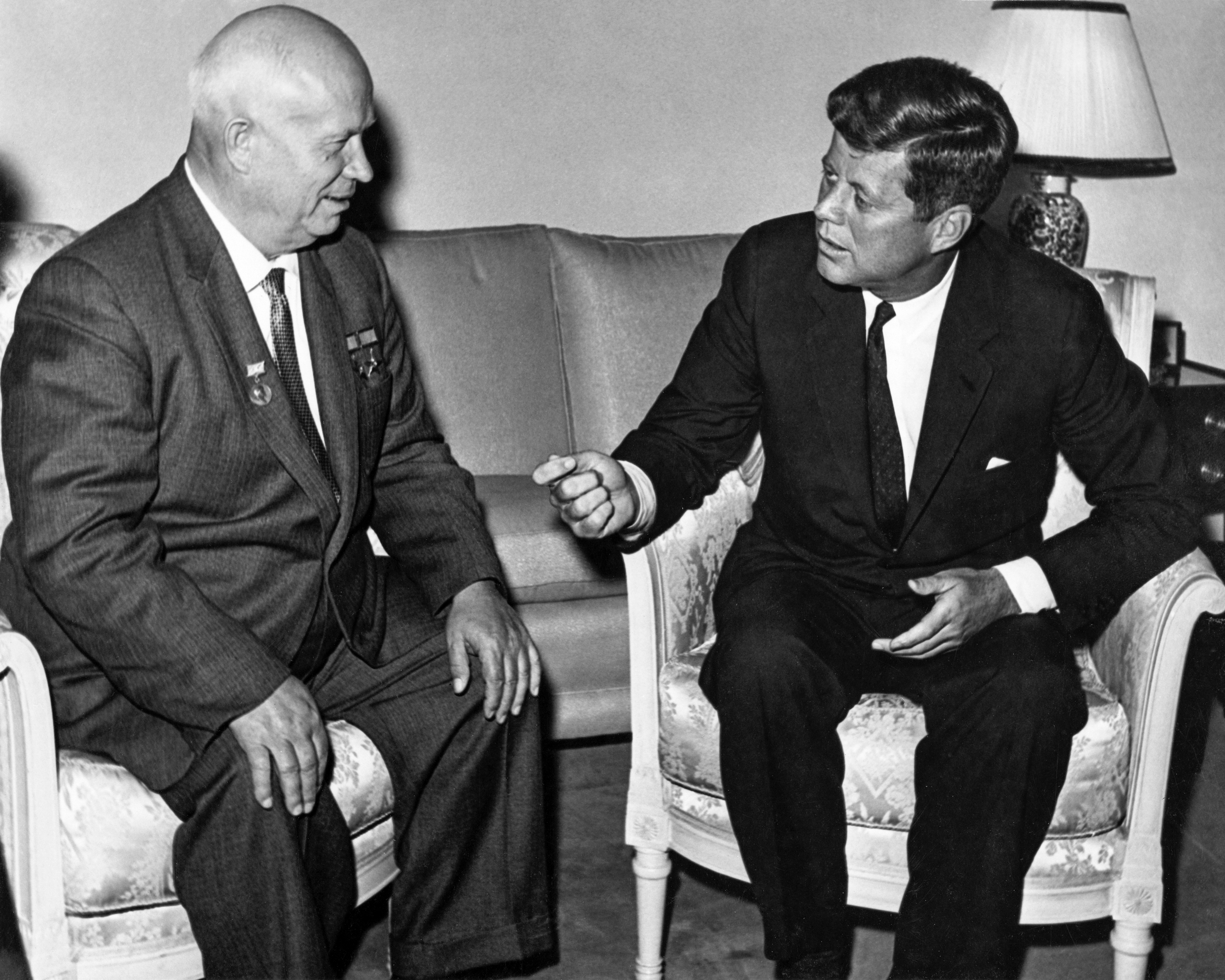
Nikita Sergeevič Chruščёv a colloquio con il presidente durante il Vertice di Vienna

### Vertice di Vienna
All'indomani della baia dei Porci il presidente annunciò che avrebbe incontrato il segretario generale del PCUS Nikita Sergeevič Chruščёv al Vertice di Vienna che si sarebbe tenuto il 3 e 4 giugno. Il summit avrebbe dovuto coprire diversi argomenti, ma entrambi i leader sapevano molto bene che la questione più controversa da affrontare sarebbe di certo stata quella della situazione di berlinese, l'ex capitale della Germania nazista divisa tra Berlino Ovest e Berlino Est subito dopo il termine della seconda guerra mondiale.
L'enclave filo-occidentale dell'Ovest si trovava all'interno della Repubblica Democratica Tedesca sotto il dominio diretto comunista fin dall'inizio della Guerra fredda, ma rimaneva sostenuta dalle potenze rappresentate dagli alleati degli Stati Uniti; i sovietici avevano l'intenzione di riunificare Berlino alla Germania Orientale filo-sovietica, in gran parte a causa del gran numero di tedeschi dell'Est che continuavano in gran numero a fuggire oltrepassando la frontiera presidiata con le armi.

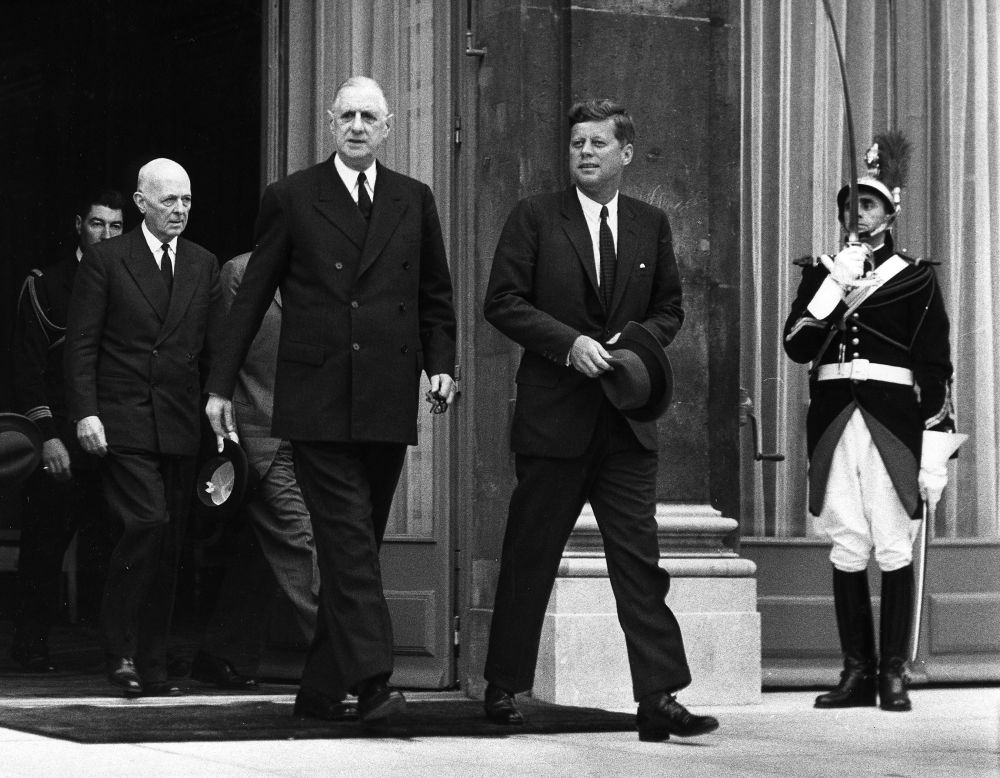
Charles de Gaulle e il presidente Kennedy dopo l'incontro avvenuto al palazzo dell'Eliseo il 2 giugno del 1961

Lungo la strada che lo doveva condurre a Vienna Kennedy si fermò a Parigi per incontrare Charles de Gaulle il quale lo consiglierà caldamente d'ignorare lo stile rozzo del premier sovietico; il presidente della Repubblica francese temeva la presunta influenza che gli Stati Uniti stavano mantenendo in gran parte del continente europeo: rimase tuttavia notevolmente impressionato dal giovane presidente e soprattutto dalla First lady degli Stati Uniti d'America. Kennedy ricordò il fatto nel suo discorso parigino, dicendo che sarebbe stato ricordato come "l'uomo che ha accompagnato Jackie Kennedy a Parigi".
Il 4 giugno il presidente lasciò l'incontro con Chruščёv arrabbiato e deluso per avergli permesso di intimidirlo nonostante gli avvertimenti che aveva ricevuto. Il premier sovietico da parte sua fu colpito dall'intelligenza dimostrata dal presidente, ma lo considerò come un avversario decisamente debole. Kennedy riuscì a trasmettere la propria linea di fondo sul problema più delicato messo in campo, ossia il trattato proposto tra i sovietici e Berlino Est; chiarì esplicitamente che qualsiasi atto che avrebbe interferito negativamente con i diritti di accesso degli Stati Uniti a Berlino Ovest sarebbe stata immediatamente considerata come un'azione ostile nei loro riguardi.

### Muro di Berlino
Poco dopo il ritorno di Kennedy alla Casa Bianca, l'Unione delle Repubbliche Socialiste Sovietiche annunciò l'intenzione di firmare il trattato preventivato con Berlino Est, abrogando qualsiasi diritto di occupazione da parte di terze parti in entrambi i settori della città. Kennedy, abbattuto e irato, suppose che l'unica opzione rimastagli fosse quella di preparare il paese alla guerra atomica la quale, pensava in tutta schiettezza, avrebbe potuto avere una possibilità su 5 di realizzarsi.

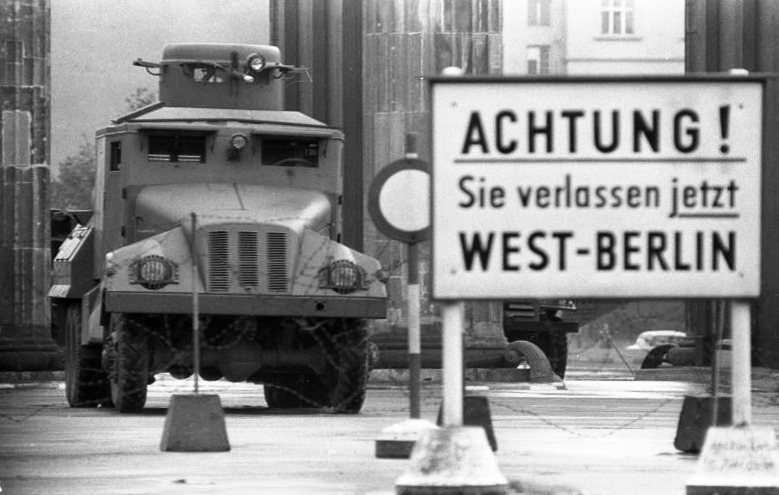
Blocco militare al confine tra Berlino Ovest e Berlino Est nell'agosto del 1961

Nelle settimane immediatamente successive al vertice più di 20.000 persone fuggirono dal settore Est di Berlino occupato dai comunisti in direzione della zona libera occidentale: questo come diretta reazione alle dichiarazioni sovietiche. Kennedy dette il via a una serie d'intensi incontri nel tentativo di sviscerare il problema posto dalla questione berlinese; Dean Acheson prese l'iniziativa raccomandando un imponente accrescimento militare a fianco degli alleati della NATO.
In un discorso pronunciato a luglio il presidente annunziò la decisione intrapresa di aggiungere 3,25 miliardi di dollari al budget del dipartimento della Difesa degli Stati Uniti d'America assieme a oltre 200.000 truppe aggiuntive, proclamando che un attacco contro Berlino Ovest sarebbe stato considerato come un attacco diretto agli Stati Uniti. Il pronunciamento ricevette un'approvazione nazionale pari all'85% dei consensi.

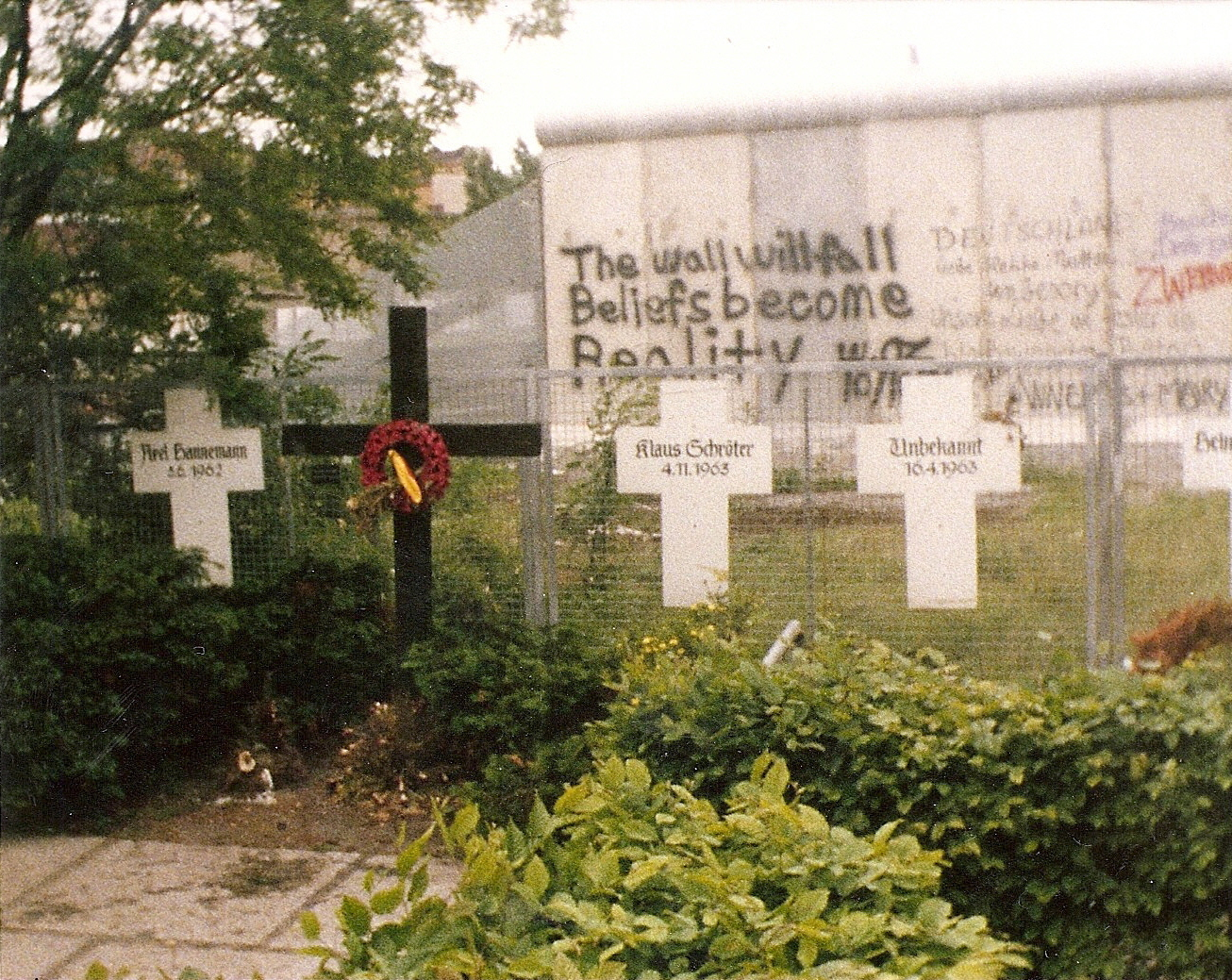
Croci in memoria della vittime fucilate dal regime durante il loro tentativo di fuggire dal "paradiso comunista" instaurato a Berlino Est scavalcando il muro di Berlino

Il mese seguente il regime comunista iniziò a bloccare qualsiasi ulteriore possibilità di passaggio tra Est e Ovest da parte della popolazione tedesca; cominciarono a erigere recinzioni di filo spinato che attraversavano tutta la città: molto rapidamente - a partire dal 12 agosto - si trasformò nel muro di Berlino. La reazione iniziale di Kennedy fu quella di ignorarlo, a condizione che continuasse il libero accesso dei residenti da Ovest a Est per poter incontrarsi con i familiari rimasti bloccati dall'altra parte.
(JFK.)
Ma il corso degli eventi subì una forte alterazione quando si apprese che i berlinesi dell'Ovest sembravano aver perduto la fiducia nella difesa della loro posizione da parte degli Stati Uniti. Venne subito inviato il Vicepresidente Lyndon B. Johnson insieme con una schiera di militari, che attraversò in convoglio tutta la Repubblica Federale tedesca, inclusi i confini costituiti dai posti di blocco armati sovietici; tutto ciò per dimostrare che l'impegno dell'America nei confronti di Berlino Ovest sarebbe continuato a oltranza.

### Crisi cubana dei missili
(JFK)
Nel corso dei mesi immediatamente successivi alla baia dei Porci l'Unione Sovietica iniziò a dotare il regime cubano di rifornimenti e materiali militari.
L'amministrazione Kennedy considerava altamente allarmante l'alleanza instauratasi tra Castro e il comunismo internazionale, temendo che alla fine potesse rappresentare una seria minaccia alla sicurezza degli Stati Uniti. Il presidente non credeva nella possibilità che i russi si sarebbero arrischiati a piazzare armi nucleari nel suolo cubano, ma nonostante ciò inviò gli aerei spia della CIA Lockheed U-2 per determinare l'estensione dell'accumulo militare sovietico.
Il 14 ottobre del 1962 vennero scattate fotografie dei siti di missili balistici a raggio intermedio fatti costruire a Cuba dai sovietici. Le immagini vennero mostrate al presidente il 16 ottobre; fu raggiunto un consenso sul fatto che i missili fossero di natura offensiva e che quindi costituivano un'immediata minaccia nucleare.
Kennedy si trovò ad affrontare un dilemma: se gli Stati Uniti avessero colpito le postazioni ciò avrebbe potuto portare alla conseguenza dello scoppio di una guerra atomica, ma se non si fosse fatto nulla si sarebbero presto trovati di fronte alla crescente minaccia delle armi nucleari a corto raggio. Gli Stati Uniti sarebbero potuti anche sembrare meno impegnati nella difesa del proprio emisfero. A livello personale il presidente aveva un disperato bisogno di dimostrarsi risoluto nei confronti e in reazione a Chruščёv, in special modo dopo il semi-fallimento rappresentato dal Vertice di Vienna.
Più di un terzo dei membri del Consiglio per la Sicurezza Nazionale si espresse a favore di un attacco aereo non annunciato ai siti missilistici, ma per alcuni di loro quest'ipotesi evocò l'immagine di "un attacco di Pearl Harbor al contrario".
Vi fu anche qualche timida reazione in forma confidenziale da parte della comunità internazionale (Papa Giovanni XXIII ad esempio scrisse a entrambi i contendenti chiedendo espressamente a Chruščёv di recedere dai suoi intenti); il piano d'assalto venne in parte criticato come una reazione eccessiva, anche alla luce del fatto che i missili americani erano stati fatti piazzare in Turchia già dalla presidenza di Dwight D. Eisenhower.
Non vi poteva inoltre essere alcuna garanzia che l'attacco risultasse alla fine efficace al 100%. In concomitanza con il voto di maggioranza del Consiglio Kennedy decise di mettere in quarantena navale l'intera isola di Cuba; il blocco attuato dall'United States Navy fu totale. Il 22 ottobre inviò un messaggio personale a Chruščёv e annunciò la propria scelta in un messaggio televisivo a reti unificate.

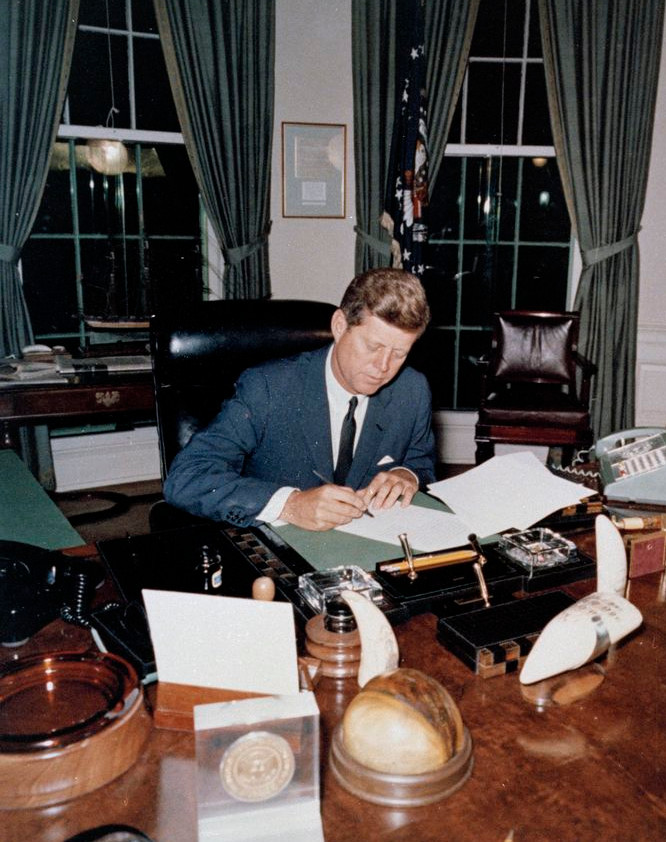
Il presidente firma l'autorizzazione per mettere in quarantena navale l'isola di Cuba

A partire dal 24 ottobre la Marina statunitense diede il via alle ispezioni di tutte le navi sovietiche che partivano o arrivavano a Cuba. L'Organizzazione degli Stati americani diede il proprio sostegno unanime all'immediata rimozione dei missili; il presidente scambiò due serie di lettere col premier sovietico, ma senza riuscire a ottenere alcun risultato apprezzabile.
Il Segretario generale delle Nazioni Unite U Thant chiese alle due parti d'invertire contemporaneamente le decisioni assunte e di entrare in un periodo di reciproca riflessione. Chruščёv parve in linea di massima trovarsi d'accordo, Kennedy invece non ne convenne.

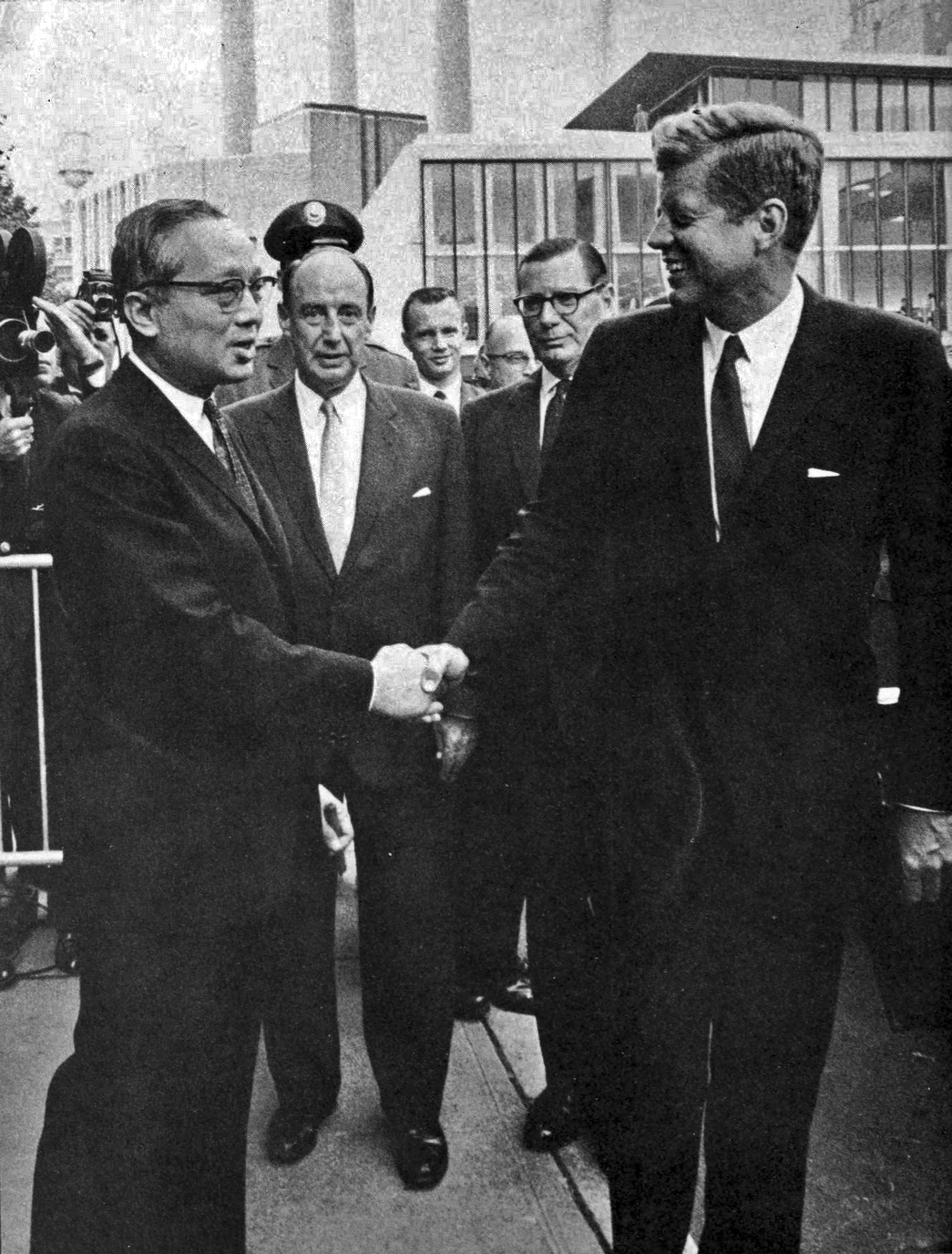
Il Segretario generale delle Nazioni Unite U Thant e il presidente, dietro l'ambasciatore Adlai Stevenson II

Una nave battente bandiera dell'URSS venne fermata con la forza e abbordata. Il 28 ottobre Chruščёv accettò infine di smantellare unilateralmente i siti missilistici, che furono soggetti ai controlli degli ispettori dell'ONU.
Gli Stati Uniti promisero in forma solenne e pubblicamente di non tentare più d'invadere Cuba e privatamente accettarono anche di rimuovere i propri missili dislocati in Friuli-Venezia Giulia e nel territorio turco, i quali erano oramai obsoleti essendo stati soppiantati da sottomarini a propulsione nucleare equipaggiati con UGM-27 Polaris.
Questa crisi segnò un punto di svolta; avvicinò il mondo intero a una guerra nucleare più che in qualsiasi altro momento sia prima che dopo: alla fine "l'umanità dei due uomini prevalse".
La capacità di gestione della crisi missilistica cubana da parte del presidente ricevette numerosi elogi da parte di molti studiosi e politologi, anche se alcuni irriducibili critici attribuirono a Kennedy la colpa della situazione venutasi a creare, essendosi il tutto originato a seguito della fallita invasione della baia dei Porci.

### Trattato sulla messa al bando dei test nucleari
Turbato dai pericoli a lungo termini costituiti dalla contaminazione radioattiva e dalla proliferazione nucleare Kennedy e Nikita Sergeevič Chruščёv concordarono di negoziare un trattato che mettesse - almeno parzialmente - al bando i test nucleari, tematica questa originariamente concepita e proposta nel corso della campagna elettorale di Adlai Stevenson II durante le elezioni presidenziali del 1956.
Durante il vertice di Vienna del giugno 1961 i due stabilirono un abbozzo d'intesa informale contro i test nucleari, anche se i sovietici testarono armi atomiche già a partire da settembre. Gli Stati Uniti risposero conducendo a loro volta alcuni test appena 5 giorni dopo. In seguito i nuovi satelliti americani iniziarono a fornire immagini che provavano come i russi si trovassero sostanzialmente dietro agli USA nella corsa agli armamenti; ciò nonostante la maggiore forza nucleare statunitense rimaneva un fatto di ben scarso valore fintanto che i governanti sovietici si sentivano in una situazione di parità.

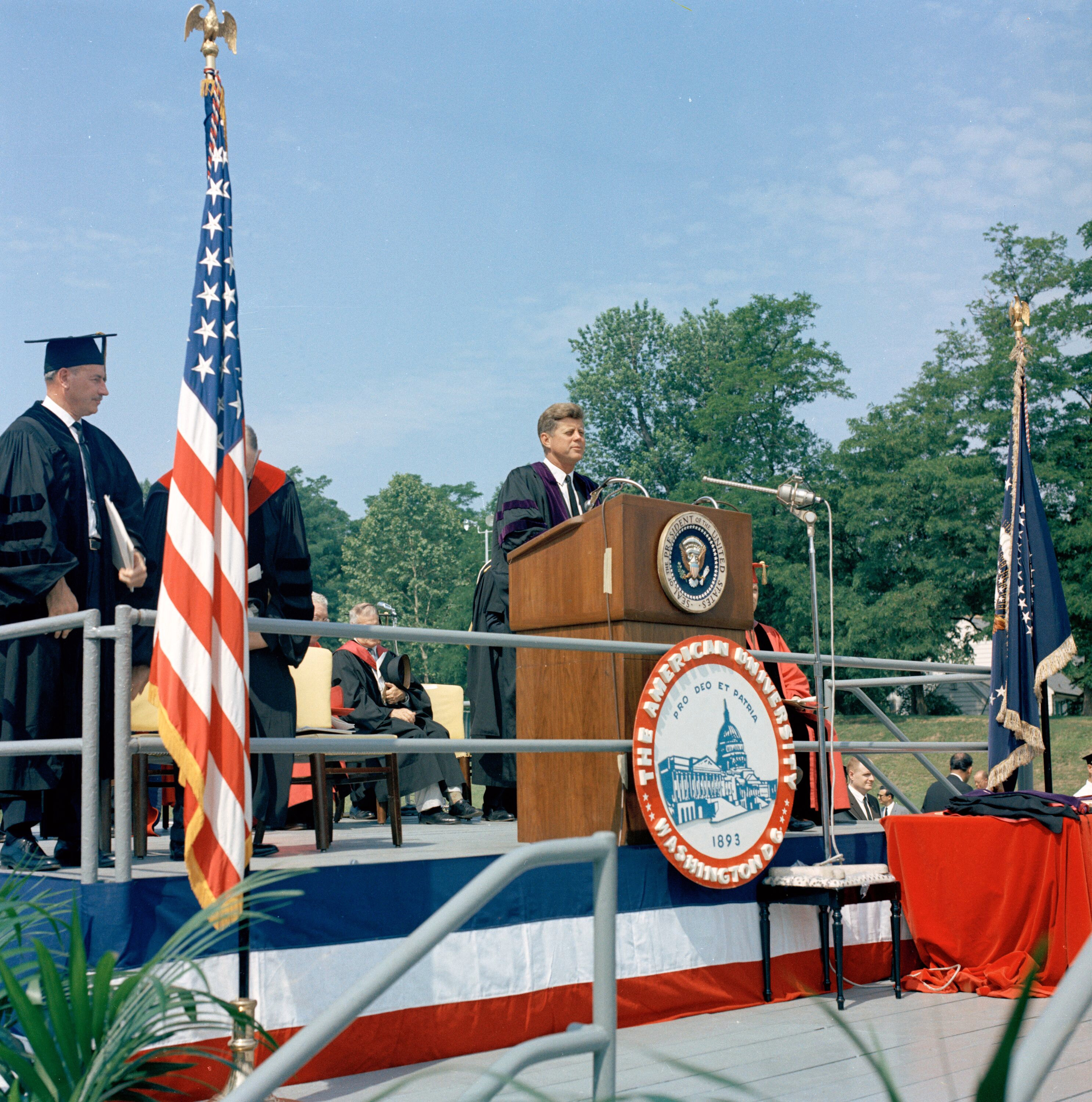
Il presidente sul podio dell'American University poco prima di pronunziare il proprio discorso A Strategy of Peace il 10 giugno del 1963

Il 10 giugno del 1963 il presidente pronunciò un discorso ispiratore all'American University di Washington; intitolato A Strategy of Peace invitò i laureandi e i professori a riesaminare il proprio atteggiamento nei confronti della cosiddetta "Guerra fredda", della stessa Unione Sovietica e - parte più importante - della pace mondiale.
Il presidente diede quindi anche la notizia secondo cui i sovietici avevano accettato di riprendere i colloqui su un trattato che vietasse o comunque ponesse in quarantena i test nucleari; rese quindi noto che gli Stati Uniti avevano posticipato i previsti test atomici atmosferici e promise che non ve ne sarebbero stati di ulteriori a condizione però che nessun'altra nazione ne avesse condotti a sua volta.
Il mese seguente il presidente inviò il diplomatico W. Averell Harriman a Mosca per negoziare un trattato formale. Le sessioni introduttive compresero anche la partecipazione di Chruščёv, che il seguito delegò la rappresentanza sovietica al ministro degli affari Esteri Andrej Andreevič Gromyko. Divenne però presto assai chiaro che il progetto di un divieto globale dei test non sarebbe stato implementato, in larga parte a causa della riluttanza sovietica ad acconsentire ispezioni internazionali che ne avrebbero dovuto verificare la conformità e il rispetto.

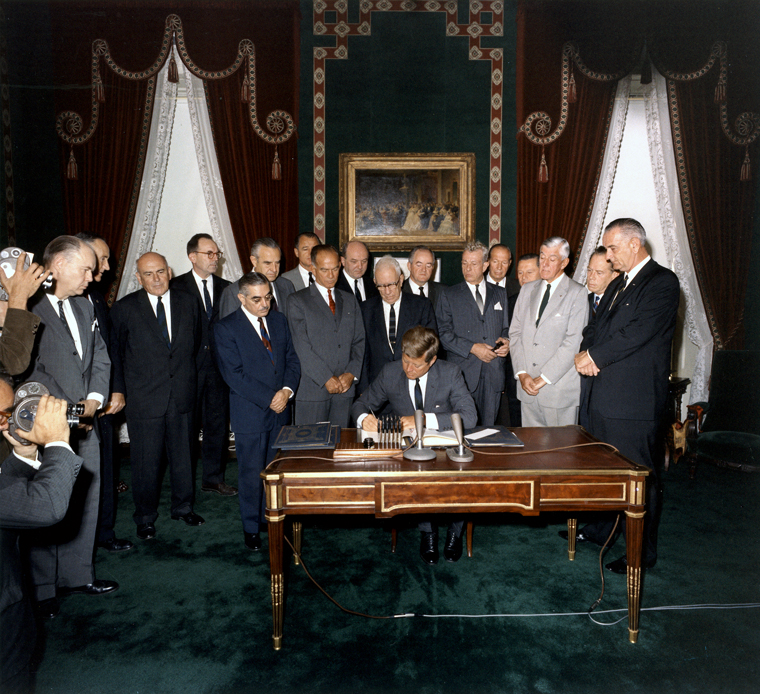
Firma del Trattato sulla messa al bando parziale degli esperimenti nucleari, 7 ottobre del 1963

In definitiva USA e URSS assieme al Regno Unito furono i primi firmatari di un trattato limitato il quale proibiva test atomici sul terreno, nell'atmosfera o sul fondo oceanico, ma non sottoterra. Il Senato lo ratificherà e Kennedy lo controfirmò in ottobre, un mese prima di morire. Da parte sua la Quarta Repubblica francese si affretterà a dichiarare di continuare a sentirsi totalmente libera di proseguire a sviluppare e testare le sue difese nucleari.

### Comunismo e America Latina

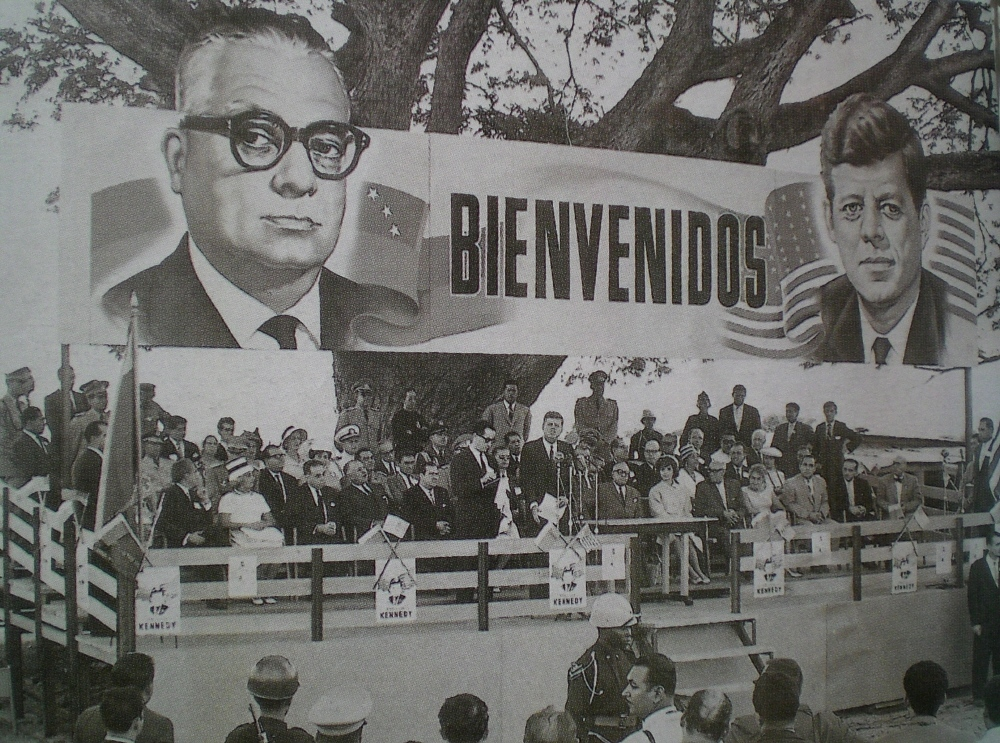
Il presidente del Venezuela Rómulo Betancourt e JFK durante un incontro ufficiale dell'Alleanza per il progresso nel 1961

Sostenendo che "coloro che rendono impossibile la rivoluzione pacifica renderanno presto inevitabile quella violenta" il presidente cercò di contenere la forte percezione di una minaccia comunista in America Latina istituendo l'"Alleanza per il progresso" attraverso la quale invierà consistenti aiuti ad alcuni paesi tentando di ampliare lo standard dei diritti umani nella regione. Kenney lavorerà a stretto contatto con il governatore di Porto Rico Luis Muñoz Marín per lo sviluppo dell'Alleanza e comincerà a operare per l'autonomia del Commonwealth di Porto Rico.
Quando il presidente entrò in carica l'amministrazione della presidenza di Dwight D. Eisenhower, attraverso la collaborazione con la CIA, aveva iniziato a formulare ed elaborare dei piani dettagliati volti all'assassinio sia di Fidel Castro da una parte che del presidente della Repubblica Dominicana Rafael Leónidas Trujillo dall'altra.
Kennedy istruì privatamente la CIA sul fatto che qualsiasi pianificazione del genere dovesse includere innanzitutto la plausibile estraneità formale degli Stati Uniti (impedendone quindi ogni coinvolgimento diretto). La sua posizione pubblica si trovò così ad assumere una scelta di opposizione di minoranza.
Nel giugno del 1961 Trujillo verrà effettivamente fatto assassinare; nei giorni immediatamente successivi all'evento il sottosegretario di Stato Chester Bliss Bowles farà da guida a una assai accesa reazione contraria alla complicità da parte degli ambienti governativi. Robert Kennedy, che aveva invece visto nell'evento un'opportunità che avrebbe di certo favorito gli Stati Uniti, giungerà a definire Bowles "un lurido bastardo" e glielo ripeterà in faccia.

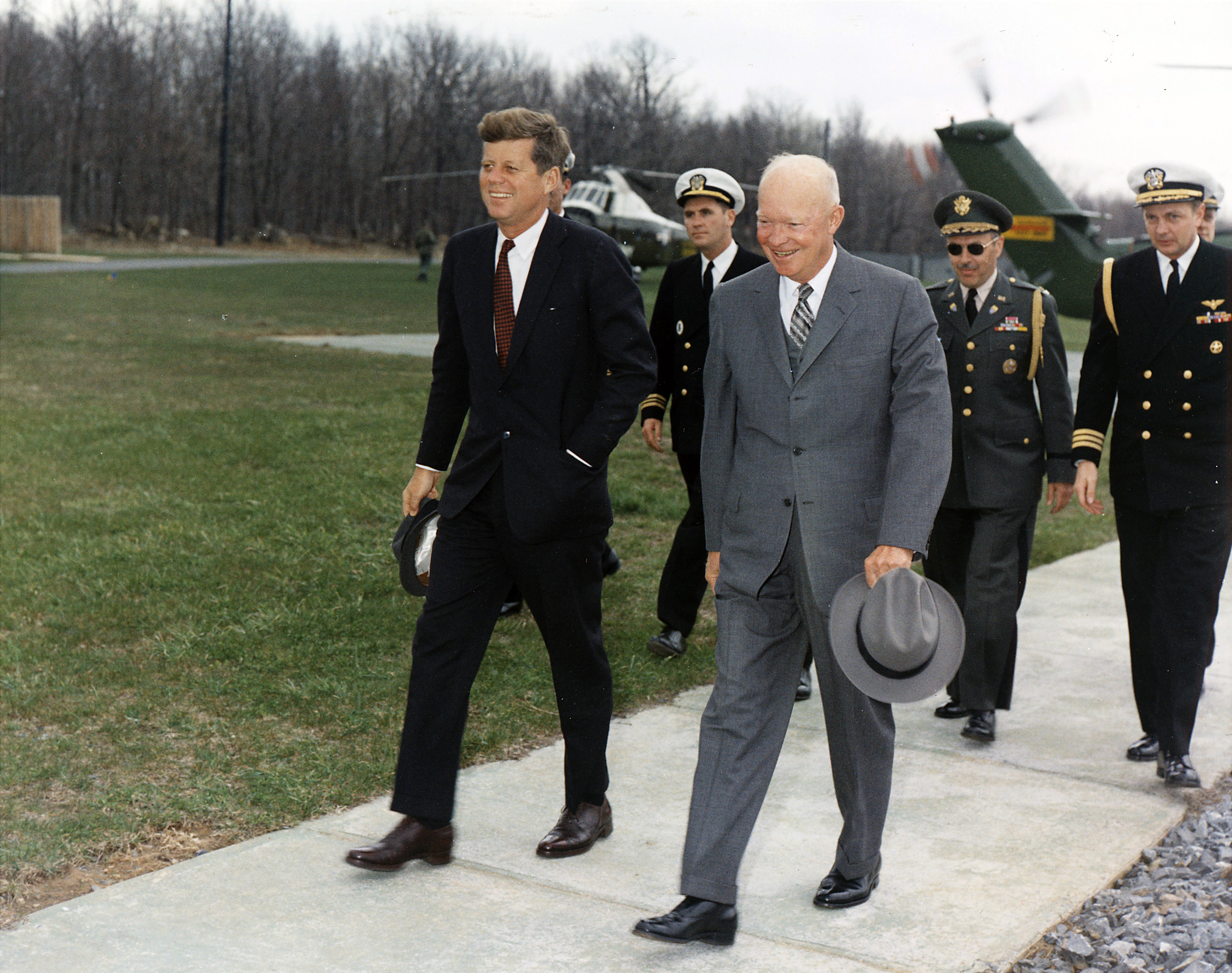
Meeting tra Kennedy ed Eisenhower a Camp David il 22 aprile del 1961

### L'impegno nel Sud-est asiatico
Nel corso dei numerosi briefing tra l'amministrazione e l'ex generale Eisenhower questi non mancò mai di sottolineare che la minaccia comunista presente nel Sud-est asiatico richiedesse la priorità dell'attenzione internazionale; l'ex presidente considerava il Laos il "tappo della bottiglia" rispetto alla minaccia regionale presente in Indocina.

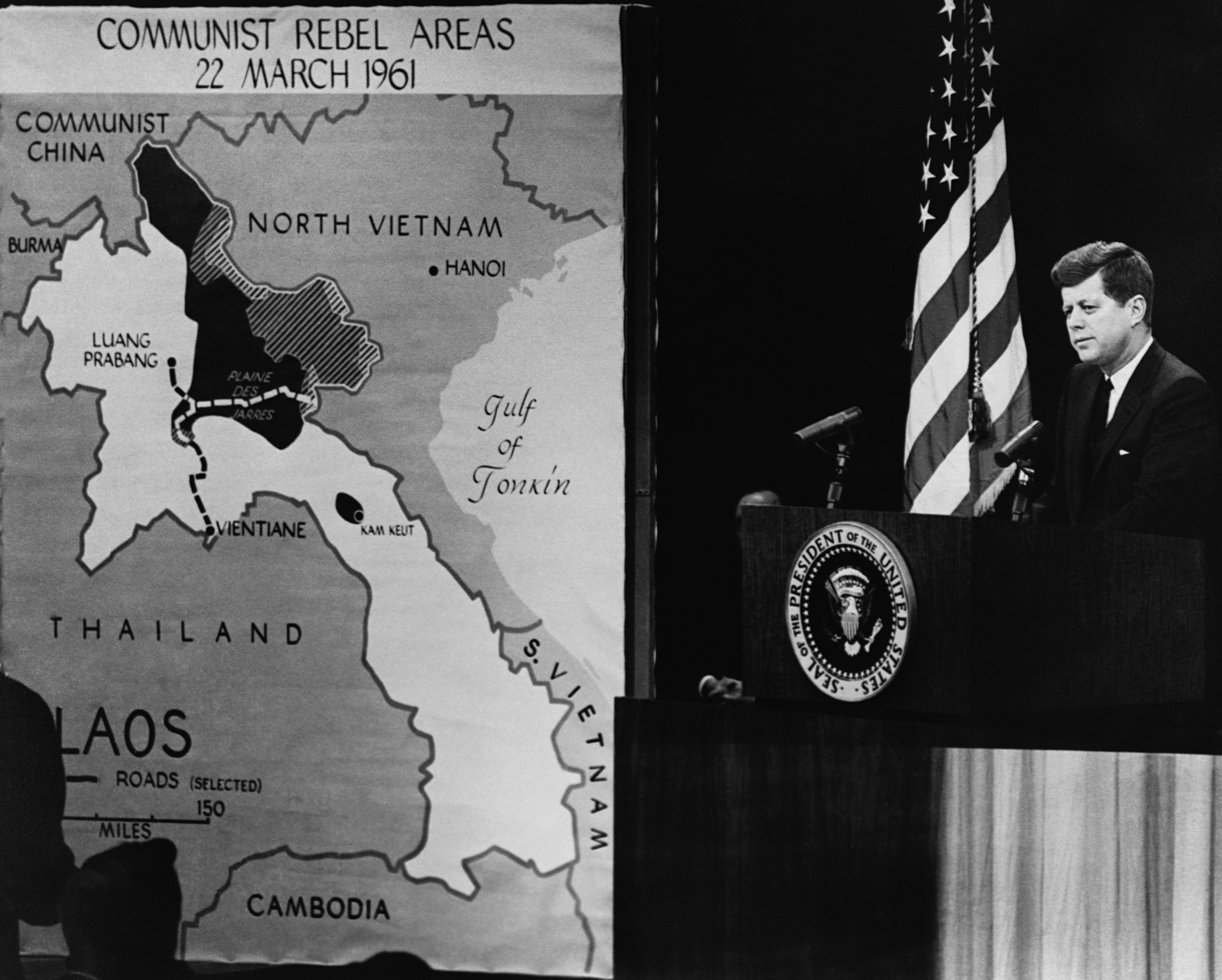
Il presidente davanti a una mappa della CIA che mostra l'area interessata dalle infiltrazioni comuniste a partire dal Vietnam del Nord (23 marzo del 1961)

Nel marzo del 1961 Kennedy indicherà una variazione significativa nella politica estera; il mutamento cioè dal sostegno a un "Laos libero" a quella diretta a un "Laos neutrale" e indicando in privato che il Vietnam e non il Laos avrebbe dovuto essere considerato all'America il cavo nascosto che fa scattare la trappola esplosiva per la diffusione del comunismo nell'intera area.

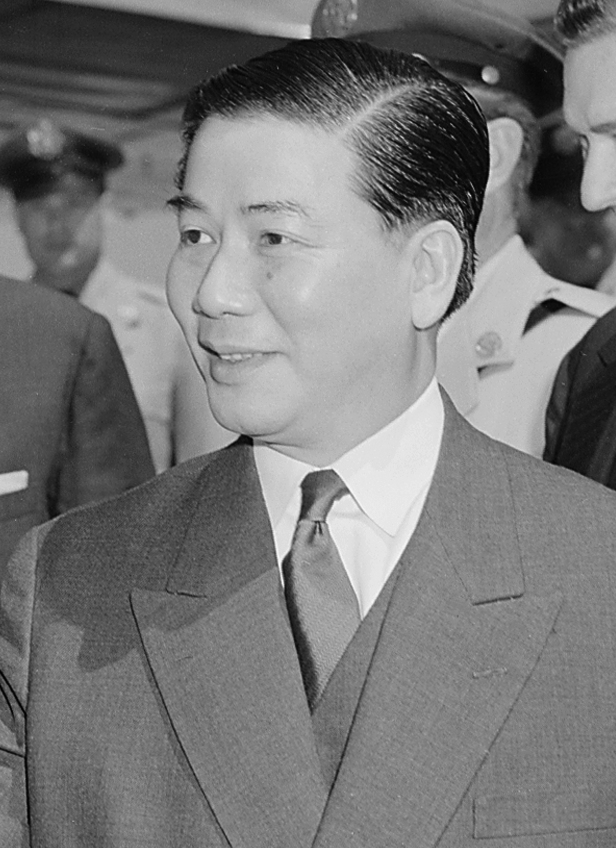
Il 1º presidente del Vietnam del Sud Ngô Đình Diệm

A maggio Johnson venne inviato a incontrare il presidente del Vietnam del Sud Ngô Đình Diệm. Il Vicepresidente gli assicurò ulteriori aiuti per poter plasmare una forza combattente che potesse resistere ai comunisti.
Kennedy annunziò un cambio di politica, passando da un semplice sostegno e collaborazione tecnologica con Diem alla sconfitta sul campo del comunismo nel Vietnam del Sud. Durante tutto il corso della propria amministrazione il presidente continuò le politiche che fornivano supporto gestionale ed economico, consiglio e sostegno militare, al governo sud-vietnamita filo-occidentale.
Verso la fine del 1961 i Viet Cong iniziarono ad assumere una presenza sempre più rilevante; tutto cominciò con la conquista da parte dei guerriglieri filo-comunisti della capitale provinciale di Phước Vĩnh. Kennedy aumentò proporzionalmente il numero dei consiglieri militari e delle United States Army Special Forces nell'intero territorio comprendente l'area d'influenza vietnamita (da 11.000 nel 1962 a oltre 16.000 alla fine del 1963): rimarrà però sostanzialmente sempre riluttante a ordinare uno schieramento di truppe su vasta scala.
Prima del suo assassinio utilizzerà quasi esclusivamente consiglieri militari e forze speciali in Vietnam; nel 1962 verrà istituito il Military Assistance Command, Vietnam. Un anno e mezzo dopo la seguente presidenza di Lyndon B. Johnson impiegherà le prime truppe da combattimento compromettendosi direttamente nella guerra del Vietnam; il coinvolgimento statunitense così s'intensificò enormemente, con forze presenti sul campo che raggiungeranno le 184.000 unità nel 1965 per toccare la punta di 536.000 nel 1968.
(JFK)
Verso la fine del 1961 il presidente inviò Roger Hilsman, allora direttore del "Bureau of Intelligence and Research" del dipartimento di Stato, direttamente sul campo operativo per valutarne la situazione complessiva. Egli incontrò Sir Robert Grainger Ker Thompson, esperto britannico di controguerriglia nonché capo della missione consultiva inglese nel Sud del paese; assieme concepirono l'idea di un "programma strategico Amleto". Questo sarà approvato sia da Kennedy che da Diem e subito dopo formato per entrare nella sua fase esecutiva.
Fu implementato all'inizio del 1962 e comportò alcune delocalizzazioni forzate, l'internamento d'interi villaggi e la segregazione dei sudvietnamiti rurali in nuove comunità dove i contadini sarebbero rimasti isolati dalla propaganda dei ribelli comunisti. Si sperò che questi nuovi centri urbani sarebbero riusciti a fornire la sicurezza necessaria ai contadini, favorendone nel contempo il legame con il governo centrale. Nel novembre del 1963 il programma svanì e si concluderà ufficialmente entro l'anno successivo.
(Robert Kennedy.)

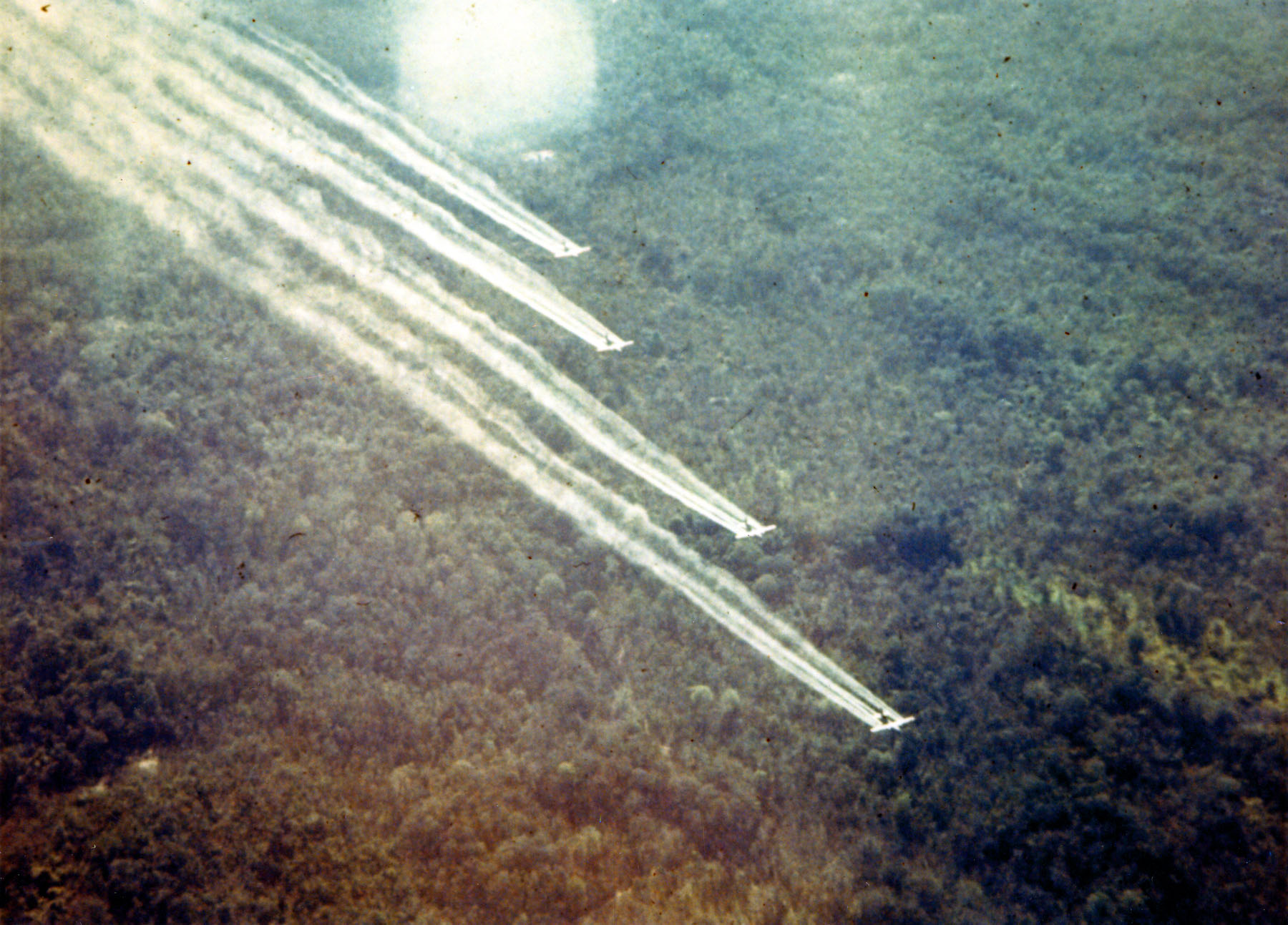
Irrorazione di defolianti durante l'Operazione Ranch Hand

Già all'inizio del 1962 Kennedy autorizzerà formalmente un coinvolgimento crescente quando firmò il "National Security Action Memorandum" intitolato Subversive Insurgency (War of Liberation). Il Segretario di Stato Dean Rusk esprimerà il suo forte sostegno a esso. L'Operazione Ranch Hand, uno sforzo di defogliazione aerea su larga scala, inizierà in quell'anno sulle maggiori vie di comunicazione del Sud vietnamita.
(Robert McNamara.)
Nell'aprile del 1963 il presidente valutò la situazione venutasi a creare in Vietnam nei termini seguenti: "non abbiamo il desiderio di rimanere in Vietnam, quelle persone ci odiano, ci butteranno fuori con il culo per aria da un momento all'altro, ma non posso rinunciare a quel territorio cedendolo ai comunisti e farò in modo che il popolo americano mi rielegga".

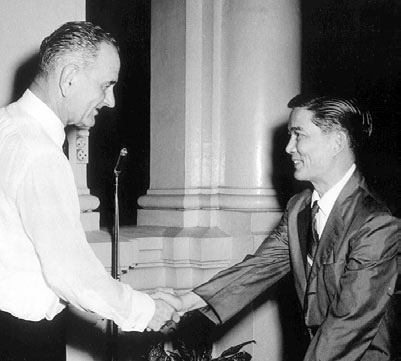
Lyndon B. Johnson mentre stringe la mano a Ngô Đình Nhu

Il presidente dovette affrontare una prima crisi entro il mese di luglio; nonostante l'aumento dei consiglieri militari e delle tecnologie connesse l'esercito sudvietnamita divenne solo assai marginalmente efficace contro le forze filo-comuniste costituite dai Viet cong. Il 21 di agosto, proprio quando il nuovo ambasciatore per il Vietnam del Sud Henry Cabot Lodge Jr. arrivò, Diem e suo fratello Ngô Đình Nhu ordinarono alle loro forze armate finanziate e addestrate dalla CIA di sedare con la forza le manifestazioni dei monaci buddhisti partiti dalla pagoda Xá Lợi. Era esplosa la crisi buddista del Vietnam.

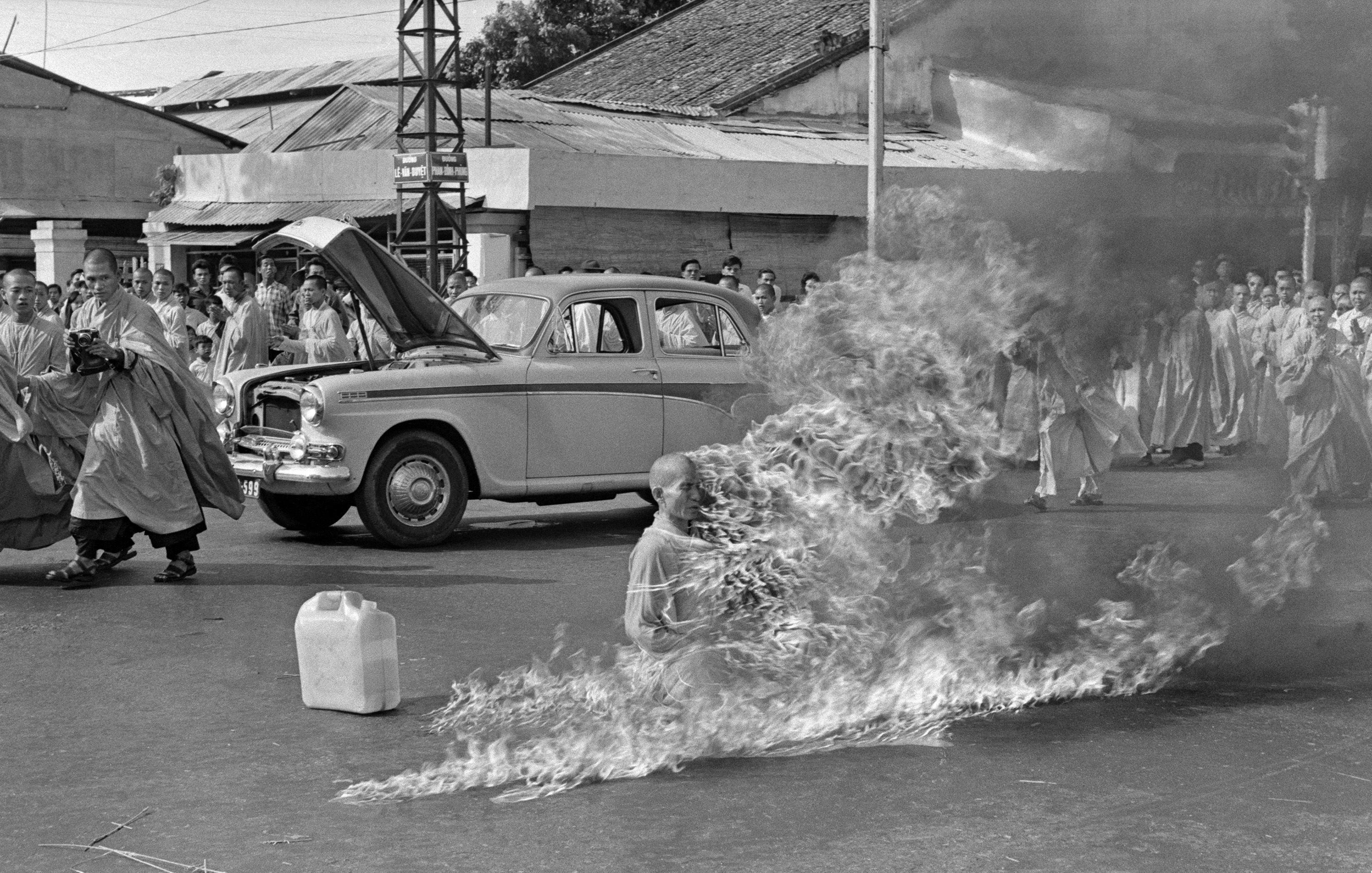
La fotografia del giornalista Malcolm Browne che testimonia l'auto-immolazione del monaco buddhista Thích Quảng Đức l'11 di giugno del 1963; una foto del tutto simile vincerà poco dopo la World Press Photo of the Year

Le misure repressive che ne derivarono accrebbero le aspettative di un colpo di Stato con l'intento di rimuovere Diem (e possibilmente anche il fratello, suo primo consigliere ed eminenza grigia del regime). A Lodge venne richiesto di consigliare a entrambi di dimettersi immediatamente da tutte le loro funzioni e lasciare il paese: Diem però non accolse tali proposte.
Seguì il Cable 243 del 24 di agosto in cui si dichiarava che l'amministrazione non avrebbe più in alcun modo tollerato le azioni di Nhu e venne ordinato a Lodge di fare pressioni su Diem perché destituisse il fratello; se solo si fosse rifiutato gli americani avrebbero trovato il modo di sostituirlo con una leadership alternativa. Lodge disse che l'unica opzione praticabile era quella d'indurre i generali sudvietnamiti a rovesciare entrambi i fratelli, così come previsto fin dal piano iniziale.
Alla fine della settimana Kennedy apprese da Lodge che il governo di Diem avrebbe sempre potuto, anche a causa dell'assistenza francese data a Nhu, trattare in segreto con i comunisti e chiedere perfino agli americani di andarsene. Contemporaneamente furono inviati ordini per togliere di mezzo tutti coloro che si erano scopertamente compromessi nel tentativo di colpo di Stato. Allo stesso tempo i primi sentimenti formali contro la guerra cominciarono a essere espressi ad alta voce dal clero statunitense del "Ministers' Vietnam Committee".
Indicativa fu una riunione di gabinetto tenutasi a settembre in cui si ebbero diverse valutazioni sulla situazione in corso; il presidente ricevette rapporti aggiornati a seguito d'ispezioni personali sul campo (missione Krulak–Mendenhall) da parte del Dipartimento della Difesa (con il generale Victor Harold Krulak) e del Dipartimento di Stato (con Joseph Abraham Mendenhall).
Krulak dichiarò che la lotta militare contro i comunisti stava progredendo e avrebbe potuto essere vinta, mentre Mendenhall disse che il paese era stato oramai perduto civilmente da una qualsivoglia influenza americana. Kennedy reagì chiedendo: "avete fatto visita a due signori differenti nello stesso paese?" Il presidente non era a conoscenza del fatto che i due uomini fossero talmente in contrasto tra di loro da non essersi rivolti il minimo cenno per tutto il viaggio di ritorno.
In ottobre il presidente diede al Segretario della Difesa Robert McNamara e il generale Maxwell Taylor il compito di eseguire una missione nelle zone delle operazioni nell'ennesimo tentativo di sincronizzare l'informazione sul campo e la formulazione di una politica più efficiente. L'obiettivo fu quello "di sottolineare l'importanza di arrivare fino in fondo alla questione inerente alle differenze nei rapporti dei rappresentanti statunitensi in Vietnam".
Negli incontri svoltisi con McNamara, Taylor e Lodge Diem rifiutò nuovamente di accettare le misure di cambio alla guida del governo provenienti con insistenza dagli Stati Uniti; ciò aiutò a dissipare definitivamente il precedente ottimismo di McNamara nei riguardi del dittatore vietnamita. Gli alti funzionari statunitensi furono anche illuminati dal Vicepresidente Nguyễn Ngọc Thơ (scelto da molti per succedere a Diem in caso di colpo di Stato) il quale in termini dettagliati cancellò le precedenti informazioni raccolte da Taylor sul fatto che i militari stessero avendo un qualche successo al fronte.
Su insistenza di Kennedy il rapporto sulla missione contenne anche un programma raccomandato per l'eventuale ritiro delle truppe USA: 1.000 già entro la fine dell'anno con il suo completamento entro il 1965; proposito questo che il Consiglio per la Sicurezza Nazionale considerò tutt'al più una "fantasia strategica". Il rapporto finale dichiarò invero che i militari stessero facendo progressi significativi, che il governo sempre più impopolare guidato da Diem non era vulnerabile a un colpo di mano e infine che l'assassinio degli stessi Diem e Nhu era quantomeno una possibilità di cui tenere seriamente conto.
Verso la fine di ottobre le relazioni dell'intelligence riportarono ancora una volta che un tentativo di colpo di Stato era in fase di attuazione. La fonte, il generale vietnamita Dương Văn Minh (noto anche come "Big Minh"), desiderava conoscere la posizione americana al riguardo. Kennedy ordinò a Lodge di offrire assistenza tramite i servizi segreti al colpo di Stato, escludendovi però la possibilità di assassinio di Diem, e inoltre di garantire sul non coinvolgimento ufficiale statunitense oltre che a negare qualsivoglia responsabilità.
Poco più tardi, quando il colpo di Stato sembrò diventare sempre più imminente, il presidente ordinò che tutte le informazioni in arrivo venissero instradate subito verso di lui. Una politica di "controllo e taglio" verrà allora avviata per assicurarsi il completo controllo sulle risposte di Kennedy, tagliandolo di fatto fuori dalle maggiori comunicazioni diplomatico-militari.

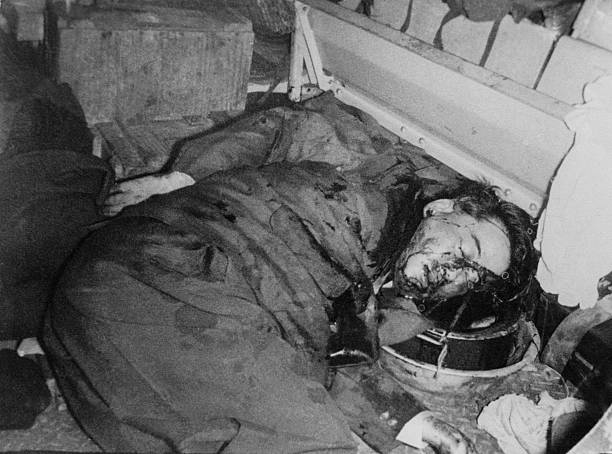
Il corpo senza vita di Ngô Đình Diệm con le braccia legate dietro la schiena. Sarà inizialmente fatto diramare il dispaccio secondo cui lui e il fratello Ngô Đình Nhu si fossero invece suicidati.

Il 1° di novembre i generali sudvietnamiti guidati da "Big Minh" rovesciarono il governo Diem, prima arrestandolo e poi uccidendolo assieme al fratello Nhu. Il presidente rimarrà scioccato da quelle morti. In seguito Kennedy giungerà a scoprire che Minh aveva chiesto all'ufficio sul campo della CIA di assicurare un passaggio sicuro fuori dal paese per Diem e Nhu, ma che gli fu risposto che erano necessarie almeno 24 ore per potersi procurare un aereo: Minh risponderà che non poteva riuscire a tenerli sotto custodia in totale sicurezza per un tempo così lungo.
La notizia inizialmente portò a un rinnovarsi della fiducia - sia in America sia nel Sud vietnamita - sul fatto che la guerra avrebbe ancora potuto essere vinta. Il consigliere per la sicurezza nazionale McGeorge Bundy redasse un memoriale d'azione sulla sicurezza nazionale da presentare al presidente non appena questi avesse fatto ritorno dalla sua visita ufficiale a Dallas, programmata per il 22 di novembre. Esso ribadiva la convinzione di combattere per spazzare via il comunismo dal territorio vietnamita, con un aumento consistente degli aiuti militari ed economici e la contemporanea espansione delle operazioni in Laos e nella Cambogia.
Prima di partire per Dallas Kennedy disse a Michael Vincent Forrestal, collaboratore di Bundy, che "dopo il primo dell'anno... [voleva] uno studio approfondito di ogni possibile opzione, inclusa una ricerca su come uscirne... per rivedere tutta la questione dal basso verso l'alto". Alla domanda su cosa pensasse e come intendesse procedere il presidente Forrestal risponderà: "è stata la causa dell'avvocato del diavolo".
Gli storici non si trovano d'accordo sul fatto che la guerra del Vietnam si sarebbe o meno intensificata se Kennedy fosse sopravvissuto per poter essere riconfermato alle elezioni presidenziali del 1964. Ad alimentare il dibattito ci sono le dichiarazioni dell'ex segretario McNamara nel documentario intitolato The Fog of War - La guerra secondo Robert McNamara; il presidente stava seriamente considerando l'ipotesi di procedere ad un ritiro unilaterale subito dopo la tornata elettorale.
Il film contiene anche una registrazione su nastro di Lyndon B. Johnson la quale afferma che Kennedy stesse progettando di ritirarsi, una posizione che trovava il Vicepresidente in forte disaccordo. L'11 di ottobre aveva firmato il "National Security Action Memorandum (NSAM) 263", che stabiliva il ritiro dei primi 1.000 militari entro la fine dell'anno; tale azione sarebbe stata un'inversione decisiva di politica e dimostra che il presidente si stesse muovendo in una direzione meno aggressiva dopo il suo acclamato discorso sulla pace mondiale pronunciato il 10 di giugno all'American University.
Quando nel 1964 fu chiesto a Robert Kennedy cosa avrebbe fatto il fratello se i vietnamiti del Sud si fossero venuti a trovare sull'orlo della sconfitta egli replicò: "avremmo dovuto affrontare la situazione non appena ci si fossimo arrivati". Al momento della morte del presidente nessuna decisione politica finale era ancora stata presa. Nel 2008 il giurista Ted Sorensen ha scritto: "mi piacerebbe credere che Kennedy avrebbe trovato un modo per ritirare tutti gli istruttori e i consulenti americani [dal Vietnam], ma anche da qualcuno che conosceva JFK così bene come me non può esserne certo del tutto, perché non credo che nelle sue ultime settimane abbia saputo lui stesso che cosa sarebbe stato meglio fare".
Sorensen ha anche aggiunto che secondo lui la questione vietnamita era l'unico problema di politica estera che JFK avesse lasciato al suo successore non in meglio, e forse possibilmente in peggio, più di quanto non fosse quando l'aveva ereditato. Il coinvolgimento degli Stati Uniti nella regione s'intensificherà fino a quando la presidenza di Lyndon B. Johnson non sceglierà di schierare direttamente sul campo massicce forze militari per combattere la guerra del Vietnam la quale terminerà con la totale disfatta solo nell'aprile del 1975, dopo essersi trascinata per oltre 12 anni con ingenti costi di vite umane su entrambi i fronti.
Il 26 di novembre, appena 4 giorni dopo la morte di Kennedy, il neo-presidente Johnson farà approvare il "NSAM 273", con l'annullamento della decisione di un primo parziale ritiro dei 1.000 soldati e riaffermando con forza la politica di assistenza militare nei confronti del Vietnam del Sud.
Nel frattempo inizierà a farsi strada sempre più l'ipotesi complottista nei riguardi dell'assassinio di John Fitzgerald Kennedy con una ridda di voci, prove e controprove l'una contro l'altra schierate. La commissione Warren parve dare la risposta ufficiale finale, ma questo non impedirà il continuo propagarsi dell'idea controversa del complotto progettato a tavolino.

### Siamo tutti berlinesi
(JFK.)
Nel 1963 il territorio tedesco stava subendo un periodo di particolare vulnerabilità a causa della politica aggressiva sovietica a Est e dell'imminente ritiro del cancelliere federale della Germania Konrad Adenauer. Allo stesso tempo il presidente della Repubblica francese Charles de Gaulle stava cercando di costruire un contrappeso franco-tedesco occidentale da contrapporre alle sfere d'influenza sia americane che sovietiche. Agli occhi di Kennedy una tale cooperazione tra francesi e tedeschi sembrò chiaramente diretta contro l'influenza della NATO nell'Europa occidentale e nell'Europa meridionale.

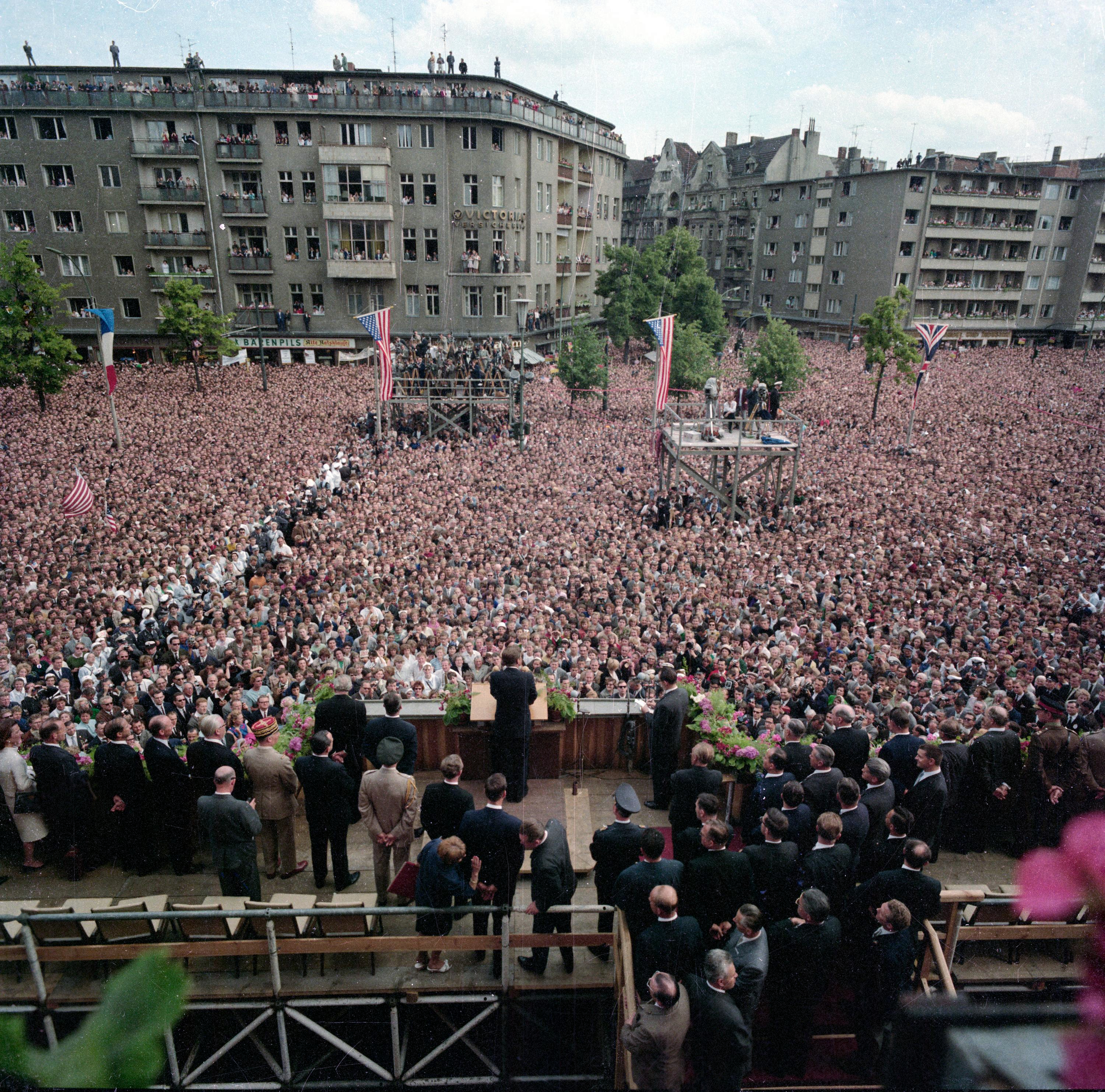
La folla berlinese raccolta per assistere al discorso del presidente

Il 26 di giugno il presidente terrà un discorso pubblico a Berlino Ovest, ribadendo sostanzialmente l'impegno americano nei confronti della Germania Ovest e criticando con asprezza il comunismo; sarà accolto dalla risposta entusiastica e quasi estatica di un vasto quanto eterogeneo pubblico: almeno 1 milione di persone si troveranno presenti all'avvenimento.
I 3/5 della città si presentarono ad accoglierlo: "applaudendo, salutando e gridando come se si fosse trattato della Seconda venuta di Cristo, scandendo Ken-ne-dy, Ken-ne-dy". Il presidente elogerà i berlinesi dell'Ovest per aver rifiutato qualsiasi intimidazione costituita dal muro che spaccava in due la loro città e utilizzerà il tema della sua costruzione, avvenuta due anni addietro, come l'esempio lampante dei fallimenti dell'ideologia comunista.
Dirà: "la libertà può incontrare molte difficoltà e la democrazia non è un sistema perfetto, ma noi non abbiamo mai dovuto innalzare un muro contro il nostro stesso popolo, per impedirgli di andarsene, per evitare ch'esso ci lasciasse".
Il discorso viene ricordato soprattutto per la potente frase carica di risvolti idealistici: "Ich bin ein Berliner" ("Io sono un cittadino di Berlino"). Kennedy, sopraffatto dalla reazione della folla, in seguito così commenterà rivolto a Ted Sorensen: "non avremo mai più un giorno come questo fino a che vivremo".
In seguito il suo messaggio di fondo sulle popolazioni prigioniere che vivevano oppresse sotto il dominio dittatoriale comunista e il loro diritto all'autodeterminazione avrebbe contribuito a dare i suoi primi frutti con la primavera di Praga del 1968, nel movimento polacco di Solidarność dei primi anni 1980 e col discorso pronunciato di fronte alla porta di Brandeburgo da Ronald Reagan nel 1987, con il suo passaggio memorabile "Mr. Michail Gorbačëv, Tear down this wall!"

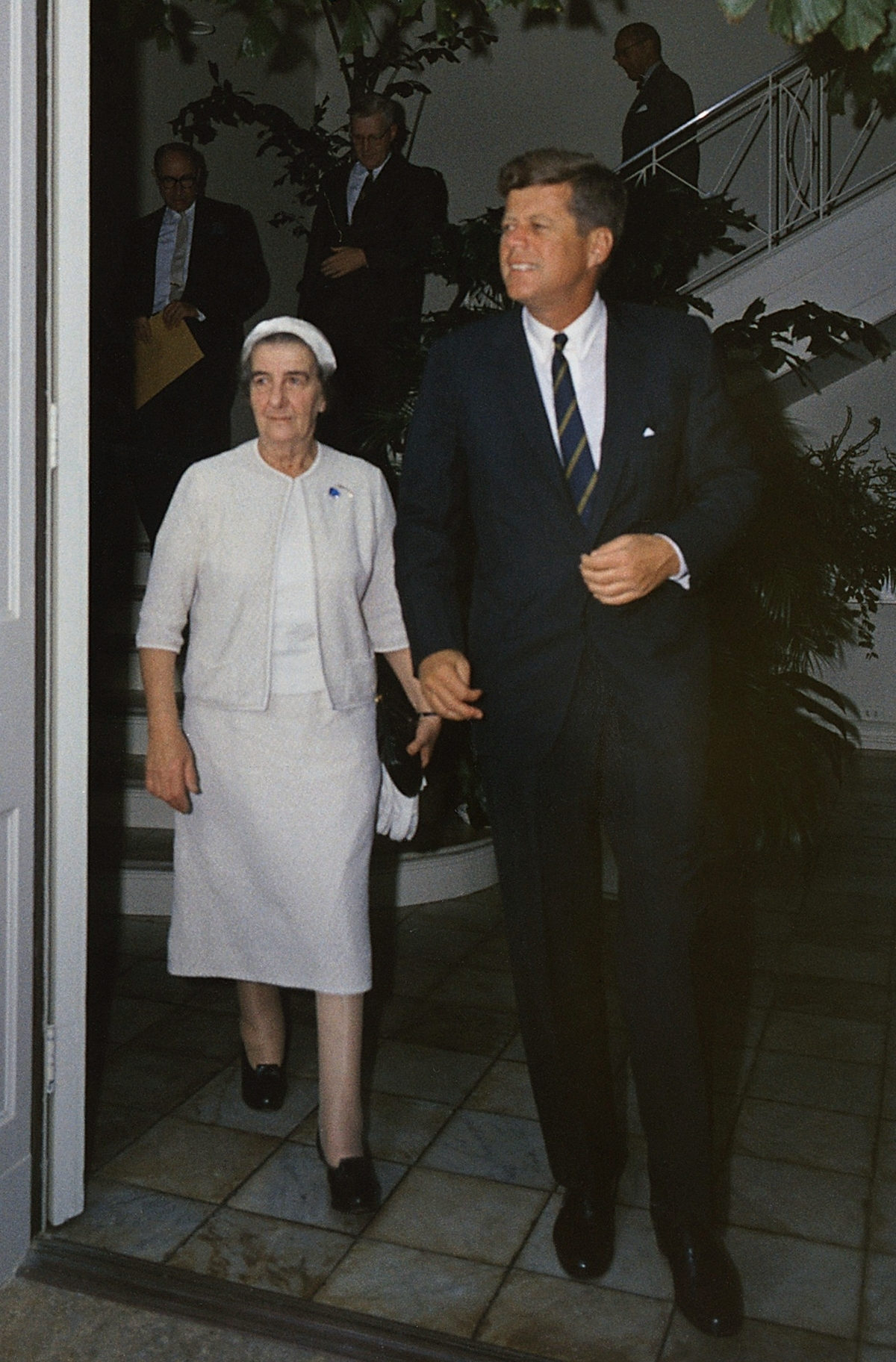
Il ministro degli Esteri israeliano Golda Meir assieme al presidente il 27 dicembre del 1962

### Israele
Già nel 1960 Kennedy ebbe a dichiarare: "Lo Stato di Israele sopravviverà e avrà la sua giusta prosperità perché esso è figlio della speranza e la dimora dei coraggiosi, non potrà mai essere spezzato dalle avversità né tantomeno demoralizzato dall'insuccesso; indossa lo scudo della democrazia e porta con sé la spada della libertà".
Successivamente in qualità di presidente iniziò la creazione di stretti legami nel campo della sicurezza ed è accreditato come il fondatore delle relazioni militari tra Israele e Stati Uniti d'America (che sarebbero poi proseguite con costanza sotto i successivi presidenti). Kennedy porrà fine all'embargo sulle armi che le precedenti amministrazioni della presidenza di Dwight D. Eisenhower e della presidenza di Harry S. Truman gli avevano imposto. Descrivendo la protezione d'Israele innanzitutto come un impegno morale e nazionale fu il primo a introdurre il concetto di "relazione speciale" (così come la descrisse Golda Meir) esistente tra i due paesi.

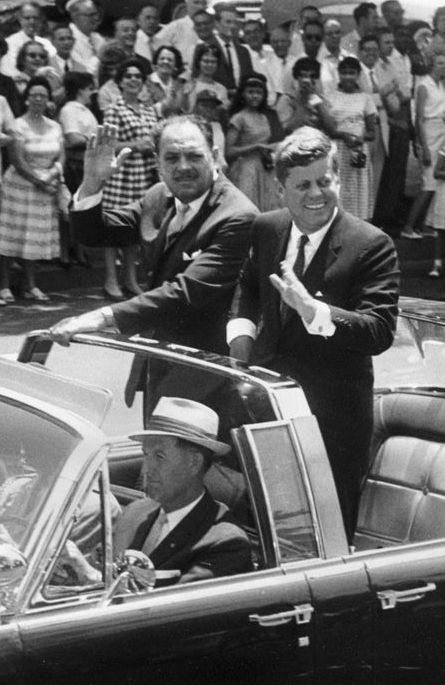
Il 2° dei presidenti del Pakistan Ayyub Khan assieme a JFK a Washington l'11 luglio del 1961

Il presidente estese le prime garanzie formali di sicurezza nei confronti di Israele nel 1962 e, a partire dall'anno seguente, è stato il primo presidente statunitense a consentire la vendita a Israele di armi avanzate americane (come il Raytheon MIM-23 Hawk) oltre a fornire il necessario supporto diplomatico alle sue politiche che si trovavano violentemente contrastate dai vicini paesi arabi, per esempio il progetto idrico sul fiume Giordano.
Ma nel quadro di questa nuova alleanza Kennedy ha anche dovuto affrontare delle tensioni nei riguardi della produzione di materiali nucleari attivata a Dimona, in quanto riteneva che avrebbe potuto scatenare una vera e propria corsa agli armamenti atomici in tutto il Medio Oriente. Dopo che l'esistenza di una centrale nucleare venne inizialmente negata dai funzionari d'Israele David Ben Gurion dichiarerà in un suo discorso pronunziato alla Knesset il 21 dicembre del 1960 che lo scopo della centrale di Be'er Sheva era la ricerca per risolvere i problemi relativi all'aridità del suolo e della flora e fauna del deserto.
Quando lo stesso Ben Gurion s'incontrerà col neopresidente a New York sosterrà che Dimona era stata sviluppata per fornire energia nucleare atta alla dissalazione e ad altri scopi pacifici, sottolineando "per il momento".
Dopo che Kennedy gli scrisse di essere scettico al riguardo e dichiarò, in una lettera inviata nel maggio del 1963, che il sostegno americano a Israele poteva essere messo in pericolo se non fossero state rese disponibili informazioni attendibili sul programma nucleare israeliano Ben-Gurion non fece altro che ripetere le precedenti rassicurazioni sul fatto che Dimona era stata sviluppata per scopi essenzialmente pacifici. Il governo israeliano resisterà alle pressioni americane che tentarono di far aprire i suoi impianti nucleari alle ispezioni dell'Agenzia internazionale per l'energia atomica (AIEA).
Nel 1962 i due governi avevano concordato un regime d'ispezioni annuali; ma un addetto scientifico presso l'ambasciata a Tel Aviv concluderà il suo rapporto di studio asserendo che alcune parti della struttura di Dimona erano state temporaneamente fatte chiudere per ingannare gli scienziati americani durante la loro visita.
Secondo l'esperto di giornalismo investigativo Seymour Hersh gli israeliani allestirono false sale di controllo da mostrare agli alleati. L'esponente della lobby israeliana negli Stati Uniti Abe Feinberg dichiarerà che "ho fatto parte del lavoro di mascheramento subito dopo che Kennedy cominciò a insistere nel far effettuare un'ispezione". Hersh sostiene che i controlli furono condotti in modo tale "da garantire che l'intera procedura potesse essere poco di più di un incontro di facciata, come il presidente e i suoi consulenti maggiori dovevano capire: il gruppo di ispettori americano avrebbe dovuto programmare le sue visite con largo anticipo e con la completa disponibilità superficiale di Israele".
Il professore di scienza politica Marc Trachtenberg ha sostenuto che "sebbene ben consapevole di ciò che stavano facendo gli israeliani Kennedy scelse lo stesso di considerare queste ispezioni come una prova soddisfacente del rispetto da parte loro della politica di non proliferazione". L'americano che guidò il gruppo di controllo dichiarò che l'obiettivo essenziale delle ispezioni era quello trovare "dei modi per non arrivare al punto di agire contro il programma israeliano per l'acquisizione di armi nucleari".
Il diplomatico Rodger Paul Davis, direttore del Bureau of Near Eastern Affairs del dipartimento di Stato nel marzo del 1965 concluderà che Israele stesse sviluppando un armamento atomico; riferirà inoltre che la data prevista per il suo raggiungimento di una capillare capacità nucleare era il biennio 1968-1969.
Il 1º maggio del 1968 il sottosegretario di Stato Nicholas deBelleville Katzenbach avvisò il presidente Lyndon B. Johnson che Dimona stava producendo abbastanza plutonio per produrre almeno due bombe all'anno. Il dipartimento di Stato sostenne che se Israele voleva le armi avrebbe dovuto preventivamente accettare la supervisione internazionale del proprio programma nucleare.
Dimona non verrà mai sottoposta alla supervisione dell'AIEA. I tentativi volti a favorire l'adesione israeliana al Trattato di non proliferazione nucleare in cambio di contratti per la fornitura di armi statunitensi continueranno ancora per tutto il 1968.

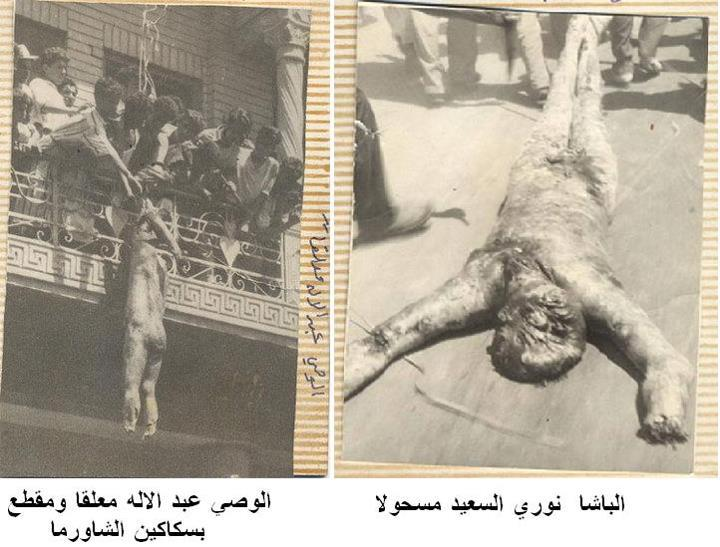
I cadaveri mutilati del principe Abd al-Ilah ibn Ali al-Hashimi (a sinistra) e dell'ex primo ministro Nuri al-Sa'id (a destra) trascinati nelle piazze dalla folla giubilante

### Iraq
Le relazioni bilaterali tra Stati Uniti e Iraq avevano cominciato a diventare sempre più tese a seguito del rovesciamento della monarchia avvenuta il 14 luglio del 1958 (detta "rivoluzione del 14 luglio"); la sollevazione condusse alla formazione di un governo repubblicano sotto la guida di Abd al-Karim Qasim. L'ex Re dell'Iraq Faysal II d'Iraq appartenente alla famiglia degli Hashemiti, il principe Abd al-Ilah ibn Ali al-Hashimi e il primo ministro dell'Iraq Nuri al-Sa'id finiranno trucidati e fatti a pezzi dai rivoltosi. Come 1º presidente dell'Iraq verrà nominato Muhammad Najib al-Ruba'i.
Il 25 giugno del 1961 Qasim fece mobilitare le truppe lungo il confine con il Kuwait, dichiarando che quest'ultima nazione era "una parte indivisibile dell'Iraq"; il fatto causò una "crisi del Kuwait", seppur di breve durata. Gli inglesi, che avevano appena concesso l'indipendenza all'emirato (il 19 di giugno) e la cui intera economia nazionale risultava essere fortemente dipendente dal suo petrolio rispose il 1° di luglio mandando 5.000 soldati nell'intento di scoraggiare un'eventuale invasione.

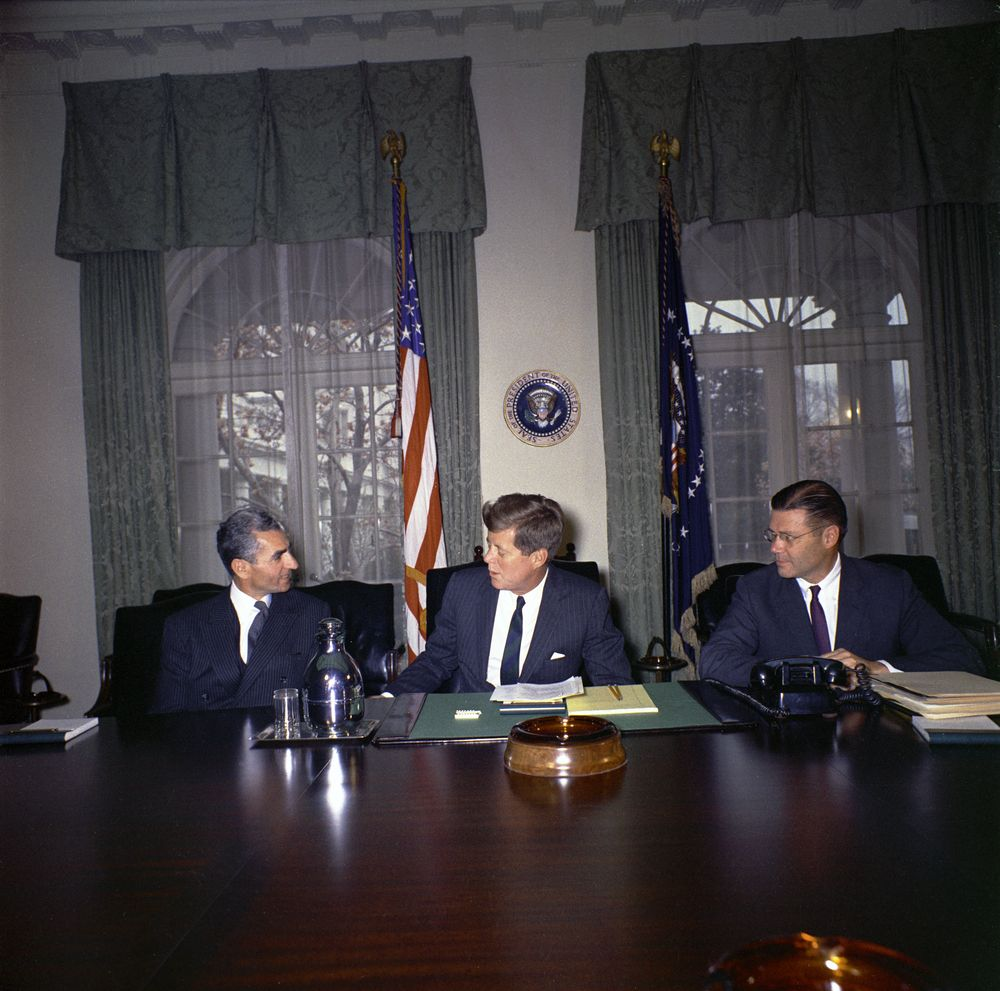
Lo Scià Mohammad Reza Pahlavi, il presidente e il Segretario della Difesa Robert McNamara nella "stanza di Gabinetto" alla Casa Bianca (13 aprile del 1962)

Allo stesso tempo Kennedy invierà una task force dell'United States Navy nel Bahrein e il Regno Unito (su espressa richiesta dell'amministrazione presidenziale) portò la disputa all'attenzione del Consiglio di sicurezza delle Nazioni Unite, ove però la proposta di una risoluzione ONU di esplicita condanna verrà bloccata dal veto russo. La situazione esplosiva sembrerà risolversi verso ottobre, quando le truppe britanniche furono ritirate per essere rimpiazzate da una forza di 4.000 uomini appartenenti alla Lega araba.
A dicembre il governo militare di Qasim approverà la legge pubblica 80, che limitò fortemente le concessioni di proprietà dell'Iraq Petroleum Company (IPC) da parte delle holding britannico-statunitensi; tali restrizioni si riferirono alle zone dove veniva estratta la maggior quantità di greggio, espropriando nella pratica il 99,5% di tutte le concessioni offerte precedentemente dall'IPC. I più importanti funzionari americani rimasero molto allarmati dall'esproprio oltre che dal recente veto sovietico; l'Egitto ne sponsorizzò un'altra che richiedeva l'immediata ammissione del Kuwait in qualità di Stato sovrano come membro dell'Assemblea Generalle, ritenendola una questione strettamente collegata.
L'assistente del consigliere per la sicurezza nazionale Robert Komer temette che se all'IPC fosse stata interrotta la produzione come ritorsione Qasim avrebbe sempre potuto "afferrare il Kuwait" (ottenendo così il risultato di una"stretta mortale" sulla produzione petrolifera dell'intero Medio Oriente) o tutt'al più gettarsi nelle mani dei russi finanziatori di armi. Komer prese anche atto delle voci diffuse sul fatto che un eventuale colpo di Stato nazionalista contro Qasim avrebbe potuto essere imminente; l'evento potenzialmente "ricondurrebbe l'Iraq su una china più specificamente neutrale".
Nell'aprile del 1962 il Dipartimento di Stato fece emanare nuove linee guida sull'Iraq che intendevano aumentare l'influenza americana su quel paese. Nel frattempo Kennedy istruirà la CIA sotto la direzione di Archibald Bulloch Roosevelt, Jr. d'avviare i preparativi per attivare un colpo di Stato contro il dittatore iracheno.

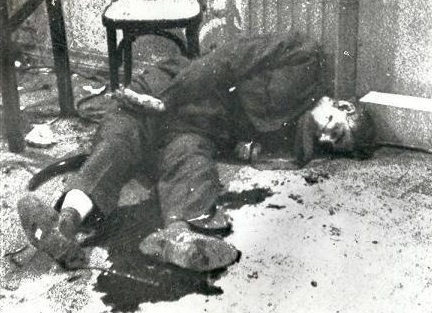
Il corpo senza vita di Abd al-Karim Qasim

Il Partito Ba'th, esplicitamente contrario sia all'imperialismo di marca occidentale sia al comunismo orientale rovescerà e farà giustiziare Qasim a seguito di un colpo di mano violento effettuato l'8 febbraio del 1963 (la cosiddetta "Rivoluzione del Ramadan"); il potere passerà così nelle mani di Abd al-Salam Arif.
Mentre al tempo si diffusero voci insistenti secondo le quali la CIA avrebbe orchestrato e pianificato l'intera operazione i documenti desecretati/declassificati e le testimonianze addotte di ex ufficiali del servizio d'intelligence paiono indicare che invece non vi fu alcun coinvolgimento diretto americano, sebbene l'agenzia avesse cercato attivamente fin dall'inizio un sostituto adatto per Qasim all'interno dell'esercito iracheno e fosse già stata informata di un precedente piano di colpo di Stato baathista.
L'amministrazione Kennedy si dichiarò soddisfatta del risultato conseguito e alla fine approvò la stipulazione di un accordo da 55 milioni di dollari con l'Iraq. Uno dei giovani ufficiali militari del Partito Ba'ath che non mancarono di distinguersi in quella prima metà degli anni 1960 si chiamava Saddam Hussein.

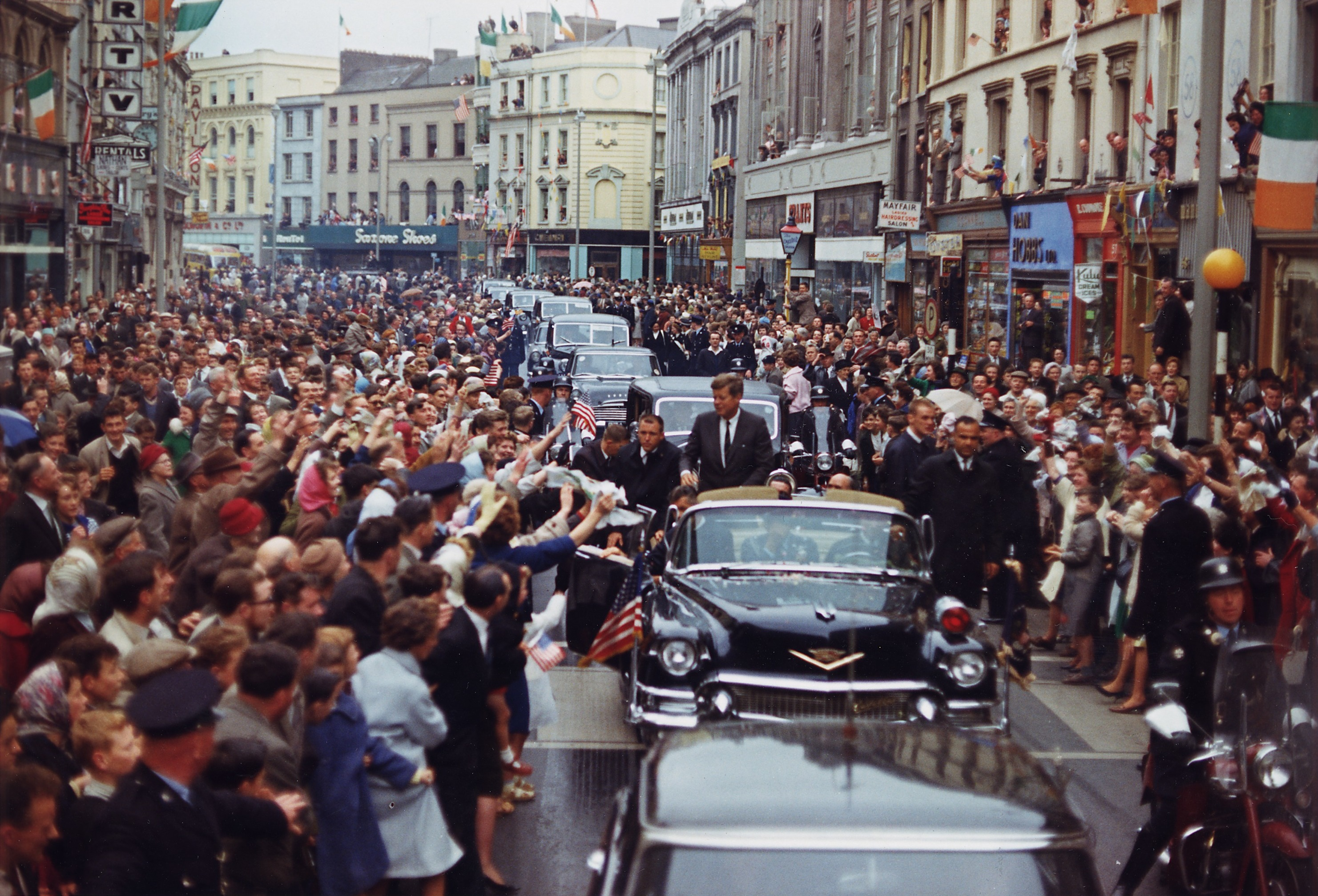
Il presidente in Patrick Street a Cork nel corso del suo viaggio in Irlanda il 28 giugno del 1963

### Irlanda
Durante la sua visita di quattro giorni nella patria ancestrale d'Irlanda nel giugno 1963 (Kennedy era un irlandese americano) il presidente accettò di ricevere uno stemma genealogico dal capo araldo della nazione e ricevette una laurea honoris causa sia dalla National University of Ireland sia dal Trinity College di Dublino. Diventerà inoltre il primo leader straniero a rivolgersi ufficialmente all'Oireachtas (il parlamento irlandese).

### Viaggi internazionali

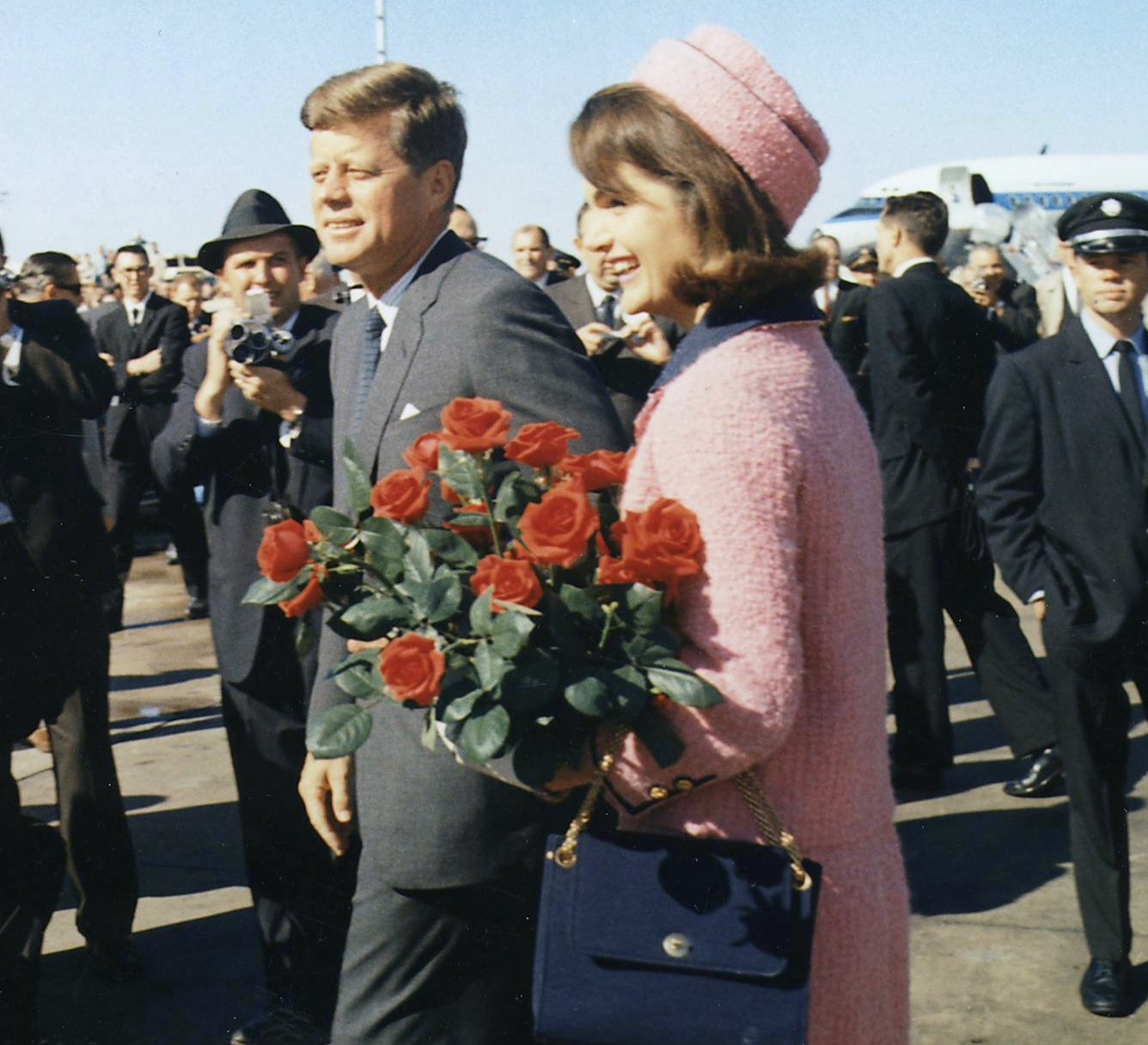
Arrivo di presidente e consorte a Dallas alle 11:45 del 22 novembre del 1963 (foto di Cecil William Stoughton)

Kennedy fece otto viaggi internazionali durante la sua presidenza.

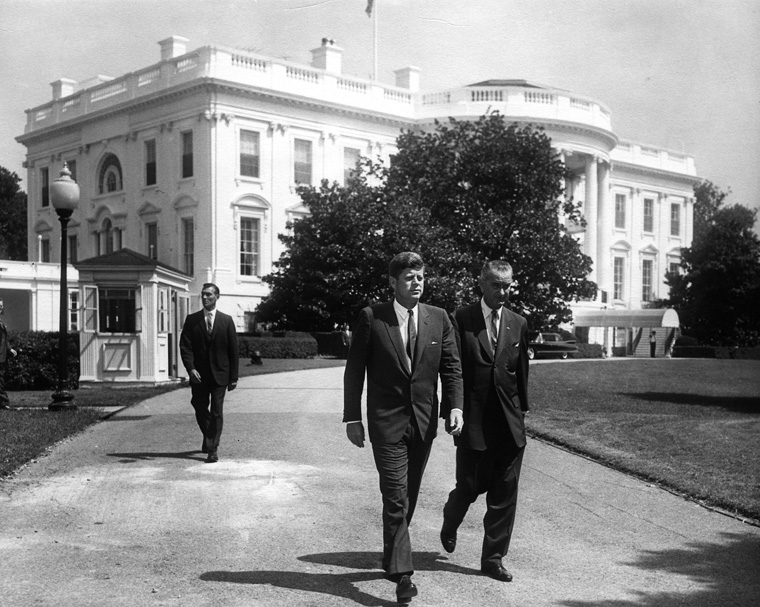
Il presidente e il suo vice nei giardini della Casa Bianca

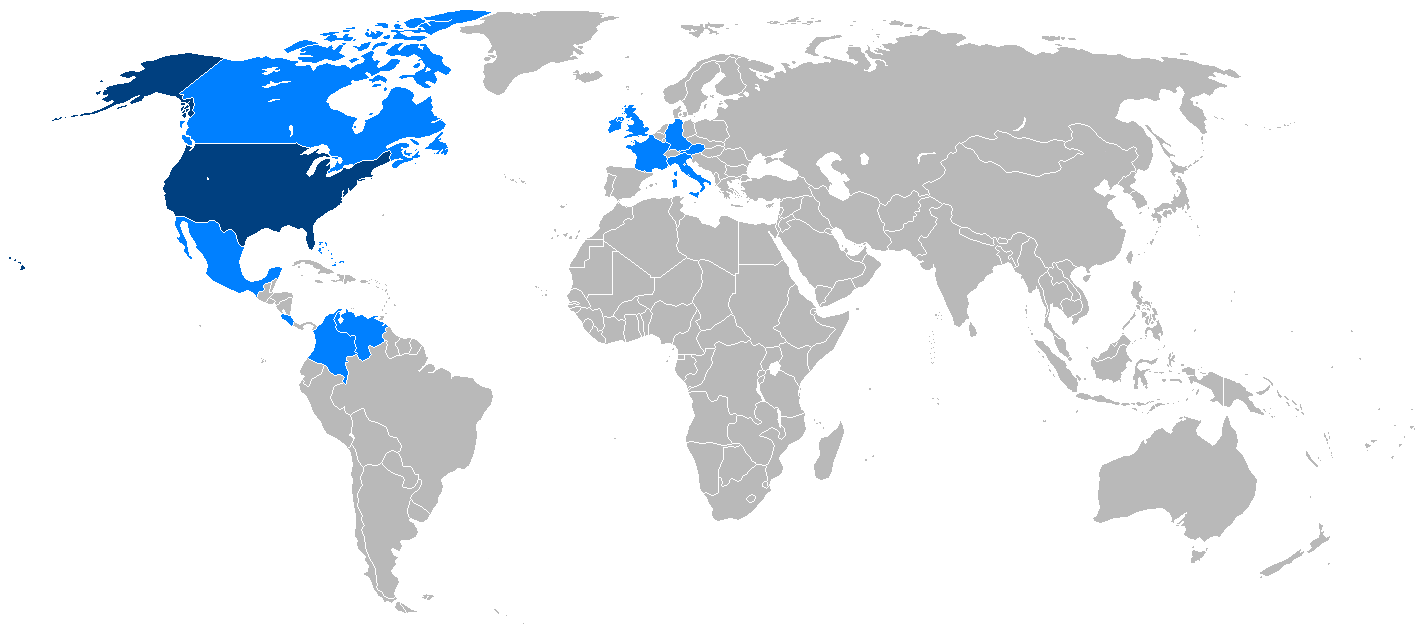
I paesi visitati dal presidente Kennedy nel corso della sua presidenza

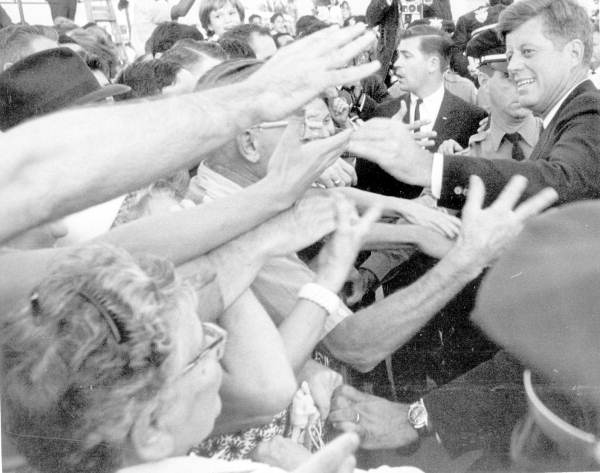
Il presidente a Miami il 18 novembre del 1963

|   | Date                      | Stato              | Luoghi                                         | Dettagli |
| - | ------------------------- | ------------------ | ---------------------------------------------- | --- |
| 1 | 16-18 maggio 1961         | Canada             | Ottawa                                         | Visita di Stato. Incontro con il Governatore Generale Georges Vanier e il Primo Ministro John Diefenbaker e discorso al Parlamento del Canada.    |
| 2 | 31 maggio - 3 giugno 1961 | Francia            | Parigi                                         | Visita di Stato e incontro con il Presidente della Repubblica Charles de Gaulle.                                                                  |
| 2 | 3-4 giugno 1961           | Austria            | Vienna                                         | Incontro con il Presidente dell'Austria Adolf Schärf. Vertice di Vienna e colloqui con il segretario generale del PCUS Nikita Sergeevič Chruščёv. |
| 2 | 4-5 giugno 1961           | Regno Unito        | Londra                                         | Visita privata. Incontro con la Regina britannica Elisabetta II del Regno Unito e il Primo Ministro britannico Harold Macmillan.                  |
| 3 | 16-17 dicembre 1961       | Venezuela          | Caracas                                        | Incontro con il Presidente del Venezuela Rómulo Betancourt.                                                                                       |
| 3 | 17 dicembre 1961          | Colombia           | Bogotà                                         | Incontro con il Presidente della Colombia Alberto Lleras Camargo.                                                                                 |
| 4 | 21-22 dicembre 1961       | Bermuda            | Hamilton                                       | Incontro con il Primo Ministro britannico Harold Macmillan.                                                                                       |
| 5 | 29 giugno - 1 luglio 1962 | Messico            | Città del Messico                              | Visita di Stato. Incontro con il Presidente del Messico Adolfo López Mateos.                                                                      |
| 6 | 18-21 dicembre 1962       | Bahamas            | Nassau                                         | Accordo di Nassau e conferenza con il Primo Ministro britannico Harold Macmillan.                                                                 |
| 7 | 18-20 marzo 1963          | Costa Rica         | San José                                       | Partecipazione alla Conferenza dei Presidenti delle Repubbliche dell'America centrale.                                                            |
| 8 | 23-25 giugno 1963         | Germania Ovest     | Bonn, Colonia, Francoforte sul Meno, Wiesbaden | Incontro con il Cancelliere della Germania Federale Konrad Adenauer e altri funzionari.                                                           |
| 8 | 26 giugno 1963            | Germania Ovest     | Berlino Ovest                                  | Discorso pubblico Ich bin ein Berliner. |
| 8 | 26-29 giugno 1963         | Irlanda            | Dublino, Wexford, Cork, Galway, Limerick       | Visita alla casa degli antenati. e discorso ufficiale all'Oireachtas.                                                                             |
| 8 | 29-30 giugno 1963         | Regno Unito        | Birch Grove                                    | Visita informale col Primo Ministro britannico Harold Macmillan nella sua abitazione privata.                                                     |
| 8 | 1-2 luglio 1963           | Italia             | Roma, Napoli                                   | Incontro con il Presidente della Repubblica italiana Antonio Segni e funzionari italiani e della NATO.                                            |
| 8 | 2 luglio 1963             | Città del Vaticano | Palazzo Apostolico                             | Udienza con il neoeletto Papa Paolo VI. |

## Dallas, 22 novembre
(JFK alla moglie, 22 novembre.)
Il presidente venne assassinato a Dallas alle 12:30 di venerdì 22 novembre durante un viaggio politico effettuato nel Texas il cui obiettivo primario era quello di risolvere gli attriti interni al Partito Democratico sorti tra i Liberal Ralph Yarborough e Donald Howard Yarborough (non parenti) e il Conservatore governatore del Texas John Connally.

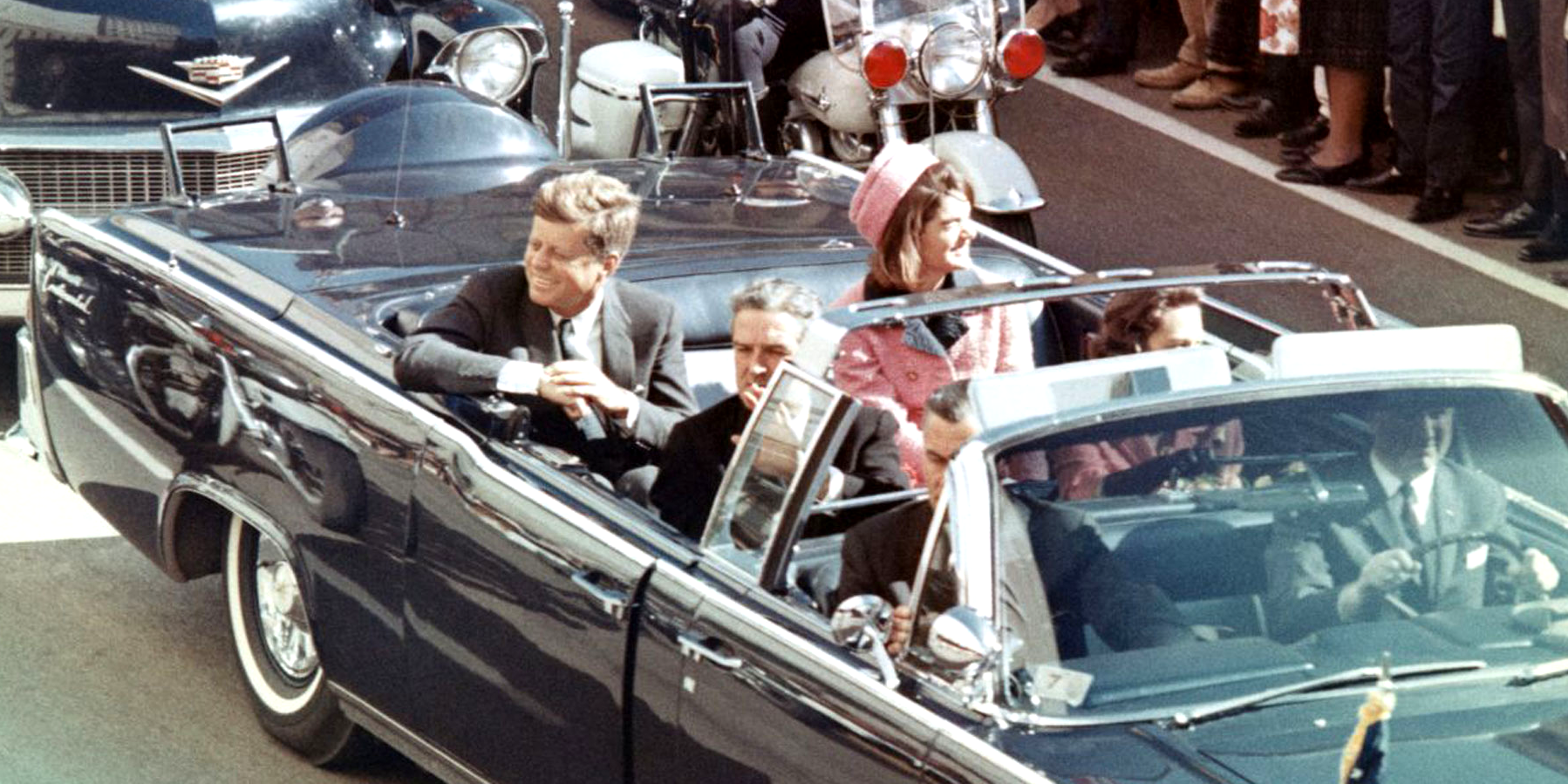
Il presidente non si alzerà più dalla limousine Lincoln decappottabile

Il percorso del corteo presidenziale a bordo di una Lincoln decappottabile attraversò il centro cittadino fino a quando non spararono al presidente una volta alle spalle (col proiettile che uscirà dalla gola) e una terza - dopo una seconda andata a vuoto - alla testa. Kennedy verrà condotto d'urgenza al Parkland Memorial Hospital, ma sarà dichiarato morto alle 13; ad appena 46 anni è il più giovane presidente deceduto della storia americana. La scena della tragedia verrà filmata dal cineoperatore amatoriale Abraham Zapruder.

Lee Harvey Oswald, un addetto alle ordinazioni presso il Texas School Book Depository dal quale si sospettò immediatamente che i colpi fossero stati esplosi, fu arrestato inizialmente per l'omicidio dell'ufficiale di polizia J. D. Tippit e solo successivamente accusato dell'assassinio del presidente; egli però negò di aver mai sparato contro qualcuno, sostenendo invece di essere un "patsy" (una persona che viene sfruttata, specialmente se viene truffata o incolpata di qualcosa).
Oswald sarà a sua volta ucciso da Jack Ruby a colpi di pistola due giorni dopo, mentre stava per essere trasferito e prima che potesse essere processato. Ruby fu arrestato e condannato per il suo omicidio. Sporgerà richiesta di appello e avrà successo riuscendo a ottenere l'assenso per la commutazione della pena di morte nell'ergastolo; morirà di neoplasia il 3 gennaio del 1967, mentre stava per essere fissata la data per il suo nuovo processo.

Secondo lo storico e biografo presidenziale Robert Dalleck questa morte violenta "traumatizzò il paese più di qualsiasi altro evento mai verificatosi dopo l'attacco di Pearl Harbor e suscitò un'ondata di dolore superiore a quella provocata dall'assassinio di Abraham Lincoln e dall'assassinio di William McKinley o dall'improvviso decesso di Franklin Delano Roosevelt: sembrò privare il mondo intero di un futuro migliore".

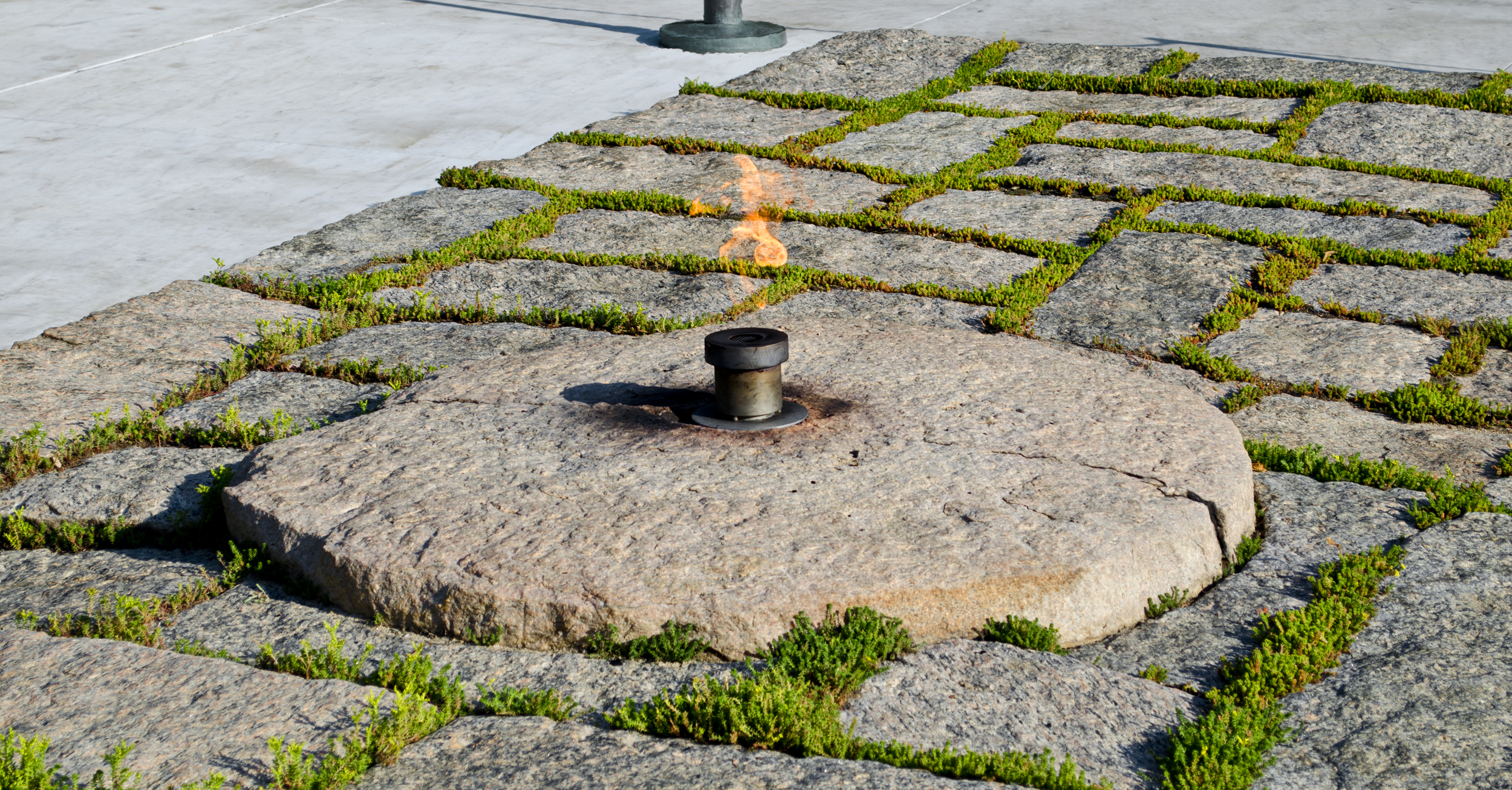
Memoriale presidenziale "John F. Kennedy Eternal Flame" nel cimitero nazionale di Arlington

La vedova volle che sulla lapide ardesse una "fiamma eterna", proprio come quella presente nella tomba del Milite Ignoto francese; richiederà inoltre che il rito funebre fosse del tutto simile a quello celebrato per Abraham Lincoln: "il più venerato tra i presidenti martiri americani".
In dicembre la futura Jacqueline Kennedy Onassis descriverà la morte del marito come "la fine di Camelot", un paragone con la corte di Re Artù: ella "contribuì a creare quel quadro idilliaco che, secondo Arthur M. Schlesinger Jr., avrebbe spinto lo stesso John Fitzgerald Kennedy a un'irriverente smentita".
La presidenza di Lyndon B. Johnson appena insediatasi creò la Commissione Warren presieduta dal presidente della Corte suprema degli Stati Uniti d'America Earl Warren con l'intento d'indagare sulle dinamiche del delitto; essa concluderà i propri lavori dichiarando che Oswald agì da solo e che non faceva parte di alcuna cospirazione volta a far tacere per sempre Kennedy. Ma i risultati stessi dell'indagine sono stati nel corso dl tempo sottoposti a un vaglio approfondito e contestati da molti.

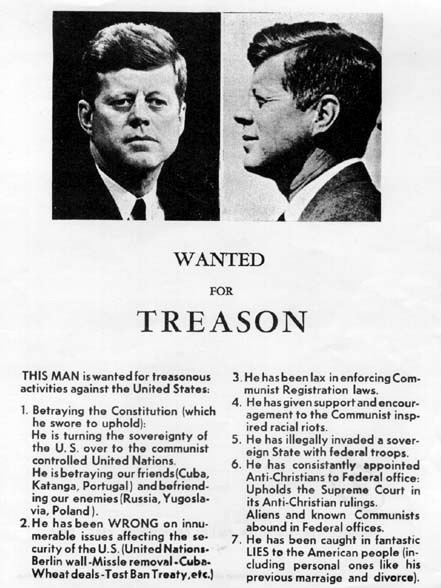
"Ricercato per tradimento. Quest'uomo è ricercato per le sue attività contro gli Stati Uniti": Il volantino circolò il 21 di novembre, un giorno prima dell'assassinio.

Quest'assassinio si è rivelato un momento decisivo nella storia degli Stati Uniti d'America a causa del suo forte impatto sulla nazione e delle conseguenti ripercussioni politiche. Un sondaggio d'opinione condotto da Fox News nel 2004 ha rivelato che più del 66% degli americani pensava ancora che dietro a tutta la faccenda vi fosse stato un complotto, un'attiva cospirazione per uccidere il presidente, mentre il 74% era convinto che in ogni caso vi fu un tentativo d'insabbiamento. Le teorie della cospirazione sull'assassinio di John Fitzgerald Kennedy continuano quindi e rimanere ben vive e presenti.
Un sondaggio Gallup di metà novembre del 2013 ha rilevato che il 61% degli intervistati credeva a un complotto e solo meno del 30% che Oswald avesse effettivamente agito da solo. Nel 1979 l'United States House Select Committee on Assassinations concluse i propri lavori ritenendo che vi fossero dei lati rimasti indubbiamente oscuri, tra cui la celebre "pallottola magica"; "Kennedy fu probabilmente assassinato a seguito di una cospirazione, sebbene non si fu in grado di identificare gli altri eventuali uomini armati o la portata del complotto".
Nel 2002 lo storico Carl M. Brauer ha concluso che "il fascino del pubblico nei confronti dell'assassinio potrebbe indicare una negazione psicologica della morte di Kennedy, un desiderio di massa... di annullarlo".

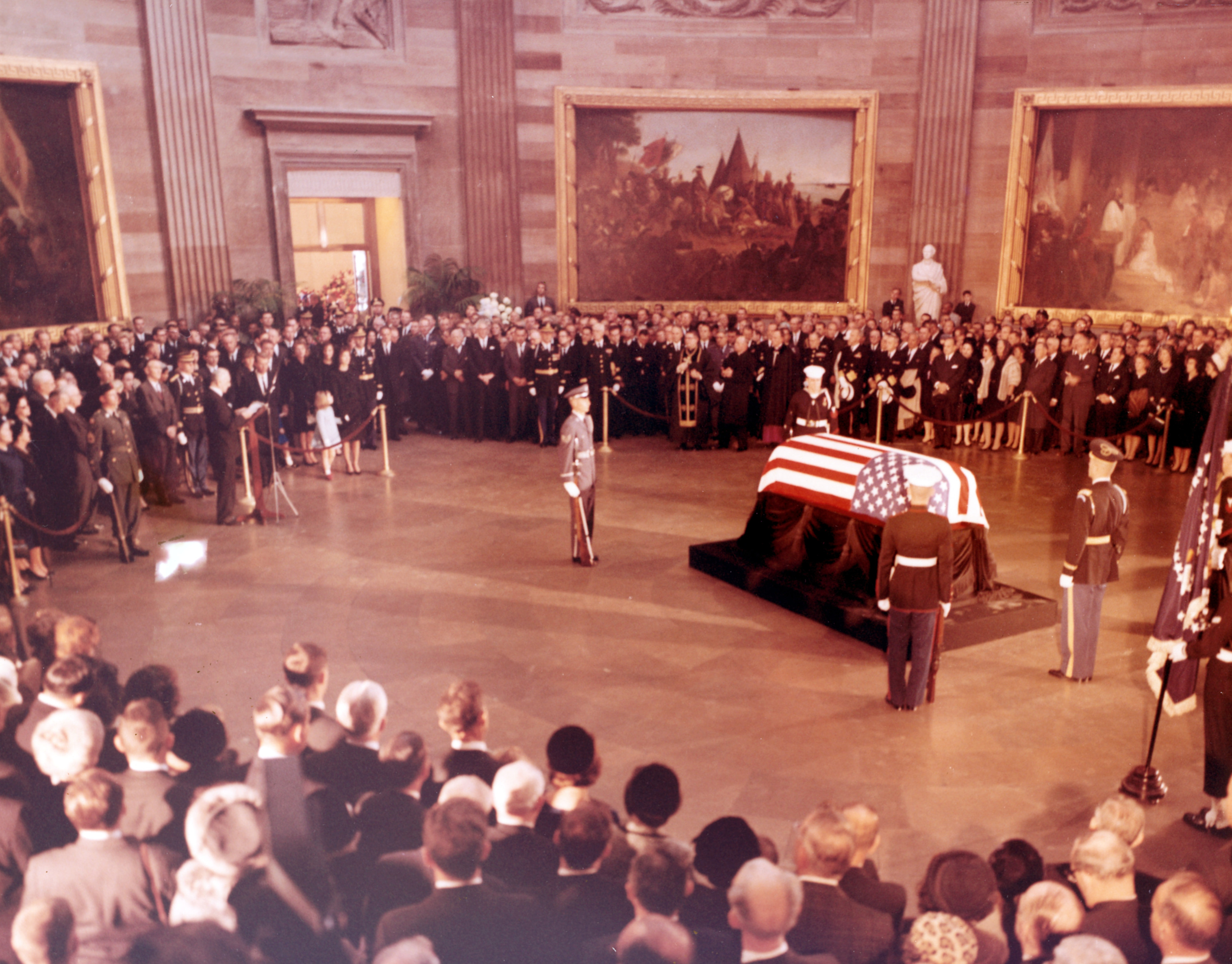
La bara sul catafalco Lincoln

Le conseguenze dell'omicidio hanno avuto un effetto duraturo su molte persone, non solo negli Stati Uniti ma in tutto il mondo. Molti ricordano vividamente dove si trovassero nel momento esatto in cui giunsero ad apprendere la notizia, come successe anche con l'attacco di Pearl Harbor il 7 dicembre del 1941 prima e come accadrà in seguito con gli attentati dell'11 settembre 2001. L'ambasciatore alle Nazioni Unite Adlai Stevenson II dirà dell'assassinio: "tutti noi... sopporteremo il dolore della sua morte fino al giorno della nostra".
Molte persone hanno anche parlato dell'evento - delle notizie scioccanti, aggravate dall'incertezza e sul dubbio rimasto sulla vera identità dell'assassino, dei possibili istigatori e delle cause che vi hanno condotto - come della fine dell'innocenza americana, e in retrospettiva essa si è sommata con altri cambiamenti del tumultuoso decennio degli anni 1960, in particolare la guerra del Vietnam.
In seguito nessun presidente utilizzerà mai più un'autovettura scoperta.

Stemma personale del presidente Kennedy

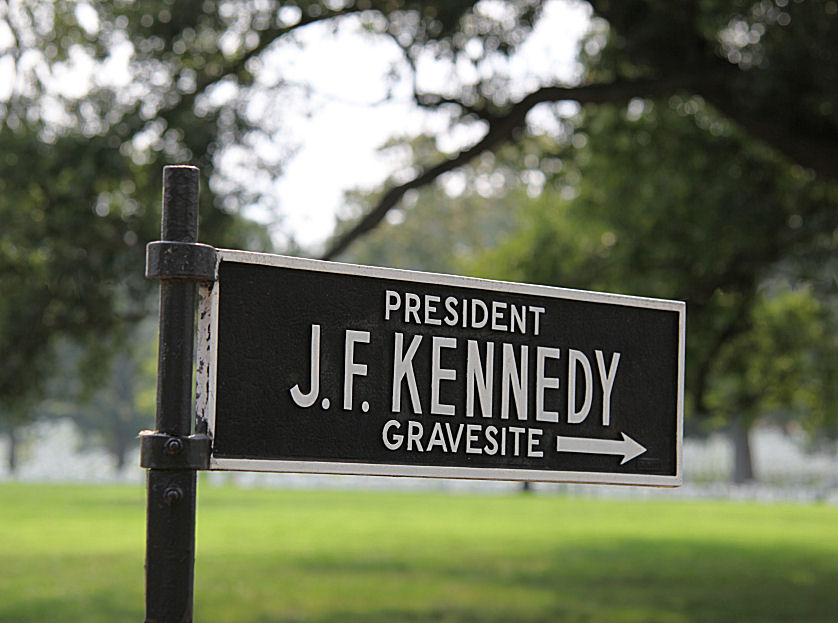
Cartello indicatore della tomba al Cimitero nazionale di Arlington

## Reputazione storica
(JFK.)
Storici e politologi tendono a valutare Kennedy come un buon presidente, sebbene i giudizi sulle politiche da lui adottate siano misti. La prima parte della sua amministrazione portò a dei passi falsi evidenziati dalla fallita invasione della baia dei Porci e dal "Vertice di Vienna" del 1961.
L'ultimo anno della sua presidenza è stato riempito con diversi e notevoli successi, per i quali riceve i consensi maggiori. Gestì abilmente la crisi dei missili di Cuba, evitando così la deflagrazione di una guerra nucleare e preparò in tal modo il terreno per l'avvio di relazioni meno tese tra Stati Uniti e Unione Sovietica. Ha anche avanzato il principio di uguaglianza davanti alla legge sostenendo gli sforzi per porre fine alla segregazione razziale negli Stati Uniti d'America istituzionale e alla discriminazione negli Stati Uniti meridionali.
Molte delle proposte di Kennedy furono approvate dopo la sua morte, durante l'amministrazione della presidenza di Lyndon B. Johnson e la sua morte violenta diede a quelle proposte una potente componente morale. Assassinato nel pieno della vita Kennedy rimane un simbolo potente e popolare di ispirazione e tragedia. Il termine "Camelot" viene spesso usato per descrivere la sua presidenza, riflettendo sia la grandezza mitica concessa a Kennedy con la morte, sia la potente nostalgia che molti provano per quell'epoca della storia degli Stati Uniti d'America.
È idolatrato nella stessa misura concessa a Abraham Lincoln e Franklin Delano Roosevelt; i sondaggi di "Gallup Poll" mostrano costantemente che il suo indice di gradimento pubblico si aggira intorno all'83%.
Un sondaggio condotto da The Washington Post nel 2014 su 162 membri della sezione Politica presidenziale ed esecutiva della "American Political Science Association" ha classificato Kennedy alla 14ª posizione tra le 43 persone che hanno assunto il ruolo di presidente, incluso Barack Obama allora ancora in carica. Tra i "13 presidenti moderni", da Franklin Roosevelt a Obama, si piazza al centro del gruppo. Il sondaggio ha anche rilevato che Kennedy era il presidente statunitense più sopravvalutato della storia.
Un sondaggio C-SPAN del 2017 lo ha classificato tra i primi dieci presidenti di tutti i tempi. Il sondaggio ha chiesto a 91 storici presidenziali di classificare i 43 ex presidenti (incluso Obama) in varie categorie per ottenere un punteggio composito, risultante in una classifica generale. Kennedy è stato classificato 8° tra tutti gli ex presidenti (in calo rispetto alla 6ª posizione ottenuta nel 2009).
Le sue classifiche nelle varie categorie di questo sondaggio più recente sono state le seguenti: persuasione pubblica (6°), leadership nelle situazioni di crisi (7°), gestione economica (7°), autorità morale (15°), relazioni internazionali (14°), capacità amministrative (15°), rapporti con l'assemblea congressuale (12°), visione/impostazione di un'agenda presidenziale (9°), perseguimento di un'uguale giustizia per tutti (7°), prestazioni nel contesto dei tempi (9°).

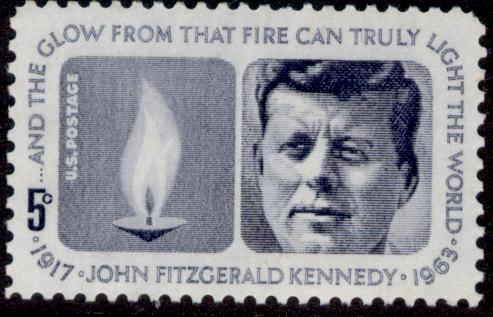
Francobollo commemorativo del 1964
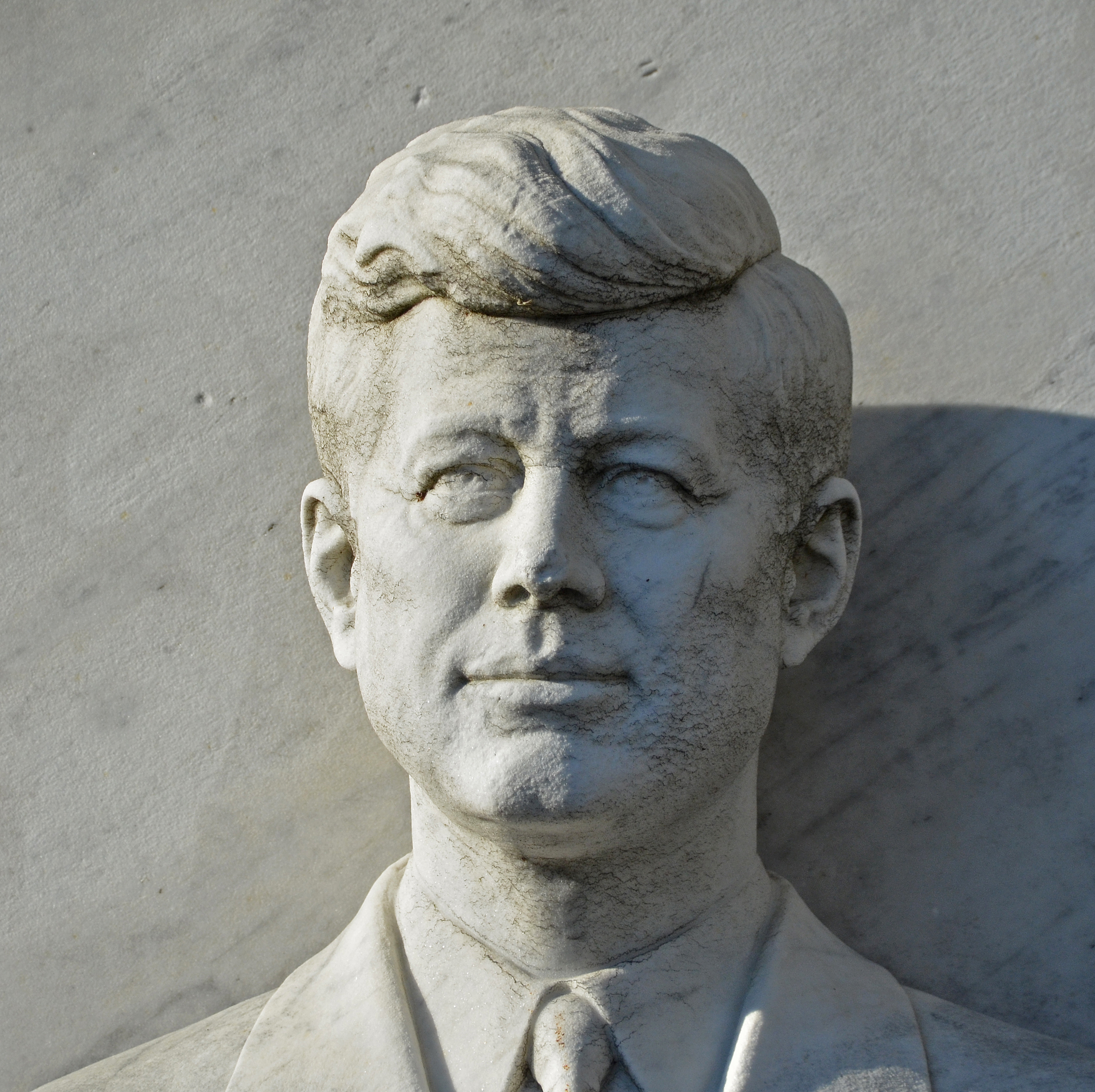
Statua del presidente a Tampa
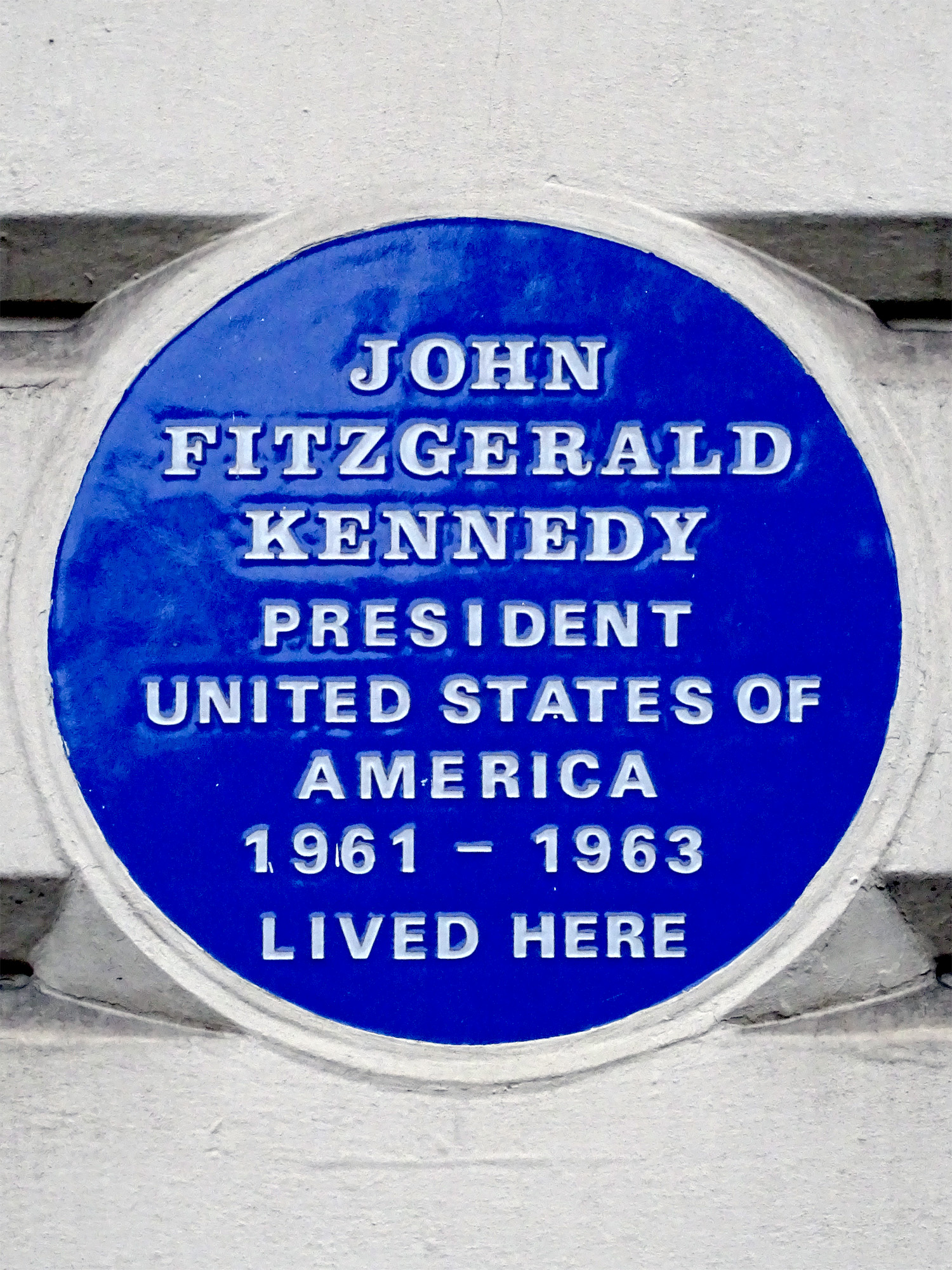
Targa blu a Londra
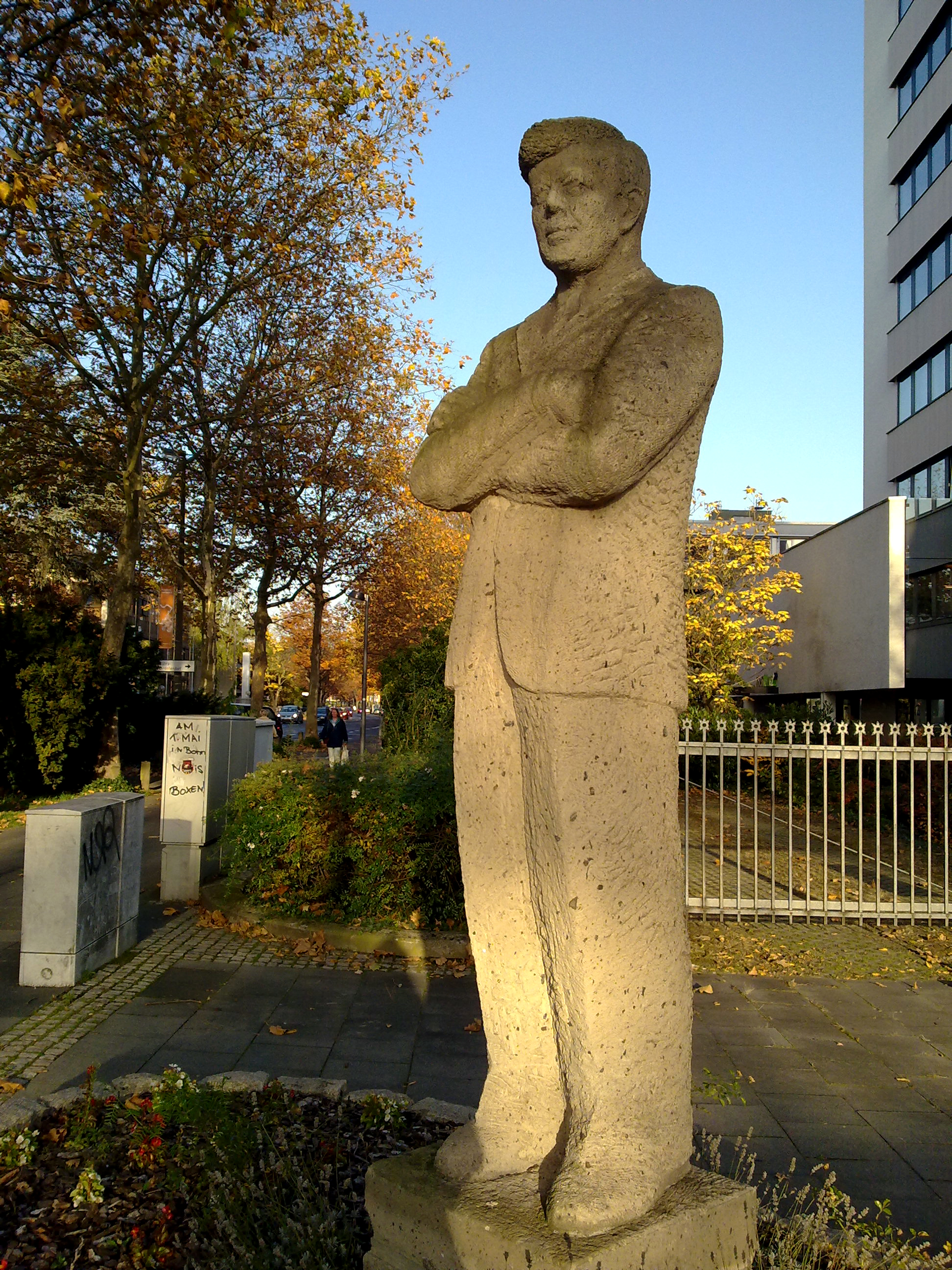
Statua del presidente a Bonn
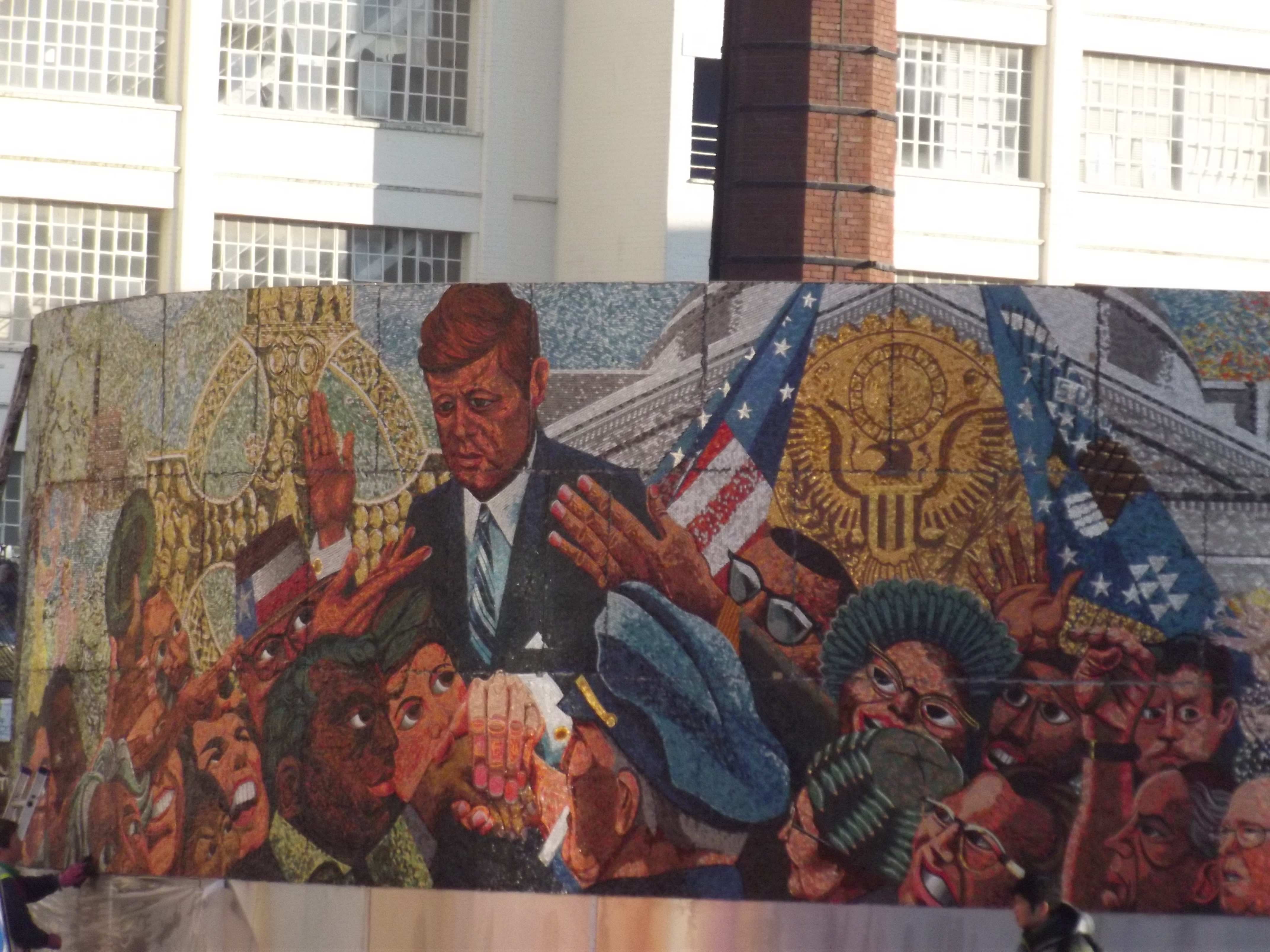
Memoriale a Birmingham
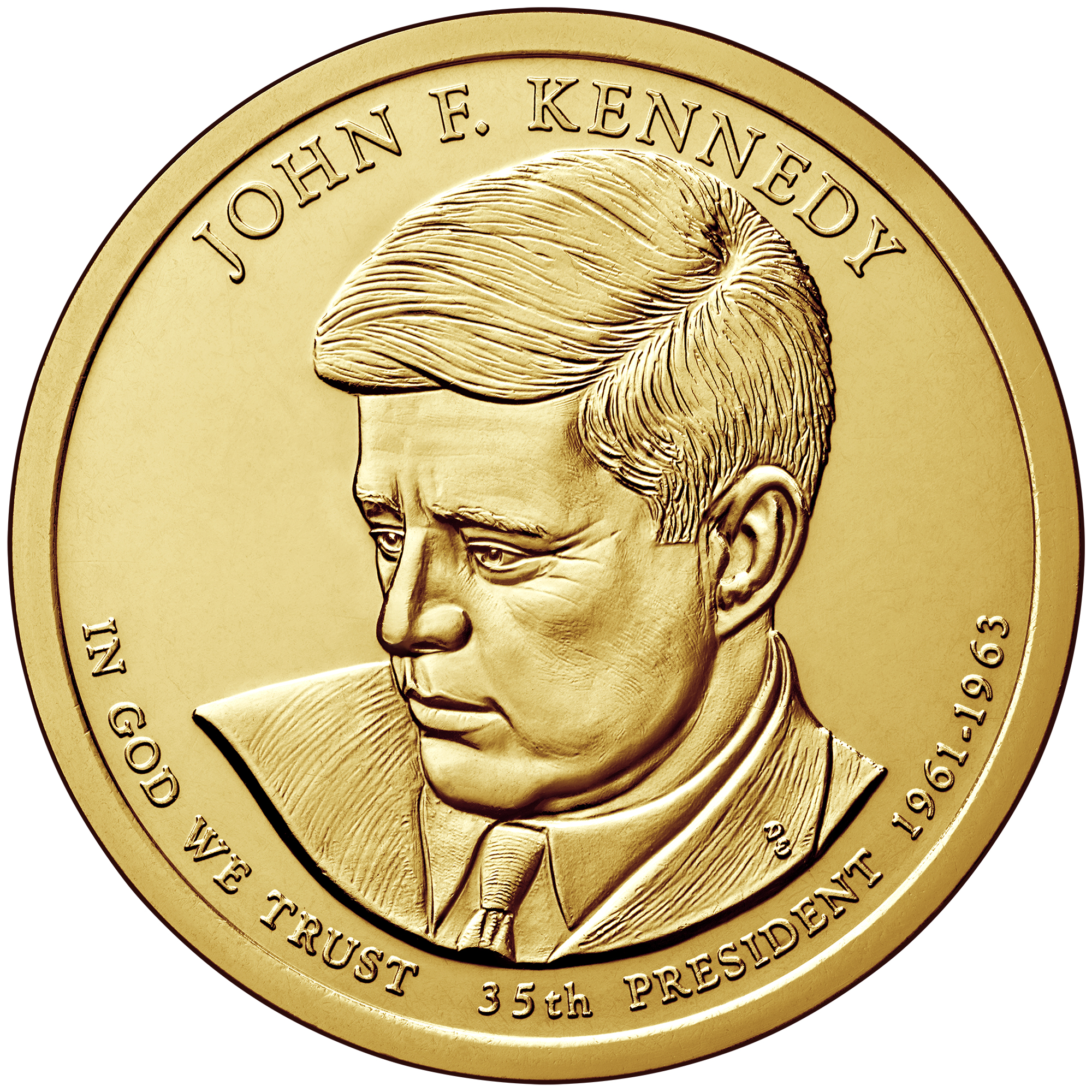
Dollaro presidenziale

### Opere citate
- Joy Ann Bilharz, The Allegany Senecas and Kinzua Dam: Forced Relocation Through Two Generations, Lincoln, University of Nebraska Press, 2002  [1998], ISBN 978-0-8032-1282-4.
- James G. Blight e Janet M. Lang, The Fog of War: Eleven Lessons from the Life of Robert S. McNamara, Lanham, Md., Rowman & Littlefield, 2005, ISBN 978-0-7425-4221-1.
- Carl M. Brauer, John F. Kennedy, in Henry Graff (a cura di), The Presidents: A Reference History, 7th, 2002,  pp. 481-498, ISBN 0-684-80551-0.
- Alan Brinkley, John F. Kennedy, Times Books, 2012, ISBN 978-0-8050-8349-1.
- Nick Bryant, Black Man Who Was Crazy Enough to Apply to Ole Miss, in The Journal of Blacks in Higher Education, n. 53, Autumn 2006.
- Robert Dallek, An Unfinished Life: John F. Kennedy, 1917–1963, Boston, MA, Little, Brown and Co, 2003, ISBN 978-0-316-17238-7.
- Robert L. Dudley e Eric Shiraev, Counting Every Vote: The Most Contentious Elections in American History, Dulles, Virginia, Potomac Books, 2008, ISBN 978-1-59797-224-6.
- James Dunnigan e Albert Nofi, Dirty Little Secrets of the Vietnam War, St. Martin's, 1999, ISBN 978-0-312-19857-2.
- David Frum, How We Got Here: The '70s, Basic Books, 2000, ISBN 978-0-465-04196-1.
- Bryan R. Gibson, Sold Out? US Foreign Policy, Iraq, the Kurds, and the Cold War, Palgrave Macmillan, 2015, ISBN 978-1-137-48711-7.
- Burton Herst, Bobby and J. Edgar: The Historic Face-Off Between the Kennedys and J. Edgar Hoover That Transformed America, Basic Books, 2007, ISBN 978-0-7867-1982-2.
- Stanley Karnow, Vietnam: A History, 2nd, Penguin books, 1991, ISBN 978-0-14-014533-5.
- Frederick Kempe, Berlin 1961, New York, G.P. Putnam's Sons, 2011, ISBN 978-0-399-15729-5.
- Charles Kenney, John F. Kennedy: The Presidential Portfolio, PublicAffairs, 2000, ISBN 978-1-891620-36-2.
- Chris Matthews, Jack Kennedy: Elusive Hero, Simon & Schuster, 2011, ISBN 978-1-4516-3508-9.
- Robert S. McNamara, Argument Without End: In Search of Answers to the Vietnam Tragedy, 2000.
- Craig Nelson, Rocket Men: The Epic Story of the First Men on the Moon, New York, New York, John Murray, 2009, ISBN 978-0-670-02103-1.
- Michael O'Brien, John F. Kennedy: A Biography, Thomas Dunne, 2005, ISBN 978-0-312-28129-8.
- Richard Reeves, President Kennedy: Profile of Power, New York, Simon & Schuster, 1993, ISBN 978-0-671-64879-4.
- Jeremey Salt, The Unmaking of the Middle East: A History of Western Disorder in Arab lands, Berkeley, CA, University of California Press, 2008, ISBN 978-0-520-25551-7.
- Arthur M. Jr Schlesinger, A Thousand Days: John F. Kennedy in the White House, Boston, Houghton Mifflin, 2002  [1965], ISBN 978-0-618-21927-8.
- Theodore Sorensen, Kennedy (paperback), New York, Bantam, 1966  [1965], OCLC 2746832.
- Spencer Tucker, The Encyclopedia of the Vietnam War: A Political, Social, and Military History, ABC-CLIO, 2011  [1998], ISBN 978-1-85109-960-3.

### Altre letture
- John Barnes, John F. Kennedy on Leadership, 2007.
- Selverstone, Marc J. "Eternal Flaming: The Historiography of Kennedy Foreign Policy," Passport: The Newsletter of the SHAFR (April 2015), Vol. 46 Issue 1, pp 22–29.
- Selverstone, Marc J. ed. A Companion to John F. Kennedy (2014) chapters 11-25 pp 207–496

### Fonti primarie
- Documentary History of the John F. Kennedy Presidency (18 vol. University Publications of America, 1996) online table of contents[collegamento interrotto]